# Velho Oeste
Velho Oeste, Oeste Selvagem ou Faroeste (em inglês:  Old West, Wild West ou Far West), também conhecido como Fronteira Americana (em inglês:  American Frontier), abrange a geografia, a história, o folclore e a cultura associadas à onda futura de expansão americana na América do Norte continental que começou com os assentamentos coloniais europeus no início Século XVII e terminou com a admissão dos últimos territórios ocidentais contíguos como estados em 1912. Esta era de migração e colonização massiva foi particularmente encorajada pelo presidente Thomas Jefferson após a compra da Louisiana, dando origem à atitude expansionista conhecida como "destino manifesto" e à "Tese da Fronteira" dos historiadores. As lendas, os eventos históricos e o folclore da fronteira americana incorporaram-se tanto na cultura dos Estados Unidos que o Velho Oeste, e especificamente o género ocidental de mídia, tornou-se uma das características definidoras da identidade nacional americana.

## Periodização
Os historiadores debateram longamente sobre quando a era da fronteira começou, quando terminou e quais foram os seus principais subperíodos. Por exemplo, o subperíodo do Velho Oeste é às vezes usado por historiadores em relação ao período desde o fim da Guerra Civil Americana em 1865 até quando o Superintendente do Censo, William Rush Merriam, declarou que o US Census Bureau pararia de registrar o assentamento na fronteira ocidental como parte de suas categorias de censo após o Censo dos EUA de 1890. Seus sucessores, entretanto, continuaram a prática até o Censo de 1920. Outros, incluindo a Biblioteca do Congresso e a Universidade de Oxford, citam frequentemente pontos divergentes que remontam ao início do século XX; normalmente nas primeiras duas décadas, antes da entrada americana na Primeira Guerra Mundial. Um período conhecido como "A Guerra Civil Ocidental de Incorporação" durou de 1850 a 1919. Este período incluiu eventos históricos sinônimos do arquétipo do Velho Oeste ou "Velho Oeste", como conflitos violentos decorrentes da invasão de assentamentos em terras fronteiriças, remoção e assimilação de nativos, consolidação de propriedade para grandes corporações e governo, vigilantismo e tentativa de aplicação de leis sobre bandidos.
Em 1890, o Superintendente do Censo, William Rush Merriam declarou: "Até 1880 inclusive o país tinha uma fronteira de colonização, mas atualmente a área instável foi tão dividida por corpos isolados de colonização que dificilmente se pode dizer ser uma linha de fronteira na discussão da sua extensão, do seu movimento para oeste, etc., não pode, portanto, mais ter lugar nos relatórios do censo. Apesar disso, o censo dos EUA posterior a 1900 continuou a mostrar a linha da fronteira oeste, e os seus sucessores continuaram a prática. No entanto, no censo dos EUA de 1910, a fronteira havia diminuído em áreas divididas sem uma linha única de assentamento para o oeste. Um influxo de proprietários agrícolas nas primeiras duas décadas do século XX, ocupando mais áreas do que as concessões de propriedades rurais em todo o século XIX, é citado como tendo reduzido significativamente as terras abertas.
Uma fronteira é uma zona de contato no limite de uma linha de assentamento. O teórico Frederick Jackson Turner foi mais fundo, argumentando que a fronteira foi palco de um processo definidor da civilização americana: “A fronteira”, afirmou ele, “promoveu a formação de uma nacionalidade composta para o povo americano”. Ele teorizou que era um processo de desenvolvimento: "Este renascimento perene, esta fluidez da vida americana, esta expansão para o oeste... fornecem as forças que dominam o caráter americano." As ideias de Turner desde 1893 inspiraram gerações de historiadores (e críticos) a explorar múltiplas fronteiras individuais americanas, mas a fronteira popular popular concentra-se na conquista e colonização de terras nativas americanas a oeste do rio Mississippi, no que hoje é o Centro-Oeste, Texas, as Grandes Planícies, as Montanhas Rochosas, o Sudoeste e a Costa Oeste.
Enorme atenção popular concentrou-se no oeste dos Estados Unidos (especialmente no sudoeste) na segunda metade do século XIX e no início do século XX, da década de 1850 à década de 1910. Esses meios de comunicação normalmente exageravam o romance, a anarquia e a violência caótica do período para obter um efeito dramático maior. Isso inspirou o gênero de filme western, junto com programas de televisão, romances, histórias em quadrinhos, videogames, brinquedos infantis e fantasias.
Conforme definido por Hine e Faragher, “a história da fronteira conta a história da criação e defesa de comunidades, do uso da terra, do desenvolvimento de culturas e hotéis e da formação de estados”. Eles explicam: “É uma história de conquista, mas também de sobrevivência, persistência e fusão de povos e culturas que deram origem e continuaram a vida na América”. O próprio Turner enfatizou repetidamente como a disponibilidade de "terras livres" para iniciar novas fazendas atraiu americanos pioneiros: "A existência de uma área de terras livres, sua recessão contínua e o avanço da colonização americana para o oeste explicam o desenvolvimento americano." Através de tratados com nações estrangeiras e tribos nativas, compromisso político, conquista militar, o estabelecimento da lei e da ordem, a construção de fazendas, ranchos e cidades, a marcação de trilhas e escavação de minas, e a extração de grandes migrações de estrangeiros, os Estados Unidos expandiram-se de costa a costa, cumprindo a ideologia do Destino Manifesto. Em sua "Tese da Fronteira" (1893), Turner teorizou que a fronteira era um processo que transformou os europeus em um novo povo, os americanos, cujos valores se concentravam na igualdade, democracia e otimismo, bem como no individualismo, autossuficiência e até violência.

### TermosOesteeFronteira
A fronteira é a margem do território não desenvolvido que abrangeria os Estados Unidos além da linha de fronteira estabelecida. O US Census Bureau designou o território fronteiriço como terra geralmente desocupada com uma densidade populacional inferior a 2 pessoas por milha quadrada (0,77 pessoas por quilómetro quadrado). A linha de fronteira era o limite externo da colonização europeu-americana nesta terra. Começando com os primeiros assentamentos europeus permanentes na Costa Leste, moveu-se continuamente para o oeste de 1600 a 1900 (décadas) com movimentos ocasionais para o norte, para o Maine e New Hampshire, para o sul, para a Flórida, e para o leste, da Califórnia, para Nevada. Bolsões de assentamentos também apareceriam muito além da linha de fronteira estabelecida, particularmente na Costa Oeste e no interior profundo, com assentamentos como Los Angeles e Salt Lake City, respectivamente. O "Oeste" era a área recentemente colonizada perto dessa fronteira. Assim, partes do Centro-Oeste e do Sul dos Estados Unidos, embora não sejam mais consideradas "ocidentais", têm uma herança fronteiriça junto com os estados ocidentais modernos. Richard W. Slatta, em sua visão da fronteira, escreve que "os historiadores às vezes definem o oeste americano como terras a oeste do 98º meridiano ou 98° de longitude oeste", e que outras definições da região "incluem todas as terras a oeste do Mississippi ou rios Missouri.

## Mapas dos territórios dos Estados Unidos

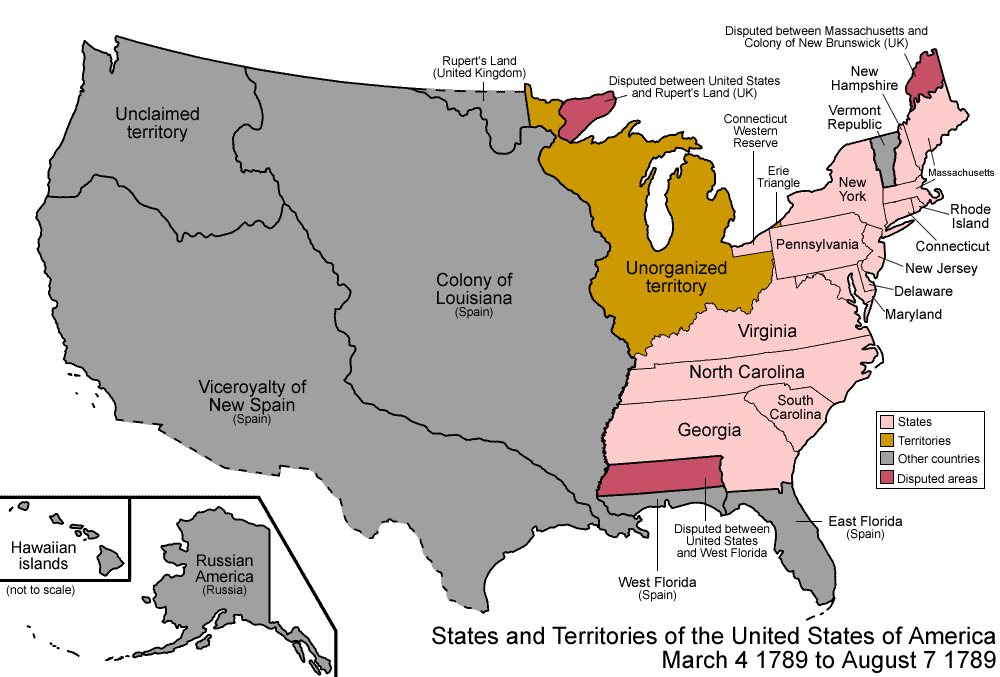
1789: A nova nação
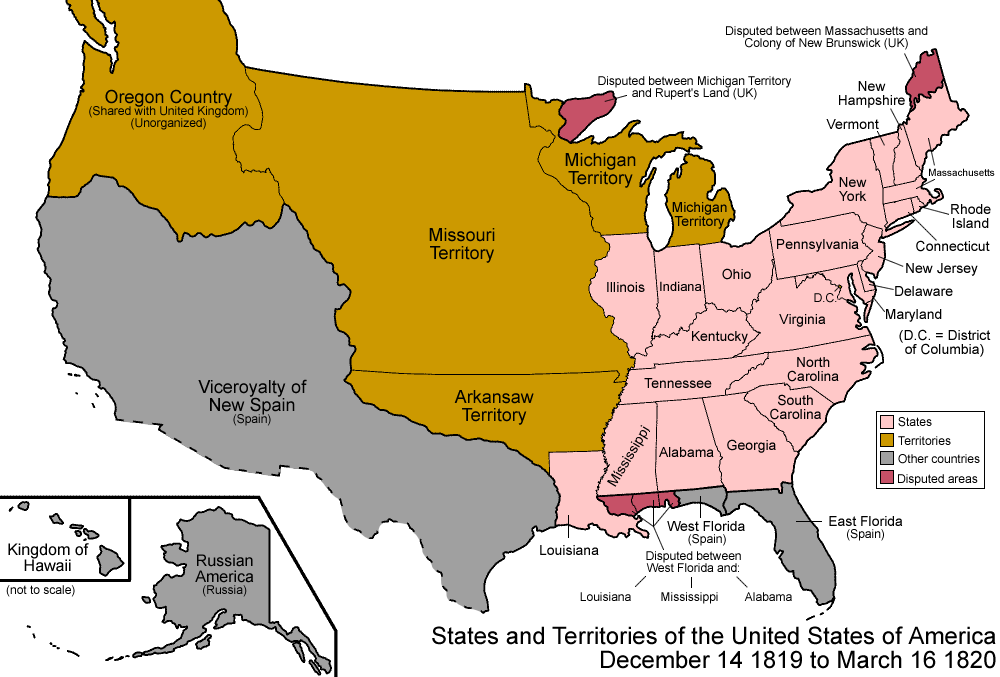
1819–1820: Pós-Guerra de 1812
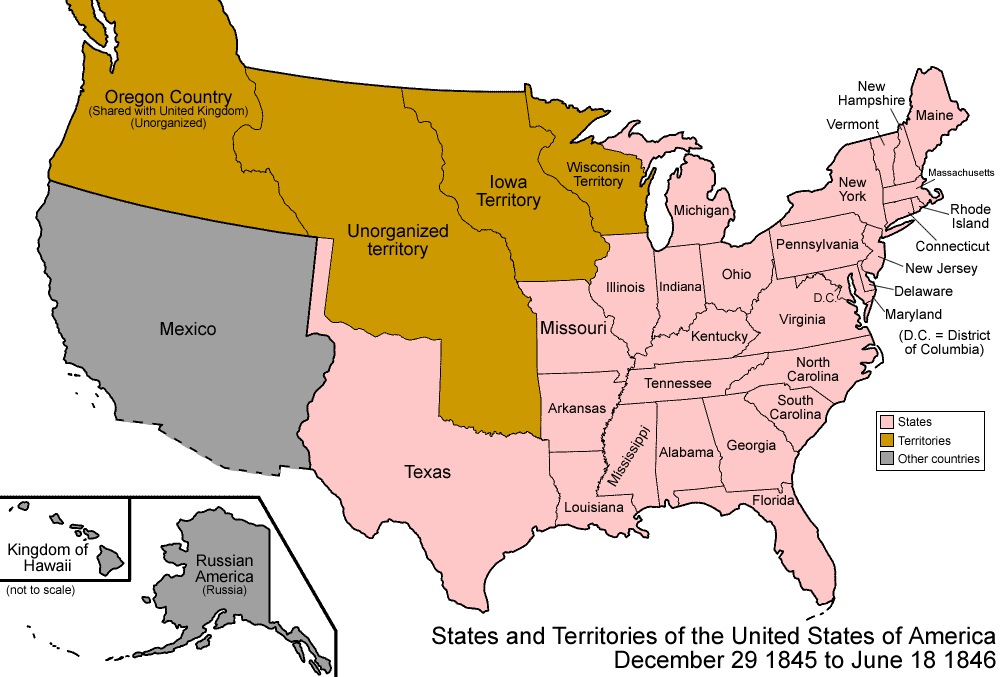
1845–1846: Antes da Guerra Mexicano-Americana
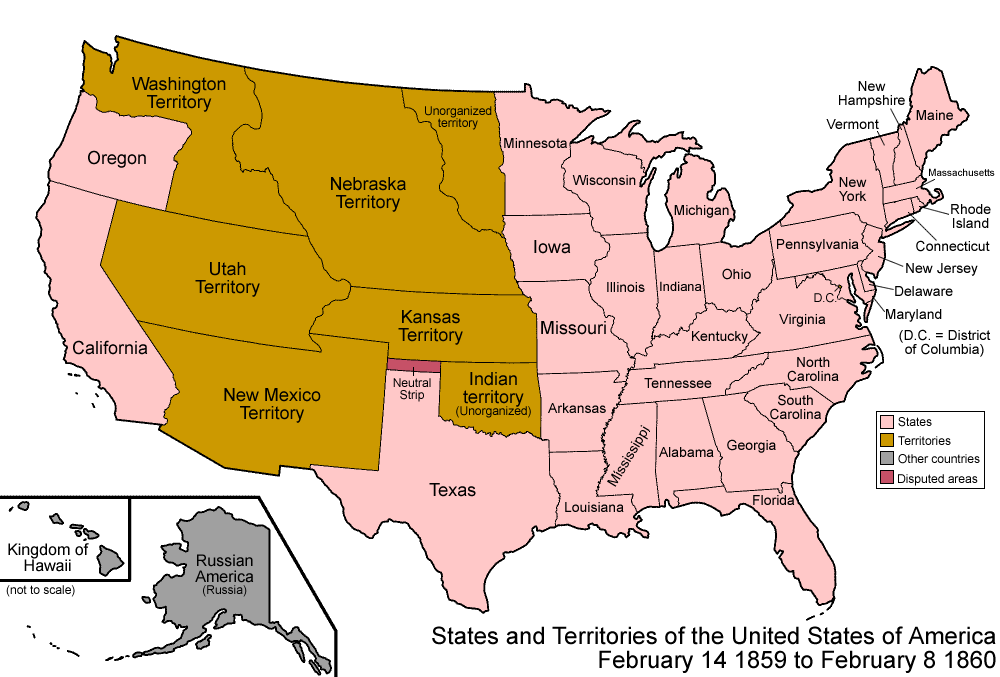
1859–1860: Expansão Pré-Guerra Civil
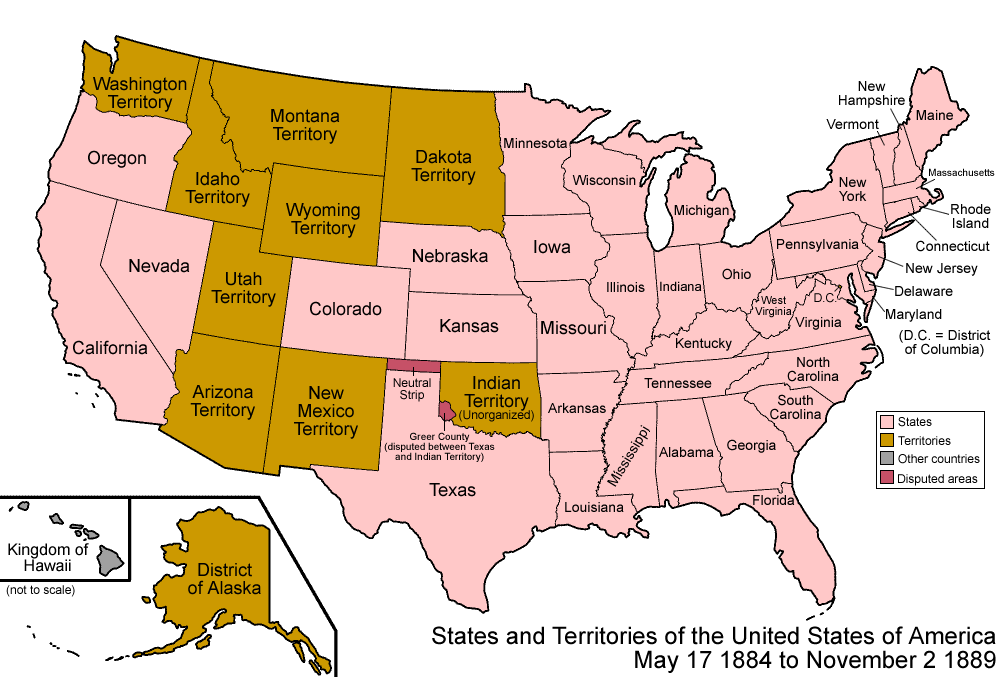
1884–1889: Expansão pós-Guerra Civil
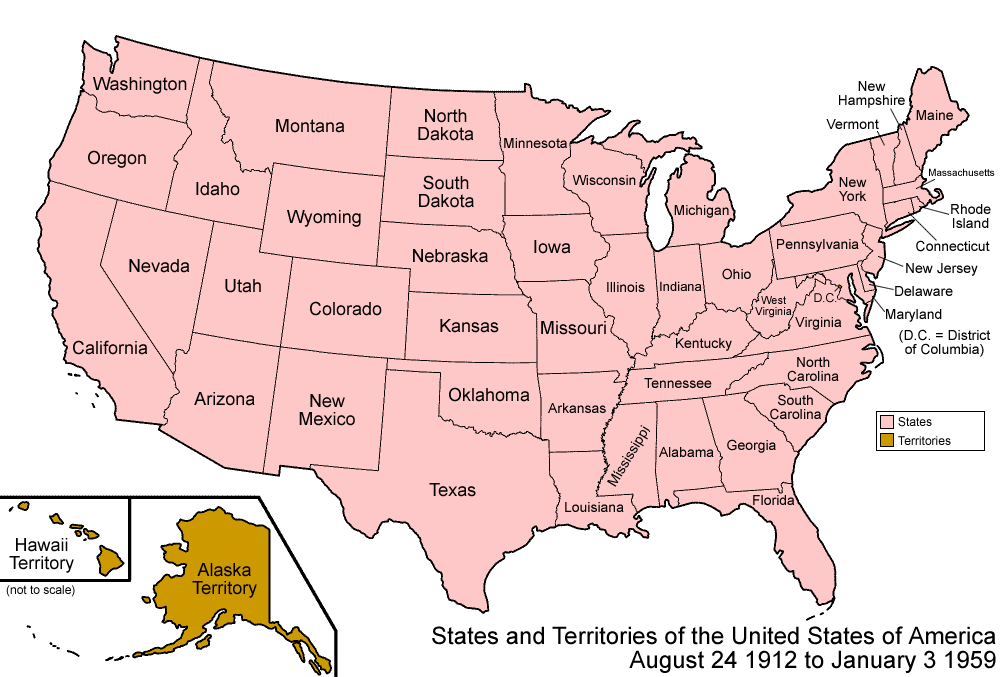
1912: EUA contíguos, todos os estados

Legenda:
- Estados
- Territórios
- Áreas disputadas
- Outros países

## História

### Fronteira colonial

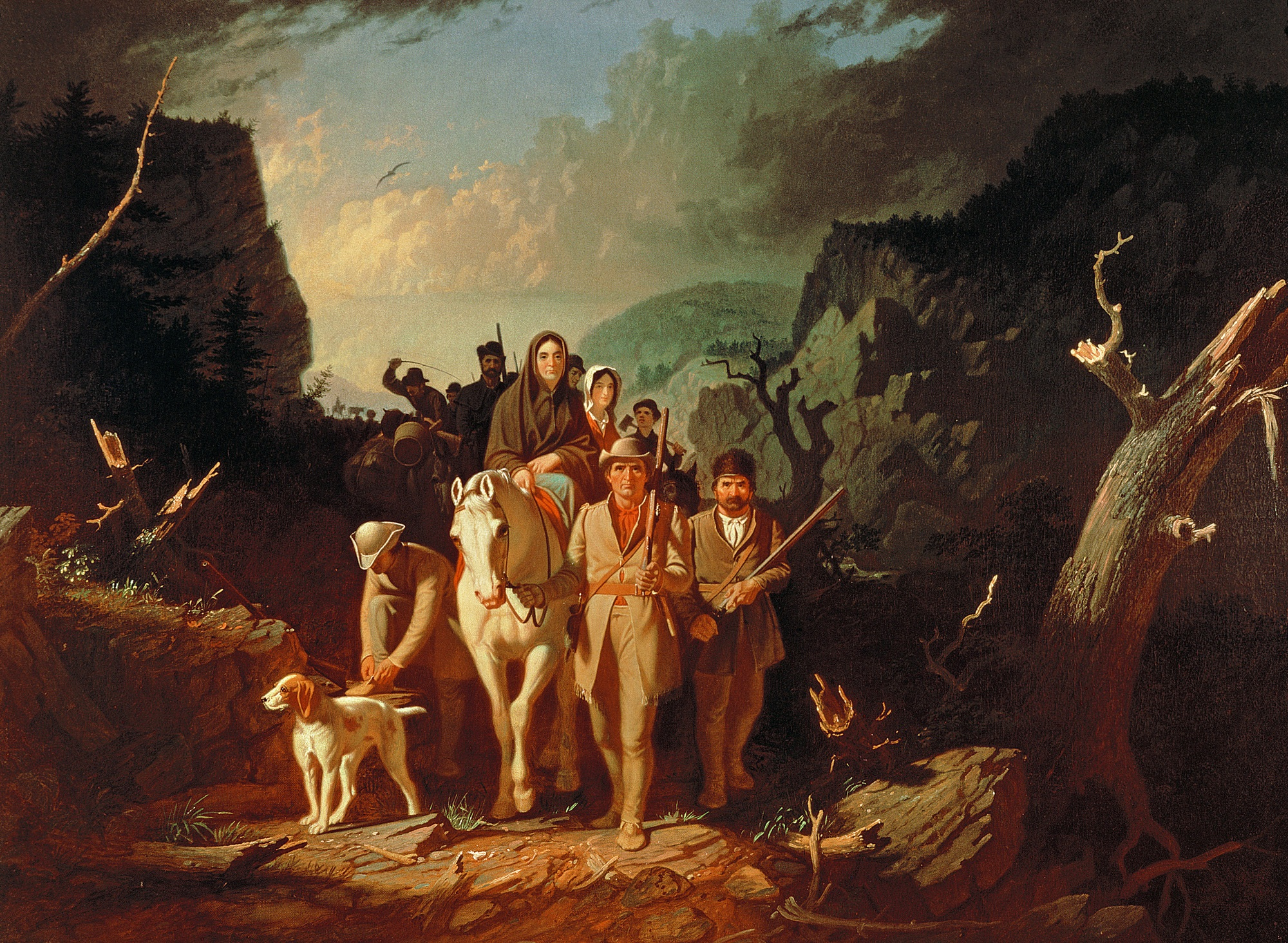
Daniel Boone escoltando colonos através de Cumberland Gap

Na era colonial, antes de 1776, o oeste era de alta prioridade para colonos e políticos. A fronteira americana começou quando Jamestown, Virgínia, foi colonizada pelos ingleses em 1607. Nos primeiros dias da colonização europeia na costa atlântica, até cerca de 1680, a fronteira era essencialmente qualquer parte do interior do continente para além da orla dos assentamentos existentes ao longo da costa atlântica. Os padrões de expansão e colonização ingleses, franceses, espanhóis e holandeses eram bastante diferentes. Apenas alguns milhares de franceses migraram para o Canadá; esses habitantes se estabeleceram em aldeias ao longo do rio São Lourenço, construindo comunidades que permaneceram estáveis por longos períodos. Embora os comerciantes de peles franceses se espalhassem amplamente pelos Grandes Lagos e pela região Centro-Oeste, eles raramente se estabeleceram. O assentamento francês foi limitado a algumas aldeias muito pequenas, como Kaskaskia, Illinois bem como a um assentamento maior ao redor de Nova Orleans. No que é hoje o estado de Nova Iorque, os holandeses estabeleceram postos de comércio de peles no vale do rio Hudson, seguidos de grandes concessões de terras a ricos proprietários de terras que trouxeram arrendatários que criaram aldeias compactas e permanentes. Eles criaram um denso assentamento rural no norte do estado de Nova York, mas não avançaram para o oeste.

As áreas do norte que estavam na fase de fronteira em 1700 geralmente tinham instalações de transporte precárias, de modo que as oportunidades para a agricultura comercial eram baixas. Estas áreas permaneceram principalmente na agricultura de subsistência e, como resultado, na década de 1760 estas sociedades eram altamente igualitárias, conforme explicado pelo historiador Jackson Turner Main:
A típica sociedade fronteiriça, portanto, era aquela em que as distinções de classe eram minimizadas. O especulador rico, se estivesse envolvido, geralmente permanecia em casa, de modo que normalmente ninguém rico era residente. A classe dos pobres sem terra era pequena. A grande maioria eram proprietários de terras, muitos dos quais também eram pobres porque começavam com poucas propriedades e ainda não tinham desmatado muita terra nem adquirido as ferramentas agrícolas e os animais que um dia os tornariam prósperos. Poucos artesãos estabeleceram-se na fronteira, exceto aqueles que praticavam um comércio para complementar a sua ocupação principal, a agricultura. Poderia haver um lojista, um ministro e talvez um médico; e havia vários trabalhadores sem terra. Todo o resto eram agricultores.
No Sul, as áreas fronteiriças que careciam de transporte, como a região dos Montes Apalaches, permaneceram baseadas na agricultura de subsistência e assemelhavam-se ao igualitarismo dos seus homólogos do Norte, embora tivessem uma classe superior maior de proprietários de escravos. A Carolina do Norte foi representativa. No entanto, as áreas fronteiriças de 1700 que tinham boas ligações fluviais foram cada vez mais transformadas em agricultura de plantação. Homens ricos entraram, compraram as boas terras e trabalharam nelas com escravos. A área não era mais “fronteira”. Tinha uma sociedade estratificada composta por uma poderosa nobreza branca proprietária de terras de classe alta, uma pequena classe média, um grupo bastante grande de agricultores brancos sem terra ou arrendatários e uma crescente população escrava na base da pirâmide social. Ao contrário do Norte, onde pequenas vilas e até cidades eram comuns, o Sul era predominantemente rural.

#### Dos camponeses britânicos aos agricultores americanos
Os assentamentos coloniais costeiros deram prioridade à propriedade de terras para agricultores individuais e, à medida que a população crescia, avançaram para o oeste em busca de novas terras agrícolas. Ao contrário da Grã-Bretanha, onde um pequeno número de proprietários possuía a maior parte das terras, a propriedade na América era barata, fácil e generalizada. A propriedade da terra trouxe um certo grau de independência, bem como um voto para cargos locais e provinciais. Os assentamentos típicos da Nova Inglaterra eram bastante compactos e pequenos, com menos de um quilômetro quadrado. O conflito com os nativos americanos surgiu de questões políticas, nomeadamente quem governaria. As primeiras áreas de fronteira a leste dos Montes Apalaches incluíam o vale do rio Connecticut, e o norte da Nova Inglaterra (que foi um movimento para o norte, não para o oeste).

#### Guerras com franceses e com nativos

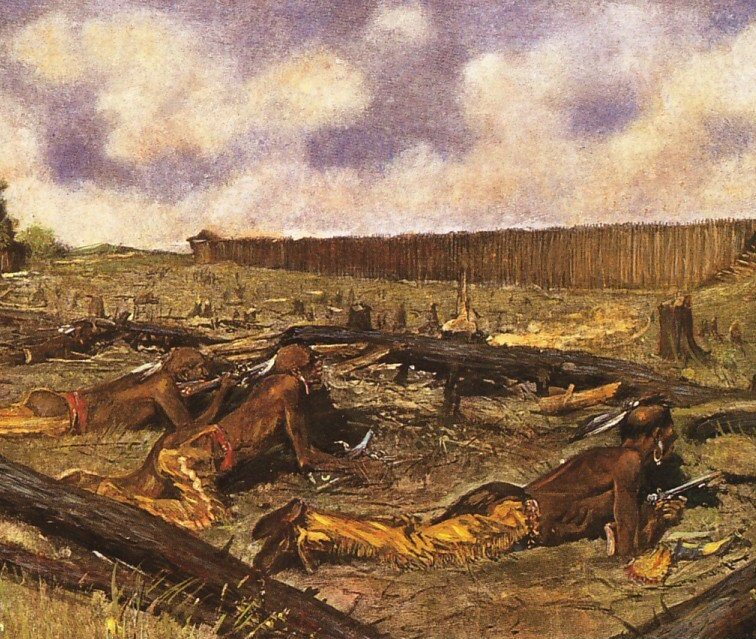
Cerco ao Forte Detroit durante a rebelião de Pontiac em 1763

Os colonos na fronteira frequentemente relacionavam incidentes isolados para indicar conspirações indianas para atacá-los, mas estes careciam de uma dimensão diplomática francesa depois de 1763, ou de uma conexão espanhola depois de 1820.
A maioria das fronteiras passou por numerosos conflitos. A Guerra Franco-Indígena eclodiu entre a Grã-Bretanha e a França, com os franceses compensando a sua pequena base populacional colonial recrutando partidos de guerra nativos como aliados. A série de grandes guerras decorrentes das guerras europeias terminou com uma vitória completa para os britânicos na Guerra Mundial dos Sete Anos. No tratado de paz de 1763, a França cedeu praticamente tudo, pois as terras a oeste do rio Mississippi, além da Flórida e Nova Orleans, foram para a Espanha. Caso contrário, as terras a leste do rio Mississippi e o que hoje é o Canadá foram para a Grã-Bretanha.

#### Migração constante para terras fronteiriças
Independentemente das guerras, os americanos estavam se movendo através dos Apalaches para o oeste da Pensilvânia, onde hoje é a Virgínia Ocidental, e áreas do país de Ohio, Kentucky e Tennessee. Nos assentamentos do sul através de Cumberland Gap, seu líder mais famoso foi Daniel Boone. O jovem George Washington promoveu assentamentos na Virgínia Ocidental em terras concedidas a ele e a seus soldados pelo governo real em pagamento pelo serviço prestado durante a guerra na milícia da Virgínia. Os assentamentos a oeste dos Montes Apalaches foram brevemente restringidos pela Proclamação Real de 1763, proibindo o assentamento nesta área. O Tratado de Fort Stanwix (1768) reabriu a maior parte das terras ocidentais para os homens da fronteira se estabelecerem.

### Nova nação
A nação estava em paz depois de 1783. Os estados deram ao Congresso o controle das terras ocidentais e foi desenvolvido um sistema eficaz para a expansão populacional. A Portaria do Noroeste de 1787 aboliu a escravidão na área ao norte do rio Ohio e prometeu a criação de um Estado quando um território atingisse um limite populacional, como Ohio fez em 1803.

O primeiro grande movimento a oeste das montanhas Apalaches originou-se na Pensilvânia, Virgínia e Carolina do Norte assim que a Guerra Revolucionária terminou em 1781. Os pioneiros se alojavam em um alpendre rústico ou, no máximo, em uma cabana de madeira de um cômodo. A principal fonte de alimento inicialmente vinha da caça de veados, perus e outros animais abundantes.
Vestido com trajes típicos da fronteira, calças de couro, mocassins, gorro de pele e camisa de caça, e cingido por um cinto do qual pendia uma faca de caça e um estojo de caça, todos feitos em casa, o pioneiro apresentava uma aparência única. Em pouco tempo abriu na mata um canteiro, ou clareira, onde cultivava milho, trigo, linho, fumo e outros produtos, até fruta..
Em poucos anos, o pioneiro acrescentou porcos, ovelhas e gado, e talvez adquiriu um cavalo. Roupas caseiras substituíram as peles de animais. Os pioneiros mais inquietos ficaram insatisfeitos com a vida excessivamente civilizada e desenraizaram-se novamente para se deslocarem 80 ou 160 quilômetros mais a oeste.

#### Política fundiária

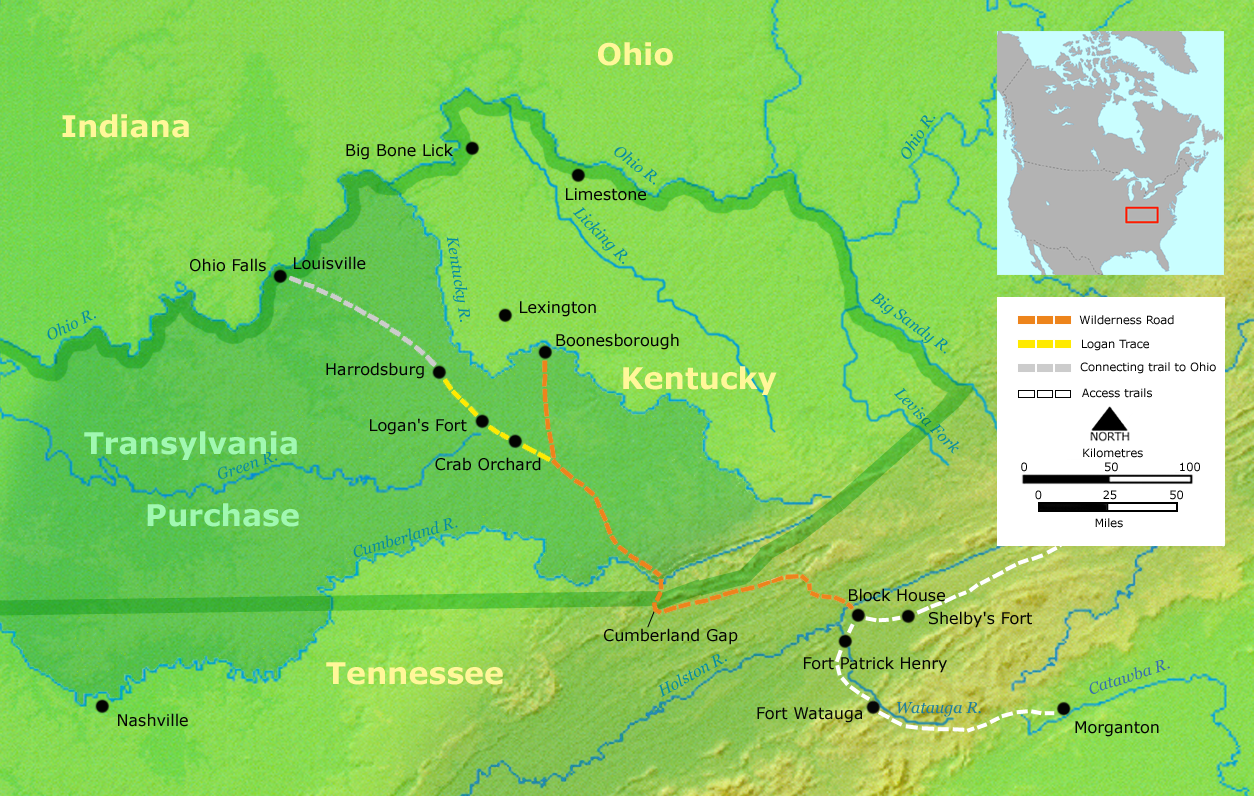
Mapa da Wilderness Road em 1785

A política fundiária da nova nação era conservadora, prestando especial atenção às necessidades do Oriente colonizado. Os objetivos buscados por ambos os partidos na era de 1790-1820 eram fazer crescer a economia, evitar a drenagem dos trabalhadores qualificados necessários no Leste, distribuir a terra com sabedoria, vendê-la a preços que fossem razoáveis para os colonos, mas altos o suficiente para pagar o custo. dívida nacional, títulos legais claros e criar uma economia ocidental diversificada que estaria estreitamente interligada com as áreas colonizadas, com risco mínimo de um movimento separatista. Na década de 1830, porém, o Oeste estava cheio de posseiros sem escritura legal, embora possam ter pago dinheiro aos colonos anteriores. Os democratas jacksonianos favoreceram os posseiros prometendo acesso rápido a terras baratas. Em contraste, Henry Clay ficou alarmado com a "ralé sem lei" que se dirigia para o Oeste e que estava a minar o conceito utópico de uma comunidade republicana de classe média estável e cumpridora da lei. Enquanto isso, os sulistas ricos procuravam oportunidades de comprar terras de alta qualidade para estabelecer plantações escravistas. O movimento Solo Livre da década de 1840 exigia terras de baixo custo para agricultores brancos livres, uma posição transformada em lei pelo novo Partido Republicano em 1862, oferecendo gratuitamente 160 acres (65 ha) propriedades rurais para todos os adultos, homens e mulheres, negros e brancos, nativos ou imigrantes.
Depois de vencer a Guerra Revolucionária (1783), os colonos americanos em grande número foram para o oeste. Em 1788, os pioneiros americanos no Território do Noroeste estabeleceram Marietta, Ohio, como o primeiro assentamento americano permanente no Território do Noroeste.
Em 1775, Daniel Boone abriu caminho para a Transylvania Company, da Virgínia, passando por Cumberland Gap, até o centro de Kentucky. Posteriormente, foi ampliado para chegar às Cataratas do Ohio, em Louisville. A Wilderness Road era íngreme e acidentada e só podia ser percorrida a pé ou a cavalo, mas era a melhor rota para milhares de colonos que se mudavam para o Kentucky. Em algumas áreas eles tiveram que enfrentar ataques nativos. Só em 1784, os nativos mataram mais de 100 viajantes na Wilderness Road. Nessa época, o Kentucky estava despovoado - estava "vazio de aldeias indígenas". No entanto, grupos de invasão às vezes apareciam. Um dos interceptados foi o avô de Abraham Lincoln, que foi escalpelado em 1784 perto de Louisville.

#### Aquisição de terras nativas

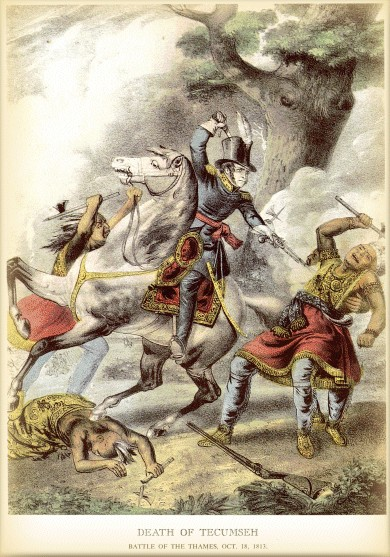
Líder nativo Tecumseh morto em batalha em 1813 por Richard M. Johnson, que mais tarde se tornou vice-presidente

A Guerra de 1812 marcou o confronto final envolvendo grandes forças britânicas e nativas que lutavam para impedir a expansão americana. O objetivo de guerra britânico incluía a criação de um estado-barreira indígena sob os auspícios britânicos no Centro-Oeste, que interromperia a expansão americana para o oeste. Os milicianos da fronteira americana sob o comando do general Andrew Jackson derrotaram os Creeks e abriram o sudoeste, enquanto a milícia sob o governador William Henry Harrison derrotou a aliança nativo-britânica na Batalha do Tâmisa, no Canadá, em 1813. A morte em batalha do líder nativo Tecumseh dissolveu a coalizão de tribos nativas hostis. Enquanto isso, o general Andrew Jackson acabou com a ameaça militar nativa no sudeste na Batalha de Horseshoe Bend em 1814, no Alabama. Em geral, os homens da fronteira lutaram contra os nativos com pouca ajuda do Exército dos EUA ou do governo federal.

Para acabar com a guerra, os diplomatas americanos negociaram o Tratado de Gante, assinado no final de 1814, com a Grã-Bretanha. Rejeitaram o plano britânico de estabelecer um estado nativo no território dos EUA ao sul dos Grandes Lagos. Eles explicaram a política americana em relação à aquisição de terras indígenas:
Os Estados Unidos, embora pretendam nunca adquirir terras dos índios, a não ser de forma pacífica e com o seu livre consentimento, estão totalmente determinados, dessa maneira, progressivamente e na proporção que a sua crescente população possa exigir, a recuperar o estado de natureza. , e cultivar todas as partes do território contidas dentro de seus limites reconhecidos. Ao fornecerem assim o apoio de milhões de seres civilizados, não violarão qualquer ditame de justiça ou de humanidade; pois eles não apenas darão aos poucos milhares de selvagens espalhados por aquele território um amplo equivalente por qualquer direito que possam renunciar, mas sempre lhes deixarão a posse de terras maiores do que podem cultivar e mais do que adequadas à sua subsistência, conforto, e prazer, pelo cultivo. Se se trata de um espírito de engrandecimento, os abaixo assinados estão preparados para admitir, nesse sentido, a sua existência; mas devem negar que isso proporcione a menor prova de uma intenção de não respeitar as fronteiras entre eles e as nações europeias, ou de um desejo de invadir os territórios da Grã-Bretanha. [...] Eles não vão supor que esse governo irá confessar, como base de sua política para com os Estados Unidos, um sistema para impedir seu crescimento natural dentro de seus territórios, com o objetivo de preservar um deserto perpétuo para os selvagens.

#### Novos territórios e estados

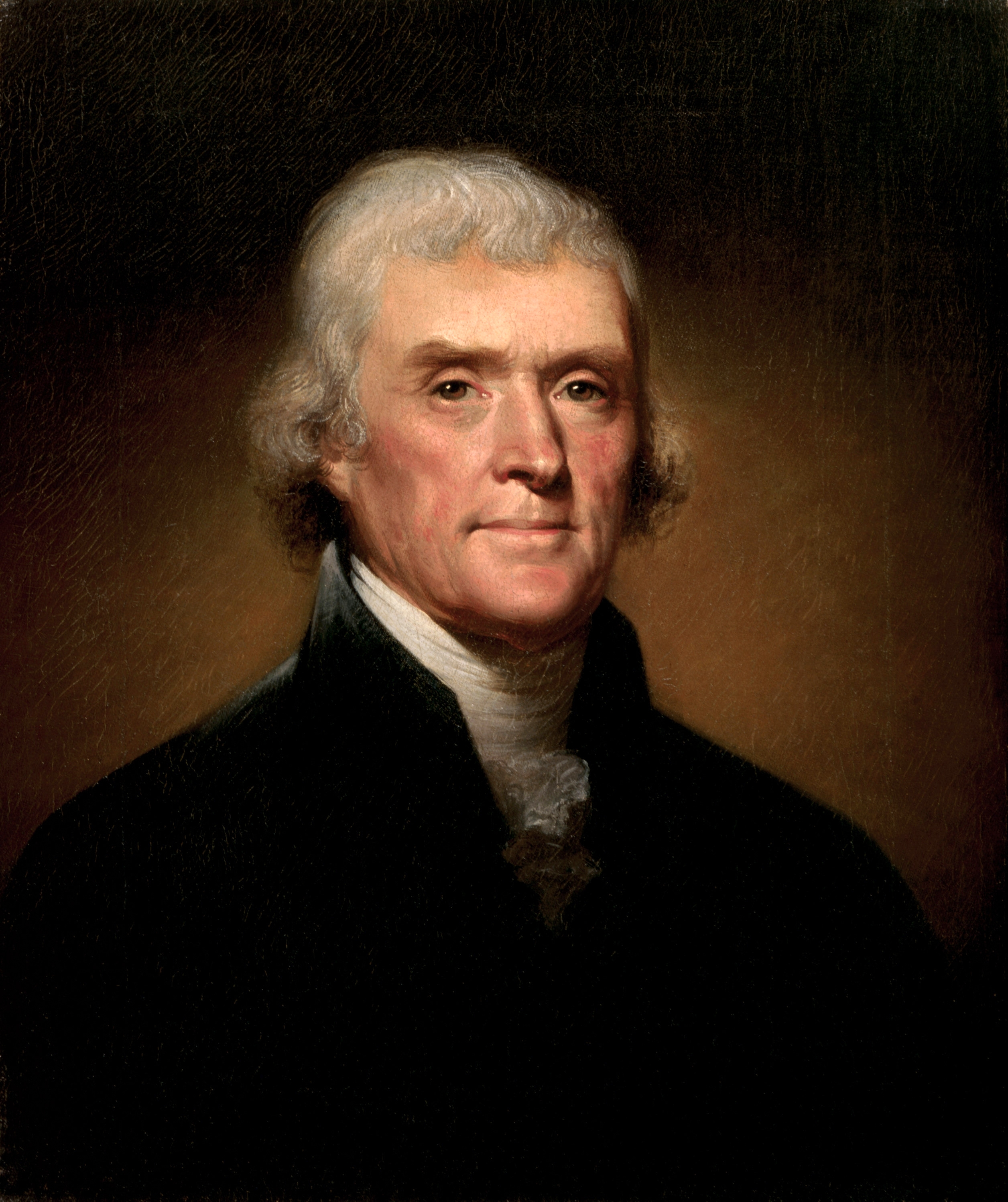
Thomas Jefferson se via como um homem de fronteira e um cientista; ele estava profundamente interessado em expandir e explorar o Oeste.

À medida que os colonos chegavam, os distritos fronteiriços tornaram-se inicialmente territórios, com uma legislatura eleita e um governador nomeado pelo presidente. Então, quando a população atingiu 100.000 habitantes, o território solicitou a condição de Estado. Os homens da fronteira normalmente abandonaram as formalidades legalistas e os direitos de voto restritivos favorecidos pelas classes superiores orientais e adoptaram mais democracia e mais igualitarismo.
Em 1810, a fronteira ocidental havia alcançado o rio Mississipi. St. Louis, Missouri, era a maior cidade da fronteira, a porta de entrada para viagens para o oeste e um principal centro comercial para o tráfego do rio Mississippi e o comércio interior, mas permaneceu sob controle espanhol até 1803.

#### Compra da Louisiana
Thomas Jefferson se considerava um homem de fronteira e estava profundamente interessado em expandir e explorar o Oeste. A compra da Louisiana por Jefferson em 1803 dobrou o tamanho da nação ao custo de US$ 15 milhões, ou cerca de US$ 0,04 por acre (US$ 305 milhões em dólares de 2023, menos de 42 centavos por acre). Os federalistas se opuseram à expansão, mas os jeffersonianos saudaram a oportunidade de criar milhões de novas fazendas para expandir o domínio dos proprietários de terras; a propriedade fortaleceria a sociedade republicana ideal, baseada na agricultura (não no comércio), governada com leveza e promovendo a autossuficiência e a virtude, bem como formaria a base política para a democracia jeffersoniana.
A França foi paga pela sua soberania sobre o território nos termos do direito internacional. Entre 1803 e 1870, o governo federal comprou as terras das tribos indígenas que então as possuíam. Os contadores e tribunais do século XX calcularam o valor dos pagamentos feitos aos nativos, que incluíam pagamentos futuros em dinheiro, alimentos, cavalos, gado, suprimentos, edifícios, escolaridade e cuidados médicos. Em termos de dinheiro, o total pago às tribos na área da Compra da Louisiana foi de cerca de US$ 2,6 bilhões, ou quase US$ 9 bilhões em dólares de 2016. Quantias adicionais foram pagas aos nativos que viviam a leste do Mississippi por suas terras, bem como pagamentos aos nativos que viviam em partes do oeste fora da compra da Louisiana.
Antes mesmo da compra, Jefferson planejava expedições para explorar e mapear as terras. Ele encarregou Lewis e Clark de "explorar o rio Missouri, e seu principal curso, como, por seu curso e comunicação com as águas do Oceano Pacífico; se o Columbia, Oregon, Colorado ou qualquer outro rio pode oferecer o mais comunicação direta e praticável em todo o continente para o comércio". Jefferson também instruiu a expedição a estudar as tribos nativas da região (incluindo sua moral, língua e cultura), clima, solo, rios, comércio e vida animal e vegetal.
Os empresários, principalmente John Jacob Astor, rapidamente aproveitaram a oportunidade e expandiram as operações de comércio de peles para o noroeste do Pacífico. O "Fort Astoria" de Astor (mais tarde Forte George), na foz do Rio Columbia, tornou-se o primeiro assentamento branco permanente naquela área, embora não fosse lucrativo para Astor. Ele fundou a American Fur Company em uma tentativa de quebrar o domínio que a Hudson's Bay Company tinha sobre a região. Em 1820, Astor assumiu o controle de comerciantes independentes para criar um monopólio lucrativo; ele deixou o negócio como multimilionário em 1834.

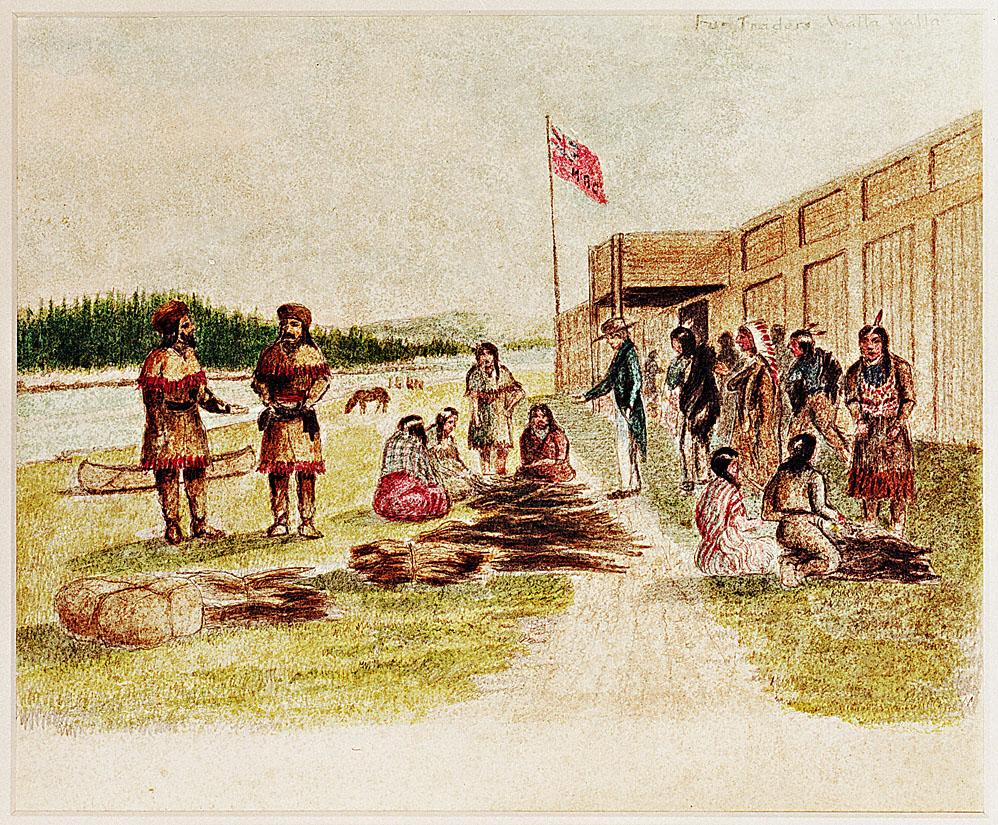
Comércio de peles em Fort Nez Percés em 1841

#### Comércio de peles

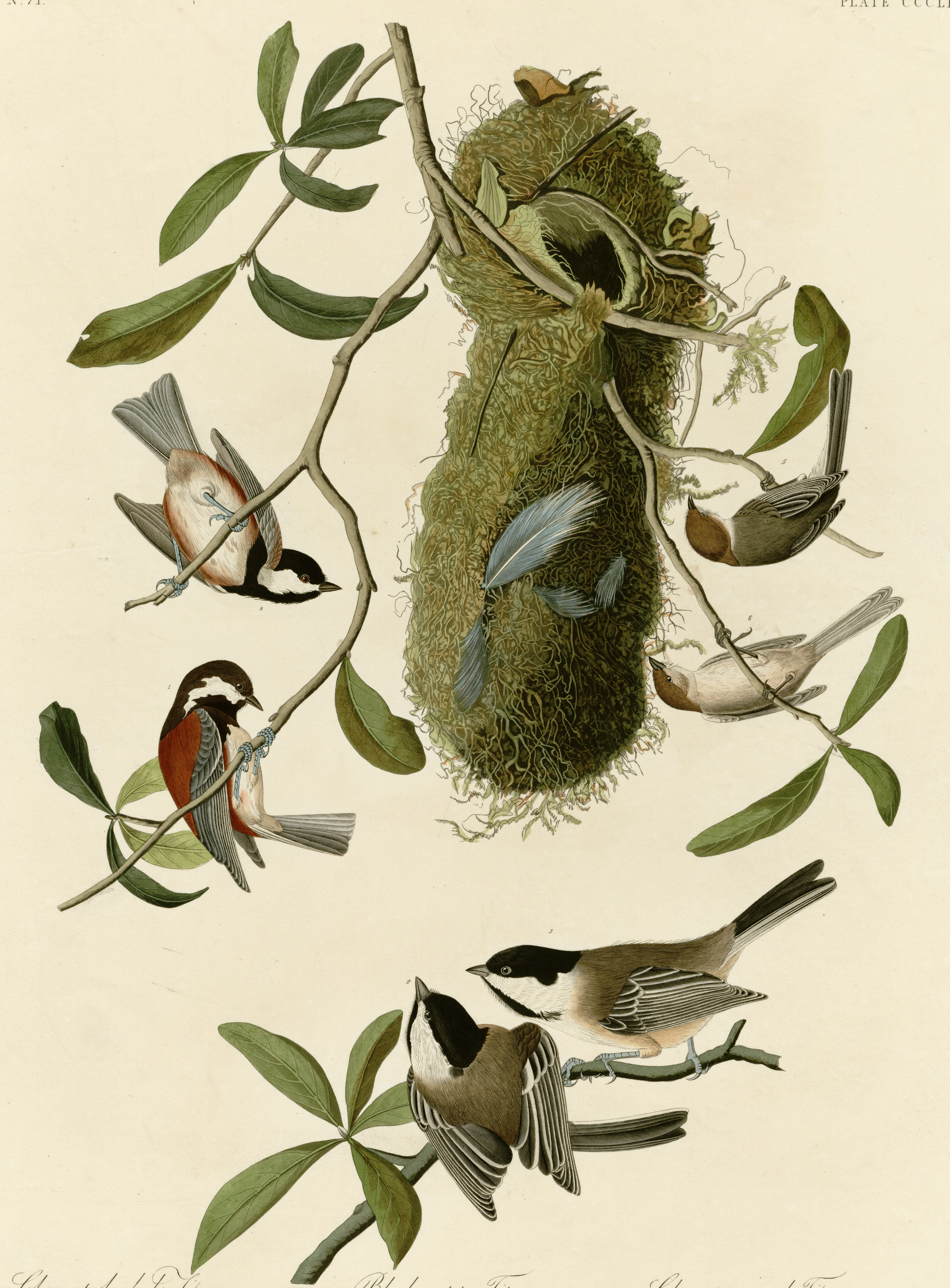
Ilustração de Birds of America de Audubon

À medida que a fronteira se movia para oeste, armadilheiros e caçadores avançavam à frente dos colonos, em busca de novos fornecimentos de castores e outras peles para serem transportados para a Europa. Os caçadores foram os primeiros europeus em grande parte do Velho Oeste e formaram as primeiras relações de trabalho com os nativos americanos no Oeste. Eles acrescentaram amplo conhecimento do terreno do Noroeste, incluindo a importante South Pass através das Montanhas Rochosas centrais. Descoberta por volta de 1812, mais tarde tornou-se uma importante rota de colonos para Oregon e Washington. Em 1820, porém, um novo sistema de "encontro de brigadas" enviou homens da companhia em "brigadas" através do país em longas expedições, contornando muitas tribos. Também encorajou os “caçadores livres” a explorar novas regiões por conta própria. No final da temporada de coleta, os caçadores "se encontravam" e entregavam suas mercadorias em troca de pagamento nos portos fluviais ao longo do Green River, Upper Missouri e Upper Mississippi. St. Louis foi a maior das cidades de encontro. Em 1830, porém, a moda mudou e os chapéus de castor foram substituídos por chapéus de seda, acabando com a demanda por peles americanas caras. Assim terminou a era dos montanheses, caçadores e batedores como Jedediah Smith, Hugh Glass, Davy Crockett, Jack Omohundro e outros. O comércio de peles de castor praticamente cessou em 1845.

#### O governo federal e a expansão para o oeste
Houve um amplo acordo sobre a necessidade de colonizar rapidamente os novos territórios, mas o debate polarizou-se sobre o preço que o governo deveria cobrar. Os conservadores e Whigs, tipificados pelo presidente John Quincy Adams, queriam um ritmo moderado que cobrasse dos recém-chegados o suficiente para pagar os custos do governo federal. Os Democratas, no entanto, toleraram uma corrida desenfreada por terras a preços muito baixos. A resolução final veio na Lei de Homestead de 1862, com um ritmo moderado que deu aos colonos 160 acres de graça depois de trabalharem nele por cinco anos.
A motivação do lucro privado dominou o movimento para o oeste, mas o governo federal desempenhou um papel de apoio na garantia da terra através de tratados e na criação de governos territoriais, com governadores nomeados pelo Presidente. O governo federal adquiriu primeiro o território ocidental através de tratados com outras nações ou tribos nativas. Em seguida, enviou topógrafos para mapear e documentar o terreno. No século 20, as burocracias de Washington administravam as terras federais, como o Escritório Geral de Terras dos Estados Unidos no Departamento do Interior, e depois de 1891, o Serviço Florestal no Departamento de Agricultura. Depois de 1900, a construção de barragens e o controle de enchentes tornaram-se grandes preocupações.
O transporte era uma questão fundamental e o Exército (especialmente o Corpo de Engenheiros do Exército) recebeu total responsabilidade por facilitar a navegação nos rios. O barco a vapor, usado pela primeira vez no rio Ohio em 1811, tornou possível viagens baratas utilizando os sistemas fluviais, especialmente os rios Mississippi e Missouri e seus afluentes. As expedições do exército subindo o rio Missouri em 1818-1825 permitiram que os engenheiros melhorassem a tecnologia. Por exemplo, o barco a vapor do Exército "Western Engineer" de 1819 combinava um calado muito raso com uma das primeiras rodas de popa. Em 1819-1825, o coronel Henry Atkinson desenvolveu barcos de quilha com rodas de pás movidas manualmente.
O sistema postal federal desempenhou um papel crucial na expansão nacional. Facilitou a expansão para o Oeste ao criar um sistema de comunicação barato, rápido e conveniente. As cartas dos primeiros colonizadores forneceram informações e incentivos para encorajar o aumento da migração para o Oeste, ajudaram famílias dispersas a manter contato e fornecer ajuda neutra, ajudaram os empresários a encontrar oportunidades de negócios e tornaram possíveis relações comerciais regulares entre comerciantes e o Oeste e atacadistas e fábricas de volta. leste. O serviço postal também ajudou o Exército a expandir o controle sobre os vastos territórios ocidentais. A ampla circulação de jornais importantes pelo correio, como o New York Weekly Tribune, facilitou a coordenação entre políticos de diferentes estados. Os correios ajudaram a integrar áreas já estabelecidas com a fronteira, criando um espírito de nacionalismo e proporcionando uma infraestrutura necessária.

O exército desde cedo assumiu a missão de proteger os colonos junto com as Trilhas de Expansão para o Oeste, uma política que foi descrita pelo Secretário da Guerra dos EUA, John B. Floyd, em 1857: 
Uma linha de postos paralelos, sem fronteiras, mas próximos das habitações habituais dos índios, colocados a distâncias convenientes e em posições adequadas, e ocupados pela infantaria, exerceria uma restrição salutar sobre as tribos, que sentiriam que qualquer incursão de seus guerreiros sobre os assentamentos brancos enfrentariam pronta retaliação contra suas próprias casas.
Houve um debate na época sobre o melhor tamanho para os fortes com Jefferson Davis, Winfield Scott e Thomas Jesup apoiando fortes que eram maiores, mas em menor número que o Floyd. O plano de Floyd era mais caro, mas contava com o apoio dos colonos e do público em geral, que preferiam que os militares permanecessem o mais próximos possível. A área da fronteira era vasta e até mesmo Davis admitiu que "a concentração teria exposto partes da fronteira às hostilidades nativas sem qualquer proteção".

#### Cientistas, artistas e exploradores

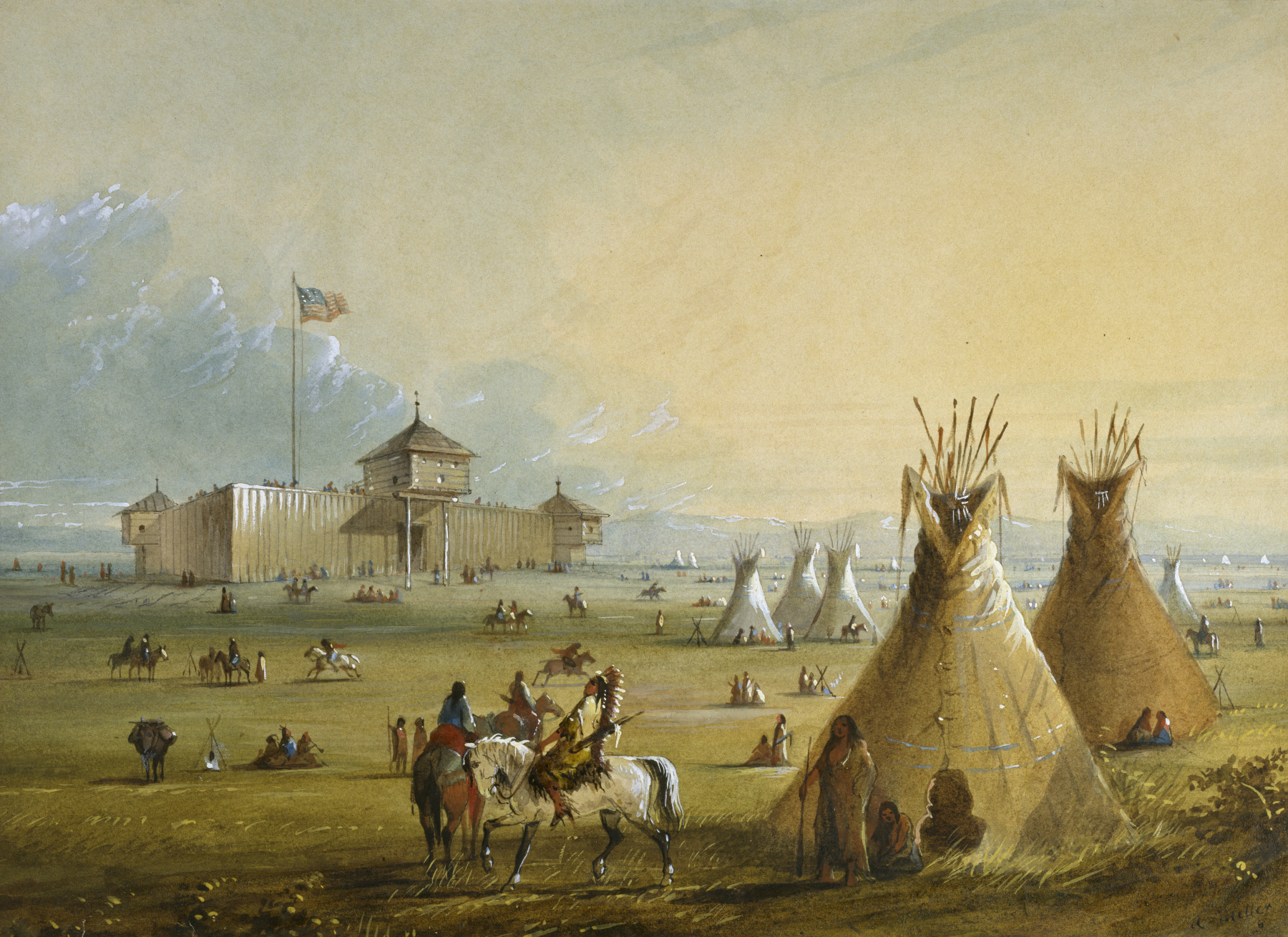
O primeiro Fort Laramie como era antes de 1840. Pintura de memória de Alfred Jacob Miller

O governo e a iniciativa privada enviaram muitos exploradores para o Oeste. Em 1805-1806, o tenente do Exército Zebulon Pike (1779-1813) liderou um grupo de 20 soldados para encontrar as cabeceiras do Mississippi. Mais tarde, ele explorou os rios Vermelho e Arkansas em território espanhol, chegando eventualmente ao Rio Grande. Em seu retorno, Pike avistou o pico no Colorado que leva seu nome. O major Stephen Harriman Long (1784-1864)  liderou as expedições de Yellowstone e Missouri de 1819-1820, mas sua categorização em 1823 das Grandes Planícies como áridas e inúteis fez com que a região ganhasse uma má reputação como o "Grande Deserto Americano", o que desencorajou a colonização naquela área durante várias décadas.
Em 1811, os naturalistas Thomas Nuttall (1786–1859) e John Bradbury (1768–1823) viajaram pelo rio Missouri documentando e desenhando a vida vegetal e animal. O artista George Catlin (1796–1872) pintou pinturas precisas da cultura nativa americana. O artista suíço Karl Bodmer criou paisagens e retratos atraentes. John James Audubon (1785–1851) é famoso por classificar e pintar nos mínimos detalhes 500 espécies de pássaros, publicado em Birds of America.
O mais famoso dos exploradores foi John Charles Frémont (1813-1890), um oficial do Exército no Corpo de Engenheiros Topográficos. Ele exibiu um talento para a exploração e um gênio na autopromoção que lhe deu o apelido de "Marcador do Oeste" e o levou à nomeação presidencial do novo Partido Republicano em 1856. Ele liderou uma série de expedições na década de 1840 que responderam a muitas das questões geográficas pendentes sobre a região pouco conhecida. Ele atravessou as Montanhas Rochosas por cinco rotas diferentes e mapeou partes do Oregon e da Califórnia. Em 1846-1847, ele desempenhou um papel importante na conquista da Califórnia. Em 1848-1849, Frémont foi designado para localizar uma rota central através das montanhas para a ferrovia transcontinental proposta, mas sua expedição terminou quase em desastre quando se perdeu e ficou presa por uma forte neve. Seus relatórios misturavam narrativas de aventuras emocionantes com dados científicos e informações práticas detalhadas para viajantes. Isso despertou a imaginação do público e inspirou muitos a seguirem para o oeste. Goetzman diz que foi "monumental em sua amplitude, um clássico da exploração da literatura".
Enquanto as faculdades surgiam em todo o Nordeste, havia pouca competição na fronteira ocidental pela Universidade da Transilvânia, fundada em Lexington, Kentucky, em 1780. Ela se orgulhava de ter uma faculdade de direito, além de seus programas de graduação e medicina. A Transilvânia atraiu jovens politicamente ambiciosos de todo o Sudoeste, incluindo 50 que se tornaram senadores dos Estados Unidos, 101 representantes, 36 governadores e 34 embaixadores, bem como Jefferson Davis, o presidente da Confederação.

### Oeste Antebellum

#### Religião

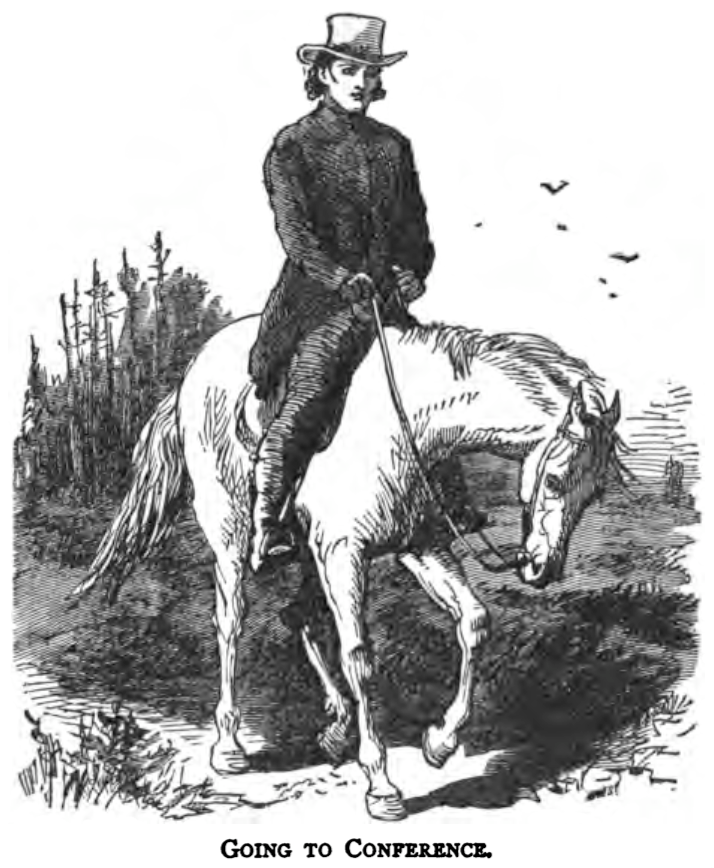
Ilustração de The Circuit Rider: A Tale of the Heroic Age, de Edward Eggleston; Os metodistas bem organizados enviaram o cavaleiro do circuito para criar e servir uma série de igrejas numa área geográfica.

A maioria dos homens da fronteira mostrou pouco compromisso com a religião até que evangelistas viajantes começaram a aparecer e a produzir “reavivamentos”. Os pioneiros locais responderam com entusiasmo a estes eventos e, de facto, desenvolveram as suas religiões populistas, especialmente durante o Segundo Grande Despertar (1790-1840), que contou com reuniões campais ao ar livre que duraram uma semana ou mais e que apresentou muitas pessoas à religião organizada durante o primeira vez. Uma das maiores e mais famosas reuniões campais ocorreu em Cane Ridge, Kentucky, em 1801.
Os batistas locais estabeleceram pequenas igrejas independentes – os batistas abjuraram a autoridade centralizada; cada igreja local foi fundada no princípio da independência da congregação local. Por outro lado, os bispos dos metodistas bem organizados e centralizados designaram pilotos de circuito para áreas específicas durante vários anos de cada vez, e depois transferiram-nos para um novo território. Várias novas denominações foram formadas, das quais a maior foi a dos Discípulos de Cristo.
As igrejas orientais estabelecidas demoraram a atender às necessidades da fronteira. Os presbiterianos e congregacionalistas, visto que dependiam de ministros bem-educados, estavam com falta de mão de obra na evangelização da fronteira. Eles estabeleceram um Plano de União de 1801 para combinar recursos na fronteira.

#### Democracia no Centro-Oeste
O historiador Mark Wyman chama Wisconsin de "palimpsesto" de camadas e mais camadas de povos e forças, cada uma imprimindo influências permanentes. Ele identificou essas camadas como múltiplas "fronteiras" ao longo de três séculos: fronteira nativa americana, fronteira francesa, fronteira inglesa, fronteira do comércio de peles, fronteira de mineração e fronteira madeireira. Finalmente, a chegada da ferrovia trouxe o fim da fronteira.
Frederick Jackson Turner cresceu em Wisconsin durante sua última fase de fronteira e, em suas viagens pelo estado, pôde ver as camadas de desenvolvimento social e político. Um dos últimos alunos de Turner, Merle Curti usou uma análise aprofundada da história local de Wisconsin para testar a tese de Turner sobre a democracia. A visão de Turner era que a democracia americana "envolvia a participação ampla na tomada de decisões que afetavam a vida comum, o desenvolvimento da iniciativa e da autossuficiência e a igualdade de oportunidades econômicas e culturais. Envolvia, portanto, também a americanização dos imigrantes". Curti descobriu que de 1840 a 1860 em Wisconsin os grupos mais pobres ganharam rapidamente na propriedade de terras e muitas vezes ascenderam à liderança política a nível local. Ele descobriu que mesmo os jovens trabalhadores rurais sem terra logo conseguiram obter suas fazendas. A terra gratuita na fronteira criou, portanto, oportunidades e democracia, tanto para os imigrantes europeus como para os antigos ianques.

#### Sudoeste

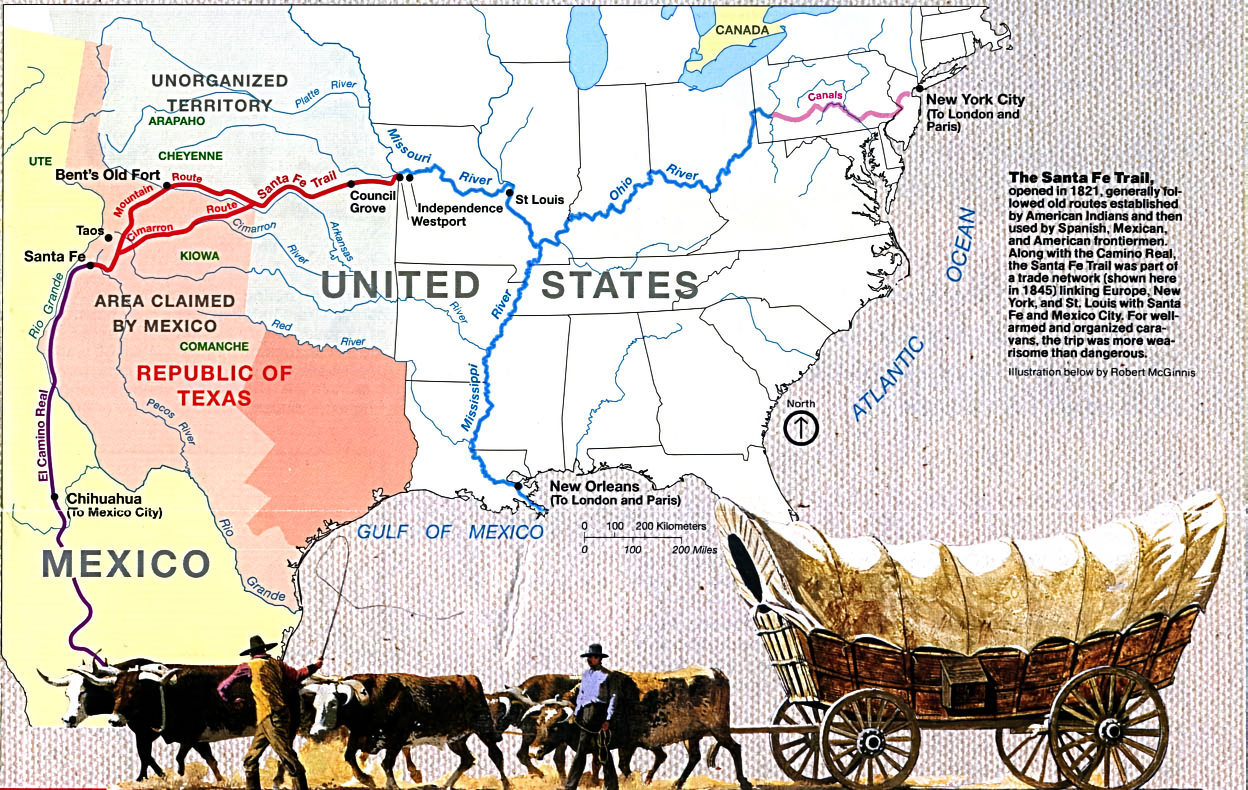
Mapa da Trilha de Santa Fé

Da década de 1770 à década de 1830, os pioneiros mudaram-se para as novas terras que se estendiam do Kentucky ao Alabama e ao Texas. A maioria eram agricultores que se mudavam em grupos familiares.

O historiador Louis Hacker mostra como a primeira geração de pioneiros foi um desperdício; eles eram ignorantes demais para cultivar a terra adequadamente e quando a fertilidade natural da terra virgem se esgotou, eles venderam tudo e se mudaram para o oeste para tentar novamente. Hacker descreve isso em Kentucky por volta de 1812:
Estavam à venda fazendas com dez a cinquenta acres desmatados, possuindo casas de toras, pomares de pêssegos e às vezes de maçãs, cercados por cercas e com bastante madeira em pé para combustível. A terra era semeada com trigo e milho, que eram os alimentos básicos, enquanto o cânhamo [para fazer corda] era cultivado em quantidades crescentes nos fundos férteis dos rios....

No entanto, no geral, era uma sociedade agrícola sem competências ou recursos. Cometeu todos os pecados que caracterizam uma agricultura esbanjadora e ignorante. As sementes de capim não eram semeadas para o feno e, como resultado, os animais da fazenda tinham que se alimentar nas florestas; não era permitido que os campos ficassem como pastagens; uma única cultura foi plantada no solo até o esgotamento da terra; o esterco não foi devolvido aos campos; apenas uma pequena parte da fazenda foi cultivada, sendo o restante permitido ser feito de madeira. Os instrumentos de cultivo eram rudes e desajeitados e muito poucos, muitos deles feitos na fazenda. É evidente a razão pela qual o colonizador fronteiriço americano estava em constante movimento. Não foi o medo de um contato muito próximo com os confortos e restrições de uma sociedade civilizada que o levou a uma atividade incessante, nem apenas a chance de vender com lucro à próxima onda de colonos; foi a terra devastada que o impulsionou. A fome foi o aguilhão. A ignorância do agricultor pioneiro, as suas instalações inadequadas para o cultivo, os seus meios limitados de transporte exigiram as suas frequentes mudanças de cenário. Ele só poderia ter sucesso com solo virgem.
Hacker acrescenta que a segunda onda de colonos recuperou as terras, reparou os danos e praticou uma agricultura mais sustentável. O historiador Frederick Jackson Turner explorou a visão de mundo e os valores individualistas da primeira geração:
O que eles objetaram foram os obstáculos arbitrários, as limitações artificiais à liberdade de cada membro deste povo fronteiriço de desenvolver a sua carreira sem medo ou favorecimento. Aquilo a que se opuseram instintivamente foi à cristalização das diferenças, à monopolização das oportunidades e à fixação desse monopólio pelo governo ou pelos costumes sociais. A estrada deve estar aberta. O jogo deve ser jogado de acordo com as regras. Não deve haver nenhuma sufocação artificial da igualdade de oportunidades, nenhuma porta fechada para os capazes, nenhuma interrupção do jogo livre antes de ele ser jogado até o fim. Mais do que isso, havia um sentimento não formulado, talvez, mas muito real, de que o mero sucesso no jogo, pelo qual os homens mais capazes foram capazes de alcançar a preeminência, não dava aos bem sucedidos nenhum direito de desprezar os seus vizinhos, nenhum título adquirido. afirmar a superioridade como uma questão de orgulho e diminuir o direito igual e a dignidade dos menos bem-sucedidos.

#### Destino manifesto

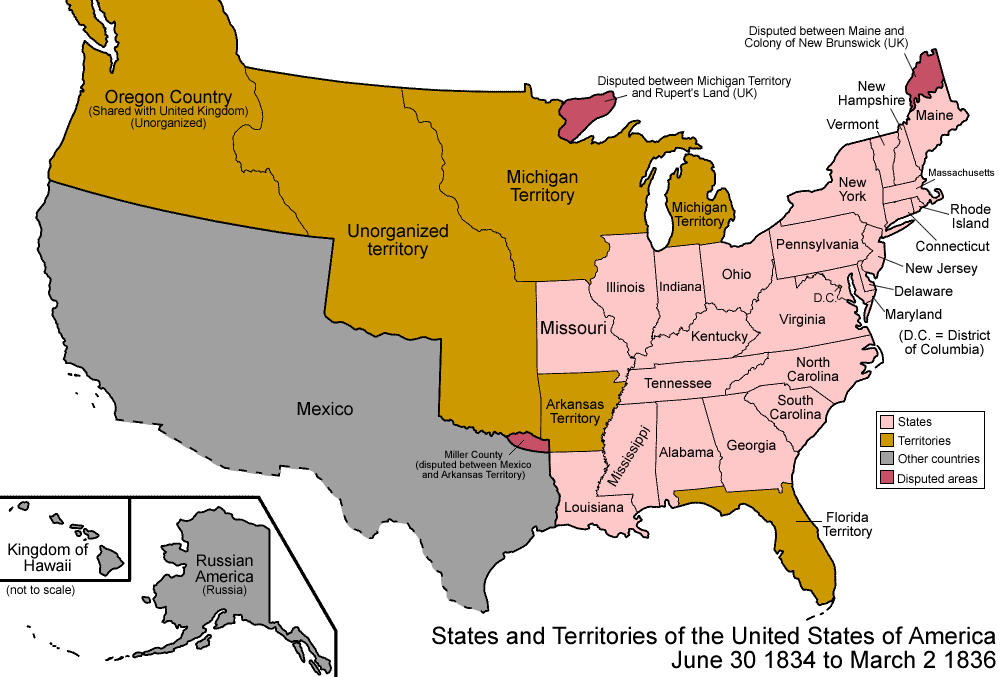
Territórios dos EUA em 1834-1836

O Destino Manifesto era a crença controversa de que os Estados Unidos estavam preordenados a expandir-se da costa do Atlântico para a costa do Pacífico, e foram feitos esforços para concretizar essa crença. O conceito apareceu durante os tempos coloniais, mas o termo foi cunhado na década de 1840 por uma revista popular que editorializava: "o cumprimento do nosso destino manifesto... de espalhar-se pelo continente atribuído pela Providência para o livre desenvolvimento dos nossos milhões que se multiplicam anualmente. " À medida que a nação crescia, o "Destino Manifesto" tornou-se um grito de guerra para os expansionistas do Partido Democrata. Na década de 1840, as administrações Tyler e Polk (1841-1849) promoveram com sucesso esta doutrina nacionalista. No entanto, o Partido Whig, que representava interesses empresariais e financeiros, opôs-se ao Destino Manifesto. Líderes Whig como Henry Clay e Abraham Lincoln pediram o aprofundamento da sociedade por meio da modernização e da urbanização, em vez da simples expansão horizontal. Começando com a anexação do Texas, os expansionistas levaram a melhor. John Quincy Adams, um Whig antiescravista, considerou a anexação do Texas em 1845 "a calamidade mais pesada que já se abateu sobre mim e meu país".
Ajudando os colonos a se moverem para o oeste estavam os "guias" dos emigrantes da década de 1840, apresentando informações sobre rotas fornecidas pelos comerciantes de peles e pelas expedições de Frémont, e prometendo terras agrícolas férteis além das Montanhas Rochosas.

#### México e Texas

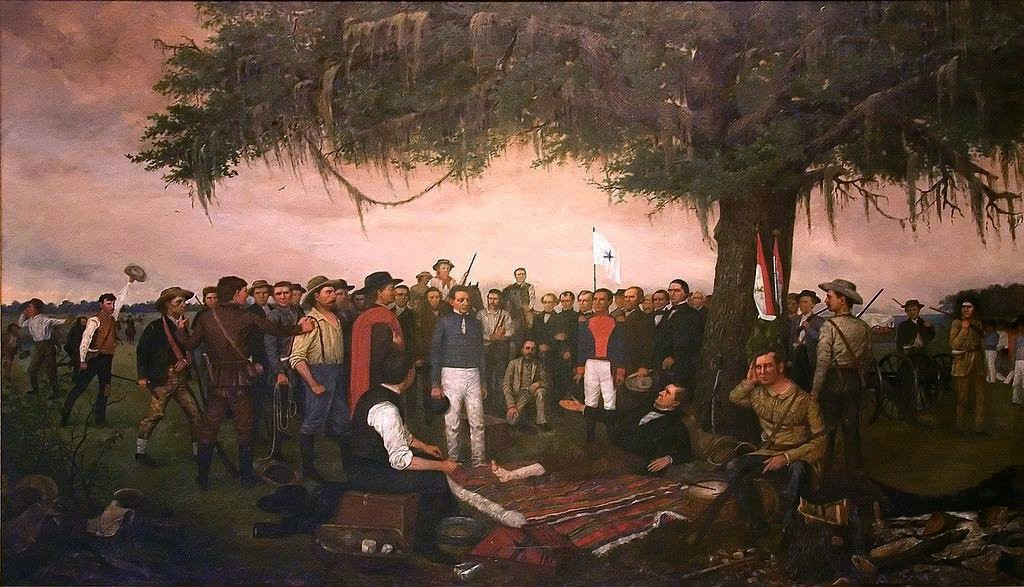
Sam Houston aceitando a rendição do general mexicano Santa Anna, 1836

O México tornou-se independente da Espanha em 1821 e assumiu o controle das possessões do norte da Espanha, que se estendiam do Texas à Califórnia. Caravanas americanas começaram a entregar mercadorias para a cidade mexicana de Santa Fé ao longo da Trilha de Santa Fé, ao longo de 870 miles (1.400 km) viagem que durou 48 dias saindo de Kansas City, Missouri (então conhecida como Westport). Santa Fé também foi o início da trilha para o "El Camino Real" (a Rodovia do Rei), uma rota comercial que transportava produtos manufaturados americanos para o sul, profundamente no México, e devolvia prata, peles e mulas para o norte (não deve ser confundida com outro "Caminho Real". "que conectou as missões na Califórnia). Um ramal também corria para o leste perto do Golfo (também chamado de Old San Antonio Road). Santa Fé se conectava à Califórnia através da Old Spanish Trail.
Os governos espanhol e mexicano atraíram colonos americanos para o Texas com condições generosas. Stephen F. Austin tornou-se um "empresário", recebendo contratos de autoridades mexicanas para trazer imigrantes. Ao fazer isso, ele também se tornou o comandante político e militar de facto da área. As tensões aumentaram, no entanto, após uma tentativa frustrada de estabelecer a nação independente de Fredônia em 1826. William Travis, liderando o "partido da guerra", defendeu a independência do México, enquanto o "partido da paz" liderado por Austin tentou obter mais autonomia no relacionamento atual. Quando o presidente mexicano, Santa Anna, mudou de alianças e se juntou ao partido centralista conservador, declarou-se ditador e ordenou que soldados entrassem no Texas para reduzir a nova imigração e a agitação. No entanto, a imigração continuou e 30.000 anglos com 3.000 escravos foram estabelecidos no Texas em 1835. Em 1836, eclodiu a Revolução do Texas. Após perdas no Álamo e Goliad, os texanos venceram a decisiva Batalha de San Jacinto para garantir a independência. Em San Jacinto, Sam Houston, comandante-chefe do Exército Texiano e futuro Presidente da República do Texas, gritou a famosa frase "Lembre-se do Álamo! Lembre-se de Goliad". O Congresso dos EUA recusou-se a anexar o Texas, num impasse por argumentos controversos sobre a escravatura e o poder regional. Assim, a República do Texas permaneceu uma potência independente durante quase uma década antes de ser anexada como o 28º estado em 1845. O governo do México, no entanto, via o Texas como uma província em fuga e afirmava a sua propriedade.

#### Guerra Mexicano-Americana

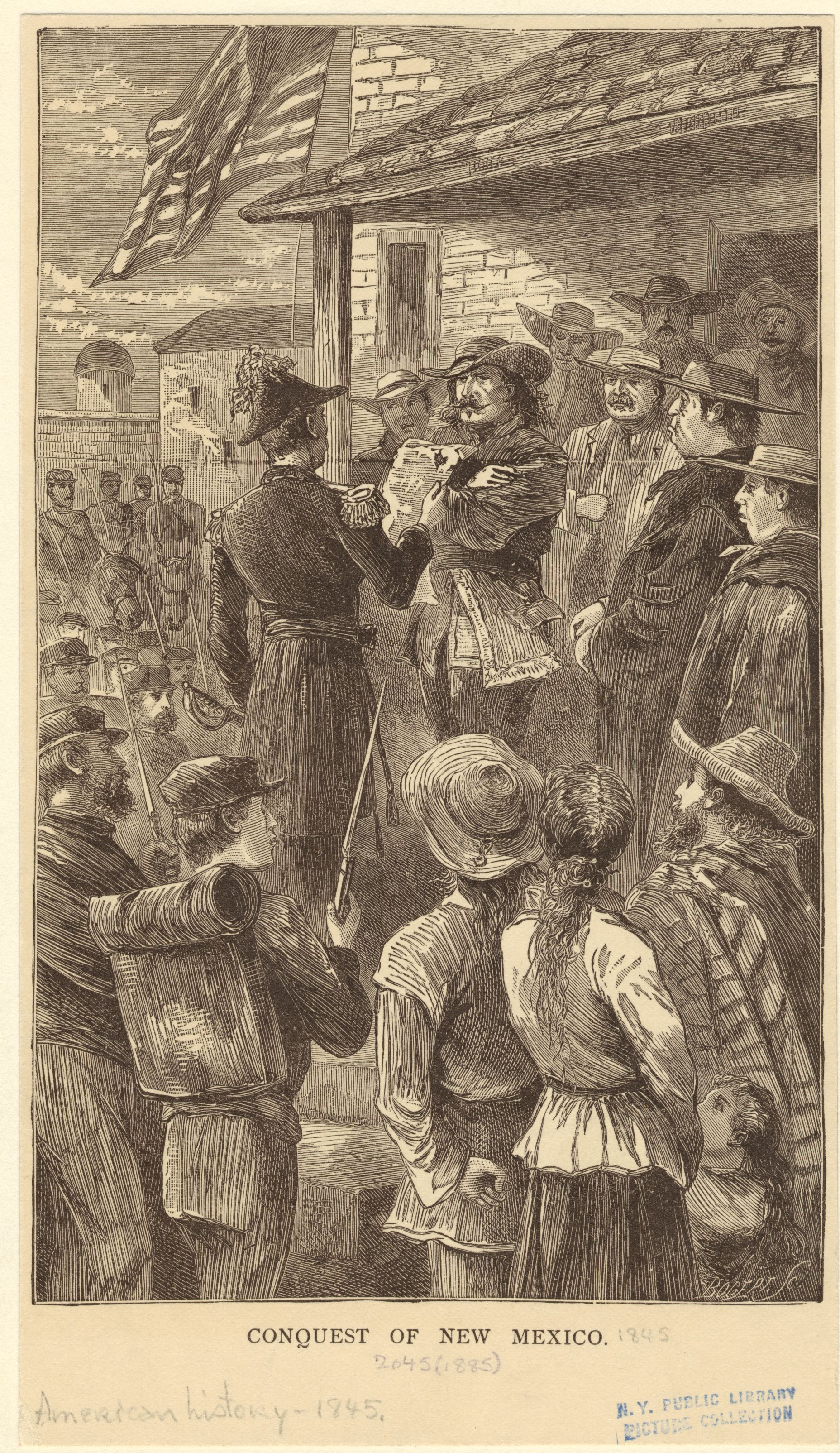
Anexação do Novo México pelo General Kearny, 15 de agosto de 1846

O México recusou-se a reconhecer a independência do Texas em 1836, mas as potências norte-americanas e europeias fizeram-no. O México ameaçou guerra se o Texas se juntasse aos EUA, o que fez em 1845. Os negociadores americanos foram rejeitados por um governo mexicano em crise. Quando o exército mexicano matou 16 soldados americanos em território disputado, a guerra estava próxima. Whigs como o congressista Abraham Lincoln denunciaram a guerra, mas ela era bastante popular fora da Nova Inglaterra.
A estratégia mexicana era defensiva; a estratégia americana foi uma ofensiva em três frentes, utilizando um grande número de soldados voluntários. As forças terrestres tomaram o Novo México com pouca resistência e seguiram para a Califórnia, que rapidamente caiu nas mãos das forças terrestres e navais americanas. Da principal base americana em Nova Orleans, o General Zachary Taylor liderou forças para o norte do México, vencendo uma série de batalhas que se seguiram. A Marinha dos EUA transportou o General Winfield Scott para Veracruz. Ele então marchou com sua força de 12.000 homens para o oeste, até a Cidade do México, vencendo a batalha final em Chapultepec. A conversa sobre a aquisição de todo o México desapareceu quando o exército descobriu que os valores políticos e culturais mexicanos eram tão estranhos aos da América. Como perguntou o Cincinnati Herald, o que fariam os EUA com oito milhões de mexicanos "com a sua adoração de ídolos, superstições pagãs e raças mestiças degradadas?"
O Tratado de Guadalupe Hidalgo de 1848 cedeu os territórios da Califórnia e do Novo México aos Estados Unidos por US$ 18,5 milhões (que incluiu a assunção de reivindicações contra o México por parte dos colonos). A compra de Gadsden em 1853 adicionou o sul do Arizona, que era necessário para uma rota ferroviária para a Califórnia. Ao todo, o México cedeu meio milhão de milhas quadradas (1,3 milhões de km2) e incluía os futuros estados da Califórnia, Utah, Arizona, Nevada, Novo México e partes do Colorado e Wyoming, além do Texas. Gerenciar os novos territórios e lidar com a questão da escravidão causou intensa controvérsia, particularmente sobre a Provisão Wilmot, que teria proibido a escravidão nos novos territórios. O Congresso nunca a aprovou, mas resolveu temporariamente a questão da escravatura no Ocidente com o Compromisso de 1850. A Califórnia entrou na União em 1850 como um estado livre; as outras áreas permaneceram territórios por muitos anos.

#### Crescimento do Texas
O novo estado cresceu rapidamente à medida que os migrantes chegavam às férteis terras algodoeiras do leste do Texas. Os imigrantes alemães começaram a chegar no início da década de 1840 devido às pressões económicas, sociais e políticas negativas na Alemanha. Com os seus investimentos em terras de algodão e escravos, os plantadores estabeleceram plantações de algodão nos distritos orientais. A região central do estado foi desenvolvida mais por agricultores de subsistência que raramente possuíam escravos.
O Texas em seus dias de Velho Oeste atraiu homens que sabiam atirar com precisão e possuíam gosto pela aventura, "pelo renome masculino, serviço patriótico, glória marcial e mortes significativas".

#### Corrida do Ouro na Califórnia

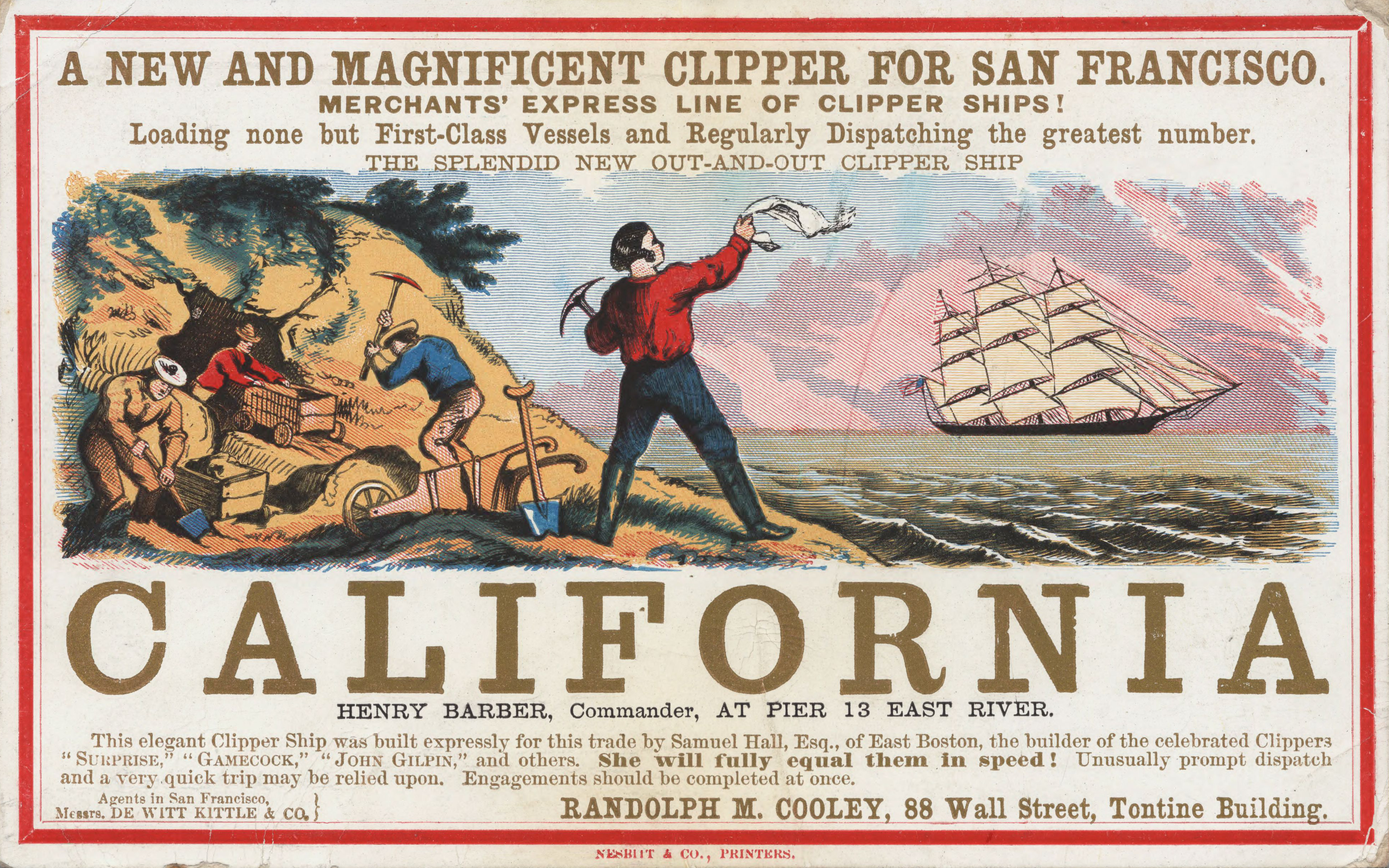
Os navios Clipper levaram 5 meses para navegar as 17.000 milhas (27.000 km) de Nova York a São Francisco.

Em 1846, cerca de 10.000 californios (hispânicos) viviam na Califórnia, principalmente em fazendas de gado no que hoje é a área de Los Angeles. Algumas centenas de estrangeiros estavam espalhados pelos distritos do norte, incluindo alguns americanos. Com a eclosão da guerra com o México em 1846, os EUA enviaram Frémont e uma unidade do Exército dos EUA, bem como forças navais, e rapidamente assumiram o controle. Quando a guerra estava terminando, ouro foi descoberto no norte e a notícia logo se espalhou pelo mundo.
Milhares de "Quarenta e Nove" chegaram à Califórnia navegando pela América do Sul (ou tomando um atalho através do Panamá infestado de doenças) ou caminhando pela trilha da Califórnia. A população aumentou para mais de 200.000 habitantes em 1852, principalmente nos distritos do ouro que se estendiam pelas montanhas a leste de São Francisco.

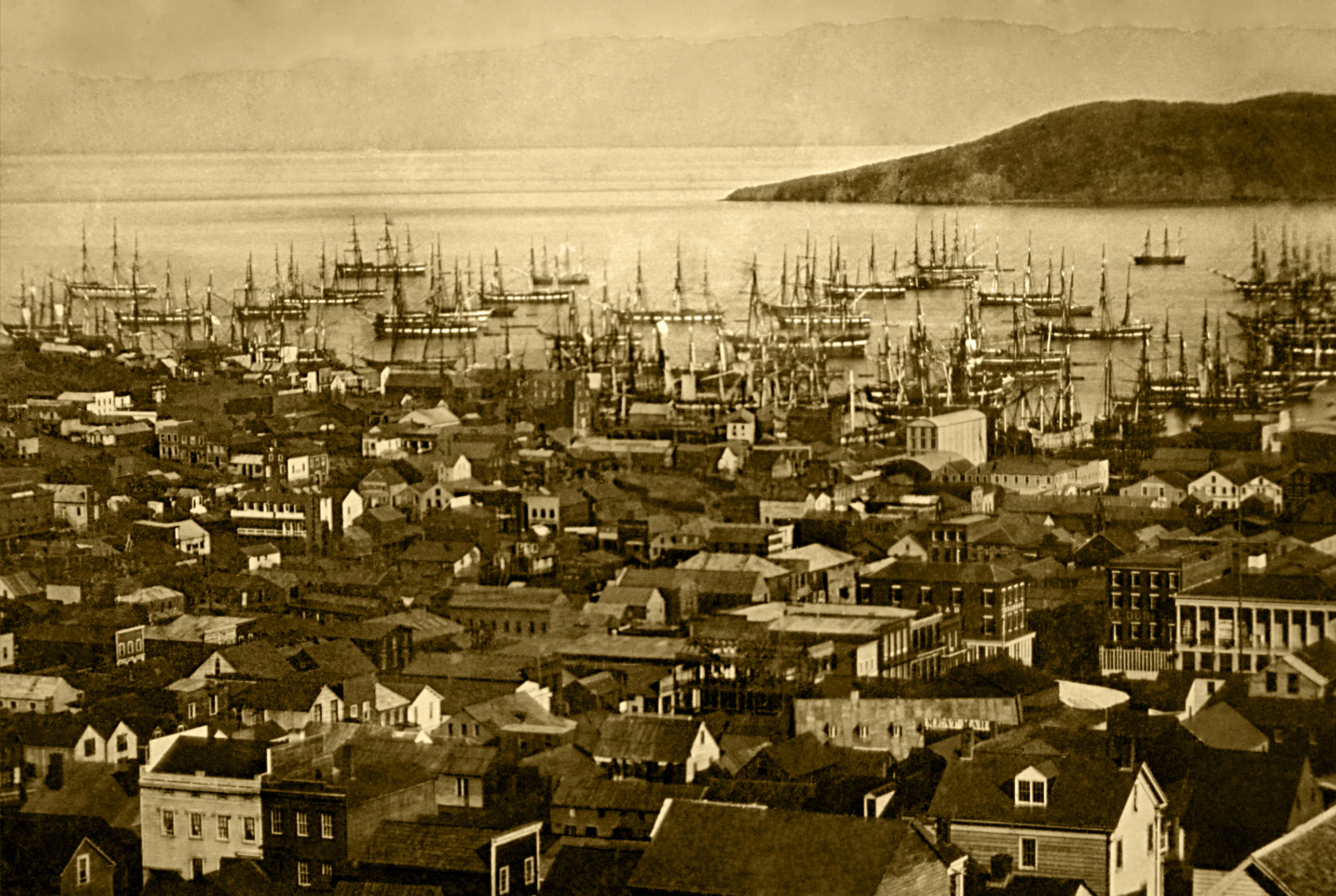
Porto de São Francisco c. 1850. Entre 1847 e 1870, a população de São Francisco explodiu de 500 para 150.000

A habitação em São Francisco era escassa e os navios abandonados cujas tripulações se dirigiam para as minas eram frequentemente convertidos em alojamentos temporários. Nas próprias minas de ouro, as condições de vida eram primitivas, embora o clima ameno se mostrasse atraente. Os suprimentos eram caros e os alimentos pobres, dietas típicas consistindo principalmente de carne de porco, feijão e uísque. Estas comunidades altamente masculinas e transitórias, sem instituições estabelecidas, eram propensas a elevados níveis de violência, embriaguez, palavrões e comportamento motivado pela ganância. Sem tribunais ou agentes da lei nas comunidades mineiras para fazer cumprir as reivindicações e a justiça, os mineiros desenvolveram o seu sistema jurídico ad hoc, baseado nos “códigos mineiros” utilizados noutras comunidades mineiras no estrangeiro. Cada campo tinha as suas próprias regras e muitas vezes distribuía justiça por voto popular, por vezes agindo de forma justa e por vezes exercendo vigilantes; com os nativos americanos (índios), mexicanos e chineses geralmente recebendo as sentenças mais duras.
A corrida do ouro mudou radicalmente a economia da Califórnia e trouxe uma série de profissionais, incluindo especialistas em metais preciosos, comerciantes, médicos e advogados, que se somaram à população de mineiros, donos de bares, jogadores e prostitutas. Um jornal de São Francisco declarou: "O país inteiro... ressoa o sórdido grito de Ouro! Ouro! Ouro! enquanto o campo fica meio plantado, a casa meio construída e tudo negligenciado, exceto a fabricação de pás e picaretas. " Mais de 250.000 mineradores encontraram um total de mais de US$ 200 milhões em ouro nos cinco anos da Corrida do Ouro na Califórnia. À medida que milhares chegavam, porém, cada vez menos mineiros faziam fortuna e a maioria terminava exausto e falido.
Bandidos violentos muitas vezes atacavam os mineiros, como no caso do assassinato de onze bandidos por Jonathan R. Davis sozinho. Os acampamentos se espalharam ao norte e ao sul do Rio Americano e ao leste nas Sierras. Em poucos anos, quase todos os mineiros independentes foram deslocados à medida que as minas eram compradas e geridas por empresas mineiras, que depois contratavam mineiros com salários baixos. À medida que o ouro se tornou mais difícil de encontrar e de extrair, os garimpeiros individuais deram lugar a grupos de trabalho remunerado, a competências especializadas e a maquinaria de mineração. Minas maiores, no entanto, causaram maiores danos ambientais. Nas montanhas predominava a mineração em poços, produzindo grandes quantidades de resíduos. A partir de 1852, no final da corrida do ouro de 1849, até 1883, foi utilizada a mineração hidráulica. Apesar dos enormes lucros obtidos, caiu nas mãos de alguns capitalistas, deslocou numerosos mineiros, grandes quantidades de resíduos entraram nos sistemas fluviais e causaram graves danos ecológicos ao ambiente. A mineração hidráulica terminou quando o clamor público sobre a destruição de terras agrícolas levou à proibição desta prática.
As áreas montanhosas do triângulo do Novo México à Califórnia e Dakota do Sul continham centenas de locais de mineração de rocha dura, onde garimpeiros descobriram ouro, prata, cobre e outros minerais (bem como algum carvão de rocha mole). Campos de mineração temporários surgiram durante a noite; a maioria se tornou cidades fantasmas quando os minérios se esgotaram. Os garimpeiros se espalharam e caçaram ouro e prata ao longo das Montanhas Rochosas e no sudoeste. Logo o ouro foi descoberto no Colorado, Utah, Arizona, Novo México, Idaho, Montana e Dakota do Sul (em 1864).
A descoberta do Comstock Lode, contendo grandes quantidades de prata, resultou nas cidades prósperas de Nevada, Virginia City, Carson City e Silver City. A riqueza proveniente da prata, mais do que do ouro, alimentou o amadurecimento de São Francisco na década de 1860 e ajudou a ascensão de algumas de suas famílias mais ricas, como a de George Hearst.

#### Oregon Trail

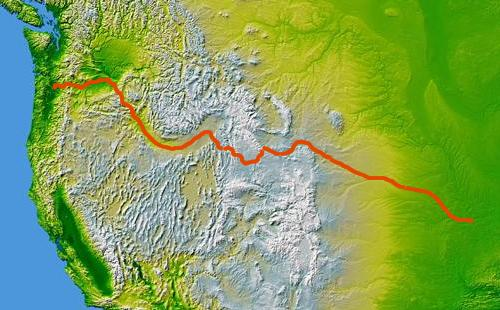
400.000 homens, mulheres e crianças viajaram 2.000 milhas (3.200 km) em trens de vagões durante uma viagem de seis meses na Oregon Trail.

Para chegar às novas e ricas terras da Costa Oeste, havia três opções: alguns navegaram ao redor do extremo sul da América do Sul durante uma viagem de seis meses, alguns fizeram a traiçoeira viagem através do Istmo do Panamá, mas outros 400 mil caminharam até lá em um barco. rota terrestre de mais de 2.000 milhas (3.200 quilômetros); seus vagões geralmente partiam do Missouri. Eles se moviam em grandes grupos sob o comando de um condutor experiente, trazendo roupas, suprimentos agrícolas, armas e animais. Esses trens de vagões seguiam rios importantes, cruzavam pradarias e montanhas e normalmente terminavam em Oregon e na Califórnia. Os pioneiros geralmente tentavam completar a viagem durante uma única estação quente, geralmente durante seis meses. Em 1836, quando o primeiro trem de carroças de migrantes foi organizado em Independence, Missouri, uma trilha de carroças foi aberta até Fort Hall, Idaho. As trilhas foram desobstruídas cada vez mais a oeste, chegando finalmente ao Vale do Willamette, no Oregon. Esta rede de trilhas de carroças que leva ao noroeste do Pacífico foi mais tarde chamada de Trilha do Oregon. A metade oriental da rota também foi usada por viajantes na California Trail (de 1843), Mormon Trail (de 1847) e Trilha Bozeman (de 1863) antes de partirem para seus destinos separados.
No "Trem de Vagões de 1843", cerca de 700 a 1.000 emigrantes dirigiram-se para Oregon; o missionário Marcus Whitman liderou os vagões na última etapa. Em 1846, a Barlow Road foi concluída ao redor do Monte Hood, proporcionando uma trilha difícil, mas transitável, do Rio Missouri até o Vale Willamette: cerca de 2.000 milhas (3.200km). Embora a direção principal de viagem nas primeiras trilhas de carroças fosse para o oeste, as pessoas também usavam a trilha do Oregon para viajar para o leste. Alguns fizeram isso porque estavam desanimados e derrotados. Alguns voltaram com sacos de ouro e prata. A maioria estava voltando para buscar suas famílias e transferi-las de volta para o oeste. Esses "retrocessos" foram uma importante fonte de informação e entusiasmo sobre as maravilhas e promessas — e perigos e decepções — do Extremo Oeste.
Nem todos os emigrantes conseguiram chegar ao seu destino. Os perigos da rota terrestre eram numerosos: picadas de cobra, acidentes de carroça, violência de outros viajantes, suicídio, desnutrição, debandadas, ataques de nativos, uma variedade de doenças (disenteria, febre tifóide e cólera estavam entre as mais comuns), exposição, avalanches, etc. Um exemplo particularmente conhecido da natureza traiçoeira da viagem é a história do malfadado Caravana Donner, que ficou preso nas montanhas de Sierra Nevada durante o inverno de 1846-1847. Metade das 90 pessoas que viajavam com o grupo morreram de fome e exposição, e algumas recorreram ao canibalismo para sobreviver. Outra história de canibalismo contou com Alferd Packer e sua jornada para o Colorado em 1874. Também ocorreram ataques frequentes de bandidos e saqueadores de estrada, como os infames irmãos Harpe que patrulhavam as rotas de fronteira e tinham como alvo grupos de migrantes.

#### Mórmons e Utah

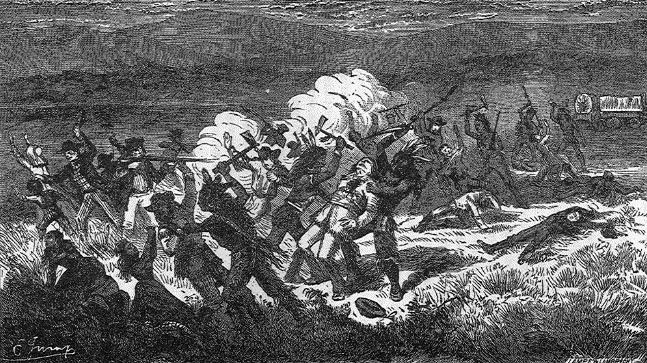
O massacre de Mountain Meadows foi conduzido por mórmons e nativos Paiute contra 120 civis com destino à Califórnia.

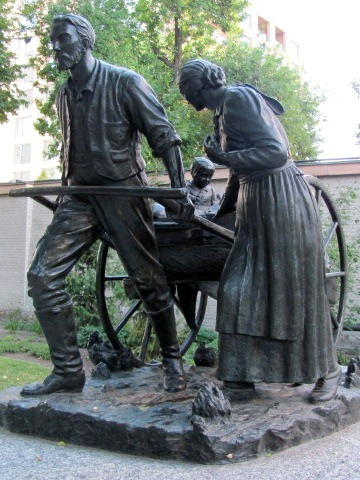
The Handcart Pioneer Monument, de Torleif S. Knaphus, localizado na Praça do Templo em Salt Lake City, Utah

No Missouri e em Illinois, a animosidade entre os colonos mórmons e os habitantes locais cresceu, o que se espelharia em outros estados, como Utah, anos depois. A violência finalmente eclodiu em 24 de outubro de 1838, quando milícias de ambos os lados entraram em confronto e um assassinato em massa de mórmons no condado de Livingston ocorreu 6 dias depois. Uma Ordem de Extermínio Mórmon foi apresentada durante esses conflitos, e os Mórmons foram forçados a se dispersar. Brigham Young, buscando deixar a jurisdição americana para escapar da perseguição religiosa em Illinois e Missouri, conduziu os mórmons ao vale do Grande Lago Salgado, propriedade na época do México, mas não controlado por eles. Cem assentamentos rurais mórmons surgiram no que Young chamou de "Deseret", que ele governou como uma teocracia. Mais tarde, tornou-se Território de Utah. O assentamento de Young em Salt Lake City serviu como centro de sua rede, que também alcançou territórios vizinhos. O comunalismo e as práticas agrícolas avançadas dos Mórmons permitiram-lhes ter sucesso. Os mórmons frequentemente vendiam mercadorias para os vagões que passavam e chegavam a acordo com as tribos nativas locais porque Young decidiu que era mais barato alimentar os nativos do que combatê-los. A educação tornou-se uma alta prioridade para proteger o grupo sitiado, reduzir a heresia e manter a solidariedade do grupo.
Após o fim da Guerra Mexicano-Americana em 1848, Utah foi cedido aos Estados Unidos pelo México. Embora os mórmons em Utah tenham apoiado os esforços dos EUA durante a guerra; o governo federal, pressionado pelas igrejas protestantes, rejeitou a teocracia e a poligamia. Fundado em 1852, o Partido Republicano era abertamente hostil à Igreja de Jesus Cristo dos Santos dos Últimos Dias (Igreja SUD) em Utah por causa da prática da poligamia, vista pela maioria do público americano como uma afronta aos princípios religiosos, culturais e morais. valores da civilização moderna. Os confrontos beiraram a guerra aberta no final da década de 1850, quando o presidente Buchanan enviou tropas. Embora não tenha havido batalhas militares travadas e as negociações tenham levado à suspensão, a violência ainda aumentou e houve várias vítimas. Após a Guerra Civil, o governo federal assumiu sistematicamente o controle de Utah, a Igreja SUD foi legalmente desincorporada no território e os membros da hierarquia da igreja, incluindo Young, foram sumariamente removidos e impedidos de praticamente todos os cargos públicos. Enquanto isso, o trabalho missionário bem-sucedido nos EUA e na Europa trouxe uma enxurrada de convertidos mórmons para Utah. Durante este tempo, o Congresso recusou-se a admitir Utah na União como um estado e um estado significaria o fim do controle federal direto sobre o território e a possível ascensão de políticos escolhidos e controlados pela Igreja SUD na maioria, senão em todos os governos federais, estaduais e cargos eleitos locais do novo estado. Finalmente, em 1890, a liderança da igreja anunciou que a poligamia não era mais um princípio central, passando a ser um compromisso. Em 1896, Utah foi admitido como o 45º estado, com os mórmons divididos entre republicanos e democratas.

#### Pony Express e o telégrafo

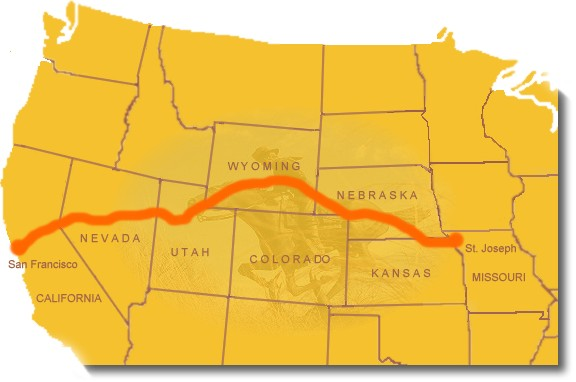
Mapa da rota do Pony Express

O governo federal forneceu subsídios para o desenvolvimento do correio e da entrega de carga e, em 1856, o Congresso autorizou melhorias nas estradas e um serviço de correio terrestre para a Califórnia. Os novos vagões comerciais atendem principalmente mercadorias transportadas. Em 1858, John Butterfield (1801–1869) estabeleceu um serviço de palco que ia de Saint Louis a São Francisco em 24 dias ao longo de uma rota ao sul. Esta rota foi abandonada em 1861 após a adesão do Texas à Confederação, em favor dos serviços de diligência estabelecidos via Fort Laramie e Salt Lake City, uma viagem de 24 dias, com Wells Fargo & Co. nome).
William Russell, na esperança de conseguir um contrato governamental para um serviço de entrega de correio mais rápido, iniciou o Pony Express em 1860, reduzindo o tempo de entrega para dez dias. Ele montou mais de 150 estações a cerca de 15 miles (24 km) de distância.
Em 1861, o Congresso aprovou a Lei Telegráfica Land-Grant, que financiou a construção das linhas telegráficas transcontinentais da Western Union. Hiram Sibley, chefe da Western Union, negociou acordos exclusivos com ferrovias para operar linhas telegráficas ao longo de sua faixa de domínio. Oito anos antes da inauguração da ferrovia transcontinental, o primeiro telégrafo transcontinental ligou Omaha, Nebraska, a São Francisco em 24 de outubro de 1861. O Pony Express terminou em apenas 18 meses porque não conseguia competir com o telégrafo.

#### Bleeding Kansas

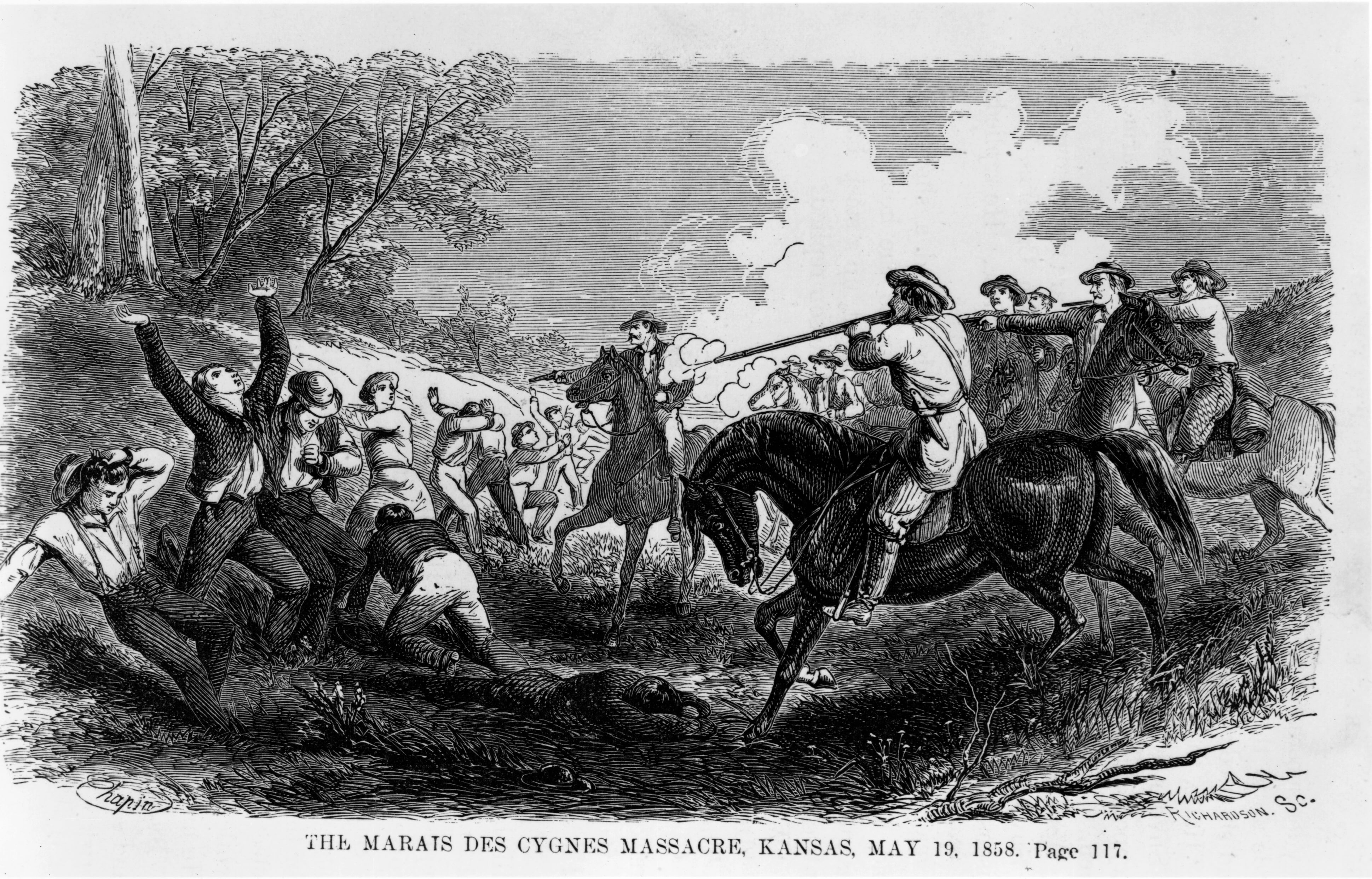
Massacre de Marais des Cygnes contra os antiescravistas de Kansans, 19 de maio de 1858

Constitucionalmente, o Congresso não poderia tratar da escravidão nos estados, mas tinha jurisdição nos territórios ocidentais. A Califórnia rejeitou por unanimidade a escravidão em 1850 e tornou-se um estado livre. O Novo México permitiu a escravidão, mas raramente era vista lá. Kansas estava fora dos limites da escravidão pelo Compromisso de 1820. Os elementos do Solo Livre temiam que, se a escravidão fosse permitida, os proprietários ricos comprariam as melhores terras e trabalhariam nelas com gangues de escravos, deixando poucas oportunidades para os homens brancos livres possuírem fazendas. Poucos proprietários de engenho do Sul estavam interessados no Kansas, mas a ideia de que a escravatura ali era ilegal implicava que tinham um estatuto de segunda classe que era intolerável para o seu sentido de honra e parecia violar o princípio dos direitos dos Estados. Com a aprovação da extremamente controversa Lei Kansas-Nebraska em 1854, o Congresso deixou a decisão para os eleitores locais no Kansas. Do outro lado do Norte, um novo grande partido foi formado para combater a escravidão: o Partido Republicano, com numerosos ocidentais em posições de liderança, mais notavelmente Abraham Lincoln, de Illinois. Para influenciar a decisão territorial, elementos antiescravistas (também chamados de "Jayhawkers" ou "Free-soilers") financiaram a migração de colonos politicamente determinados. Mas os defensores da escravidão reagiram com os colonos pró-escravidão do Missouri. O resultado foi violência de ambos os lados; ao todo, 56 homens foram mortos quando a violência diminuiu em 1859. Em 1860, as forças pró-escravidão estavam no controle — mas o Kansas tinha apenas dois escravos. As forças antiescravistas assumiram o controle em 1861, quando o Kansas se tornou um estado livre. O episódio demonstrou que um compromisso democrático entre o Norte e o Sul sobre a escravatura era impossível e serviu para acelerar a Guerra Civil.

### Guerra Civil no Oeste

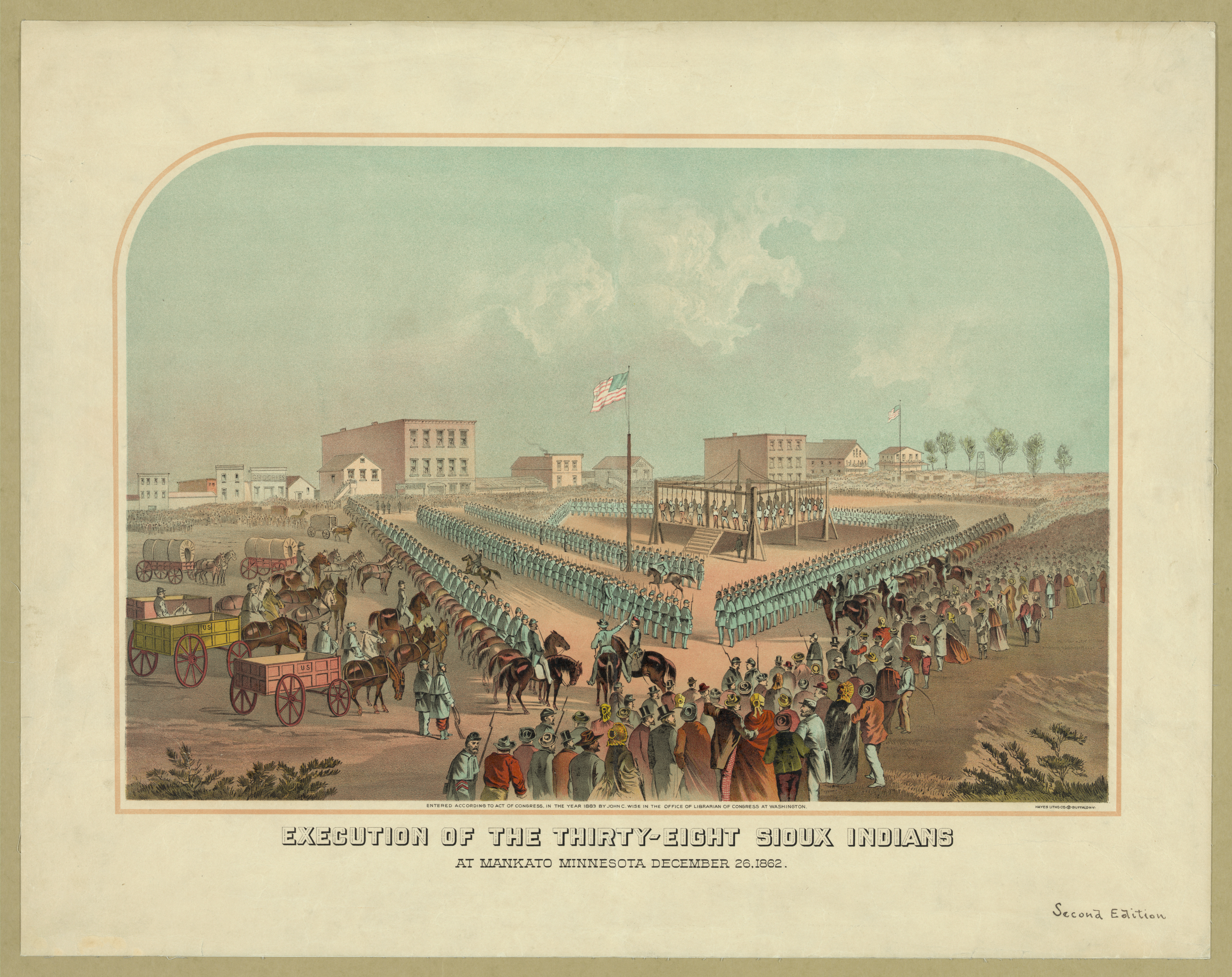
Enforcamento em massa de guerreiros Sioux condenados por assassinato e estupro em Mankato, Minnesota, 1862

Apesar do seu grande território, o Oeste trans-Mississippi tinha uma população pequena e a sua história de guerra foi, em grande medida, subestimada na historiografia da Guerra Civil Americana.

#### Teatro Trans-Mississippi
A Confederação engajou-se em várias campanhas importantes no Oeste. No entanto, o Kansas, uma importante área de conflito que antecedeu a guerra, foi palco de apenas uma batalha, em Mine Creek. Mas a sua proximidade com as linhas confederadas permitiu que guerrilheiros pró-confederados, como Quantrill's Raiders, atacassem os redutos da União e massacrassem os residentes.
No Texas, os cidadãos votaram pela adesão à Confederação; Alemães anti-guerra foram enforcados. As tropas locais assumiram o controle do arsenal federal em San Antonio, com planos de tomar os territórios do norte do Novo México, Utah e Colorado, e possivelmente da Califórnia. O Arizona Confederado foi criado por cidadãos do Arizona que queriam proteção contra ataques Apache depois que as unidades do Exército dos Estados Unidos foram retiradas. A Confederação então pretende obter o controle do Território do Novo México. O general Henry Hopkins Sibley foi encarregado da campanha e, junto com seu Exército do Novo México, marchou até o Rio Grande na tentativa de tomar a riqueza mineral do Colorado e também da Califórnia. O Primeiro Regimento de Voluntários descobriu os rebeldes e eles imediatamente avisaram e juntaram-se aos Yankees em Fort Union. A Batalha de Glorieta Pass logo eclodiu, e a União encerrou a campanha confederada e a área a oeste do Texas permaneceu nas mãos da União.
Missouri, um estado da União onde a escravidão era legal, tornou-se um campo de batalha quando o governador pró-secessão, contra o voto da legislatura, conduziu tropas ao arsenal federal em St. Louis; ele foi auxiliado pelas forças confederadas de Arkansas e Louisiana. No entanto, o General da União Samuel Curtis recuperou St. Louis e todo o Missouri para a União. O estado foi palco de numerosos ataques e guerrilhas no oeste.

#### Manutenção da paz

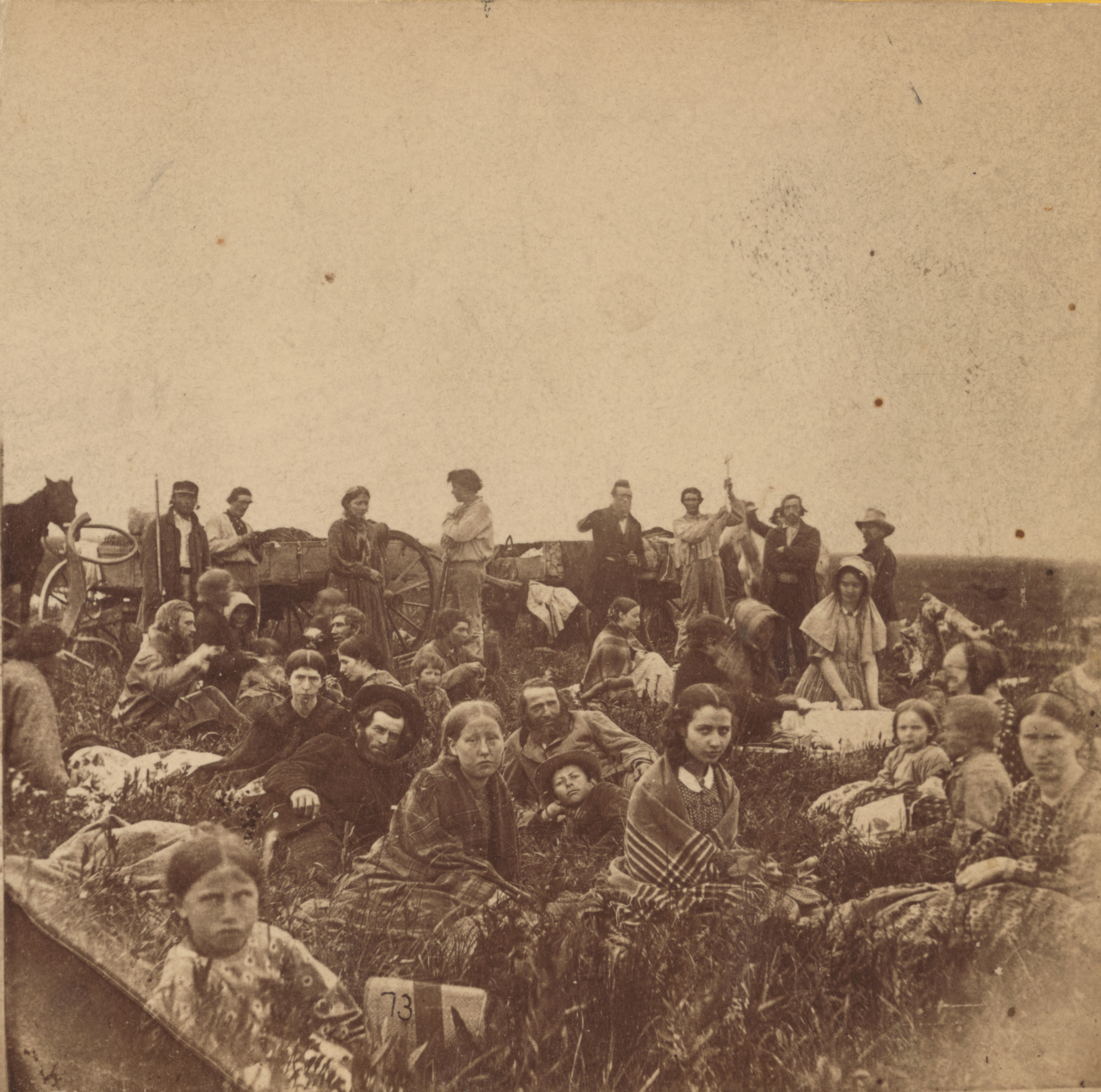
Colonos escapando da Guerra de Dakota de 1862

O Exército dos EUA depois de 1850 estabeleceu uma série de postos militares ao longo da fronteira, concebidos para impedir a guerra entre tribos nativas ou entre nativos e colonos. Ao longo do século XIX, os oficiais do Exército normalmente construíram suas carreiras em funções de manutenção da paz, passando de forte em forte até a aposentadoria. A experiência real de combate era incomum para qualquer soldado.
O conflito mais dramático foi a guerra Sioux em Minnesota em 1862, quando as tribos Dakota atacaram sistematicamente as fazendas alemãs para expulsar os colonos. Durante vários dias, os ataques de Dakota na Agência Lower Sioux, New Ulm, e Hutchinson mataram de 300 a 400 colonos brancos. A milícia estadual revidou e Lincoln enviou tropas federais. As batalhas que se seguiram em Fort Ridgely, Birch Coulee, Fort Abercrombie e Wood Lake pontuaram uma guerra de seis semanas, que terminou com uma vitória americana. O governo federal julgou 425 nativos por homicídio e 303 foram condenados e sentenciados à morte. Lincoln perdoou a maioria, mas 38 líderes foram enforcados.
A diminuição da presença das tropas da União no Oeste deixou para trás milícias não treinadas; tribos hostis aproveitaram a oportunidade para atacar os colonos. A milícia revidou duramente, principalmente atacando os quartéis de inverno das tribos Cheyenne e Arapaho, repletos de mulheres e crianças, no massacre de Sand Creek, no leste do Colorado, no final de 1864.
Kit Carson e o Exército dos EUA em 1864 prenderam toda a tribo Navajo no Novo México, onde atacavam colonos e os colocaram em uma reserva. Dentro do Território Indígena, hoje Oklahoma, surgiram conflitos entre as Cinco Tribos Civilizadas, a maioria das quais ficou do lado do Sul sendo eles próprios proprietários de escravos.
Em 1862, o Congresso promulgou duas leis importantes para facilitar a colonização do Oeste: a Lei de Homestead e a Lei das Ferrovias do Pacífico. O resultado, em 1890, foram milhões de novas explorações agrícolas nos estados das Planícies, muitas delas operadas por novos imigrantes da Alemanha e da Escandinávia.

### Oeste pós-guerra

#### Governança territorial após a Guerra Civil

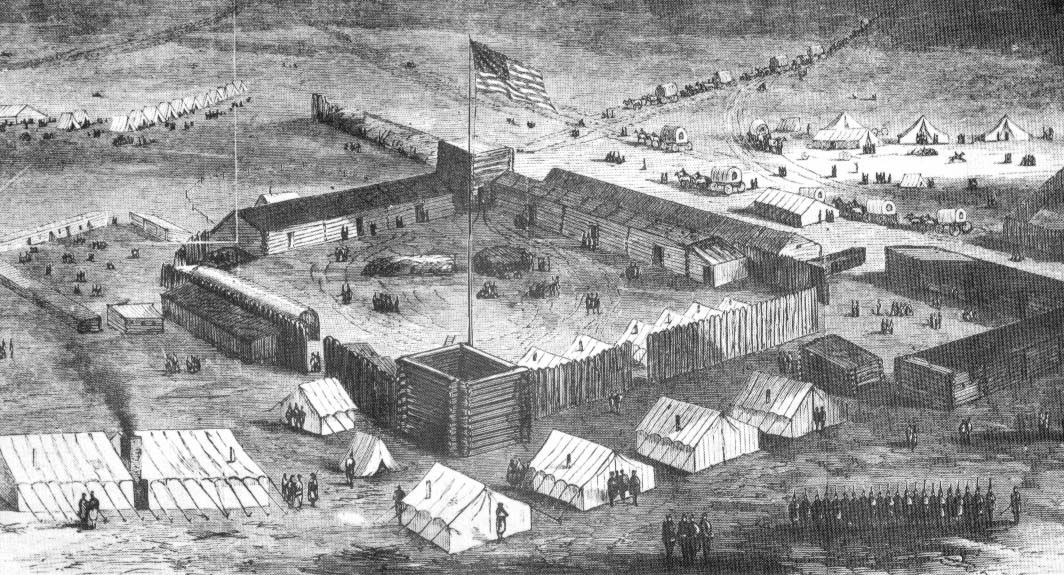
Camp Supply Stockade, fevereiro de 1869

Com o fim da guerra e a abolição da escravidão, o governo federal se concentrou em melhorar a governança dos territórios. Subdividiu vários territórios, preparando-os para a condição de Estado, seguindo os precedentes estabelecidos pela Portaria do Noroeste de 1787. Padronizou procedimentos e fiscalização dos governos territoriais, retirando alguns poderes locais e impondo muita “burocracia”, aumentando significativamente a burocracia federal.
O envolvimento federal nos territórios foi considerável. Além dos subsídios diretos, o governo federal manteve postos militares, forneceu segurança contra ataques nativos, financiou obrigações de tratados, conduziu pesquisas e vendas de terras, construiu estradas, providenciou escritórios de terras, fez melhorias nos portos e subsidiou a entrega de correio terrestre. Os cidadãos territoriais passaram a condenar o poder federal e a corrupção local e, ao mesmo tempo, a lamentar que mais dólares federais não lhes tivessem sido enviados.
Os governadores territoriais eram nomeados politicamente e estavam em dívida com Washington, por isso geralmente governavam com mão leve, permitindo que as legislaturas tratassem das questões locais. Além de sua função como governador civil, um governador territorial também era comandante de milícia, superintendente local de assuntos indígenas e elemento de ligação do estado com agências federais. As legislaturas, por outro lado, falavam em nome dos cidadãos locais e eles tinham uma margem de manobra considerável do governo federal para fazer leis locais.
Estas melhorias na governação ainda deixavam muito espaço para lucros. Como Mark Twain escreveu enquanto trabalhava para seu irmão, o secretário de Nevada: “O governo do meu país despreza a simplicidade honesta, mas acaricia a vilania artística, e acho que poderia ter me tornado um batedor de carteiras muito capaz se tivesse permanecido no serviço público por um ou dois anos." "Anéis territoriais", associações corruptas de políticos locais e proprietários de empresas apoiadas pelo patrocínio federal, desviadas de tribos nativas e cidadãos locais, especialmente nos territórios de Dakota e Novo México.

#### Sistema fundiário federal

Homesteaders, c. 1866

Ao adquirir, preparar e distribuir terras públicas à propriedade privada, o governo federal geralmente seguiu o sistema estabelecido pela Portaria Fundiária de 1785 . Equipes federais de exploração e científicas realizariam o reconhecimento da terra e determinariam a habitação dos nativos americanos. Através de tratados, os títulos de terra seriam cedidos pelas tribos residentes. Em seguida, os topógrafos criariam mapas detalhados marcando o terreno em quadrados de seis milhas (10 km) de cada lado, subdivididos primeiro em blocos de uma milha quadrada, depois em 160 acres. Os municípios seriam formados a partir dos lotes e vendidos em hasta pública. Os terrenos não vendidos poderiam ser adquiridos no escritório de terras a um preço mínimo de US$ 1,25 por acre.
Como parte da política pública, o governo concederia terras públicas a certos grupos, como os veteranos, através do uso de "roteiro de terras". O script era negociado num mercado financeiro, muitas vezes abaixo do preço mínimo de 1,25 dólares por acre estabelecido por lei, o que deu aos especuladores, investidores e promotores outra forma de adquirir grandes extensões de terra a baixo custo. A política fundiária tornou-se politizada por facções e interesses concorrentes, e a questão da escravatura em novas terras era controversa. Para combater os especuladores de terras, os agricultores formaram "clubes de reivindicações" para lhes permitir comprar áreas maiores do que os 160 acres (0,65 km2), comercializando entre si a preços controlados.
Em 1862, o Congresso aprovou três projetos de lei importantes que transformaram o sistema fundiário. O Homestead Act concedeu 160 acres (0,65 km2) gratuitos para cada assentado que melhorou a terra durante cinco anos; cidadãos e não cidadãos, incluindo posseiros e mulheres, eram todos elegíveis. O único custo foi uma modesta taxa de registro. A lei foi especialmente importante na colonização dos estados das planícies. Muitos adquiriram uma propriedade de graça e outros compraram suas terras de ferrovias a preços baixos.
A Lei Ferroviária do Pacífico de 1862 previu o terreno necessário para construir a ferrovia transcontinental. As terras foram entregues às ferrovias em alternância com áreas de propriedade do governo guardadas para distribuição gratuita aos proprietários rurais. Para ser equitativo, o governo federal reduziu cada área para 80 acres (32 ha) devido ao seu valor percebido ser mais elevado dada a sua proximidade com a linha férrea. As ferrovias tinham até cinco anos para vender ou hipotecar suas terras, após a instalação dos trilhos, após os quais os terrenos não vendidos poderiam ser comprados por qualquer pessoa. Freqüentemente, as ferrovias vendiam imediatamente algumas de suas terras adquiridas pelo governo aos proprietários rurais para encorajar a colonização e o crescimento dos mercados que as ferrovias seriam então capazes de atender. As ferrovias de Nebraska na década de 1870 foram fortes impulsionadoras de terras ao longo de suas rotas. Enviaram agentes para a Alemanha e a Escandinávia com pacotes que incluíam transporte barato para a família, bem como mobiliário e ferramentas agrícolas, e ofereceram crédito a longo prazo a taxas baixas. O boosterismo conseguiu atrair famílias americanas e europeias aventureiras para Nebraska, ajudando-as a comprar parcelas de terras em boas condições. O preço de venda dependia de fatores como qualidade do solo, água e distância da ferrovia.
A Lei Morrill de 1862 concedeu concessões de terras aos estados para iniciar faculdades de agricultura e artes mecânicas (engenharia). As faculdades negras tornaram-se elegíveis para essas concessões de terras em 1890. A Lei conseguiu atingir os seus objectivos de abrir novas universidades e tornar a agricultura mais científica e lucrativa.

#### Ferrovias transcontinentais

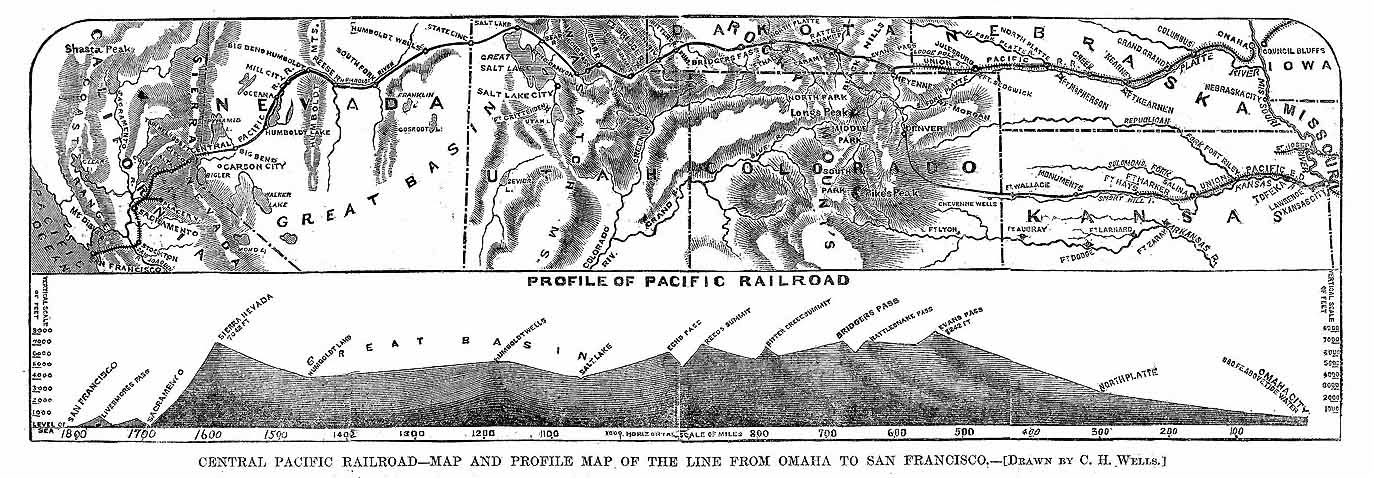
Perfil da Pacific Railroad de São Francisco (esquerda) a Omaha. Harper's Weekly, 7 de dezembro de 1867

Na década de 1850, o governo dos EUA patrocinou pesquisas que mapearam as restantes regiões inexploradas do Oeste, a fim de planear possíveis rotas para uma ferrovia transcontinental. Grande parte deste trabalho foi realizado pelo Corpo de Engenheiros, Corpo de Engenheiros Topográficos e Departamento de Explorações e Pesquisas, e ficou conhecido como "O Grande Reconhecimento". O regionalismo animou debates no Congresso sobre a escolha da rota norte, central ou sul. Os requisitos de engenharia para a rota ferroviária eram um abastecimento adequado de água e madeira, e uma rota o mais nivelada possível, dadas as fracas locomotivas da época.

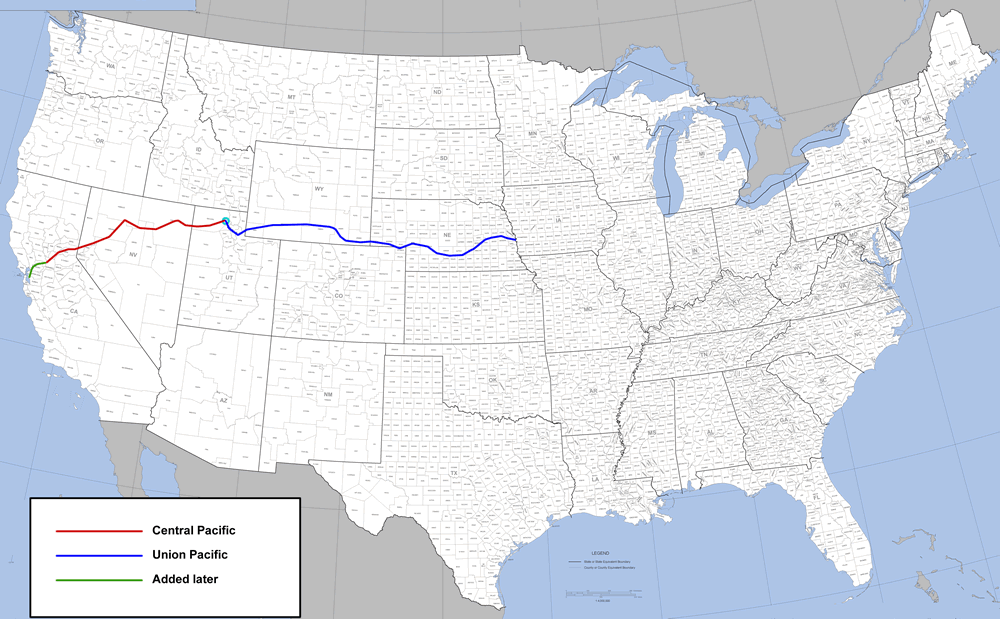
Rota da primeira ferrovia transcontinental através do oeste dos Estados Unidos (construída entre 1863 e 1869)

As propostas para construir um transcontinental falharam devido às disputas do Congresso sobre a escravidão. Com a secessão dos estados confederados em 1861, os modernizadores do Partido Republicano assumiram o Congresso e queriam uma linha de ligação à Califórnia. As empresas privadas deveriam construir e operar a linha. A construção seria feita por trabalhadores não qualificados que viveriam em acampamentos temporários ao longo do caminho. Imigrantes da China e da Irlanda fizeram a maior parte do trabalho de construção. Theodore Judah, o engenheiro-chefe do Pacífico Central, pesquisou a rota do leste de São Francisco. Os incansáveis esforços de lobby de Judá em Washington foram em grande parte responsáveis pela aprovação da Lei Ferroviária do Pacífico de 1862, que autorizou a construção tanto do Pacífico Central quanto do Union Pacific (que construiu a oeste de Omaha). Em 1862, quatro ricos comerciantes de São Francisco (Leland Stanford, Collis Huntington, Charles Crocker e Mark Hopkins) assumiram o comando, com Crocker encarregado da construção. A linha foi concluída em maio de 1869. As viagens de passageiros de costa a costa em 8 dias substituíram agora os comboios de vagões ou as viagens marítimas que levavam de 6 a 10 meses e custavam muito mais.
A estrada foi construída com hipotecas de Nova York, Boston e Londres, apoiadas por concessões de terras. Não houve subsídios federais em dinheiro, mas houve um empréstimo ao Pacífico Central que acabou sendo reembolsado com juros de 6%. O governo federal ofereceu concessões de terras em um padrão xadrez. A ferrovia vendeu todas as outras praças, com o governo abrindo sua metade para os proprietários rurais. O governo também emprestou dinheiro – posteriormente reembolsado – a US$ 16.000 por milha em trechos planos e de US$ 32.000 a US$ 48.000 em terrenos montanhosos. Os governos locais e estaduais também ajudaram no financiamento.

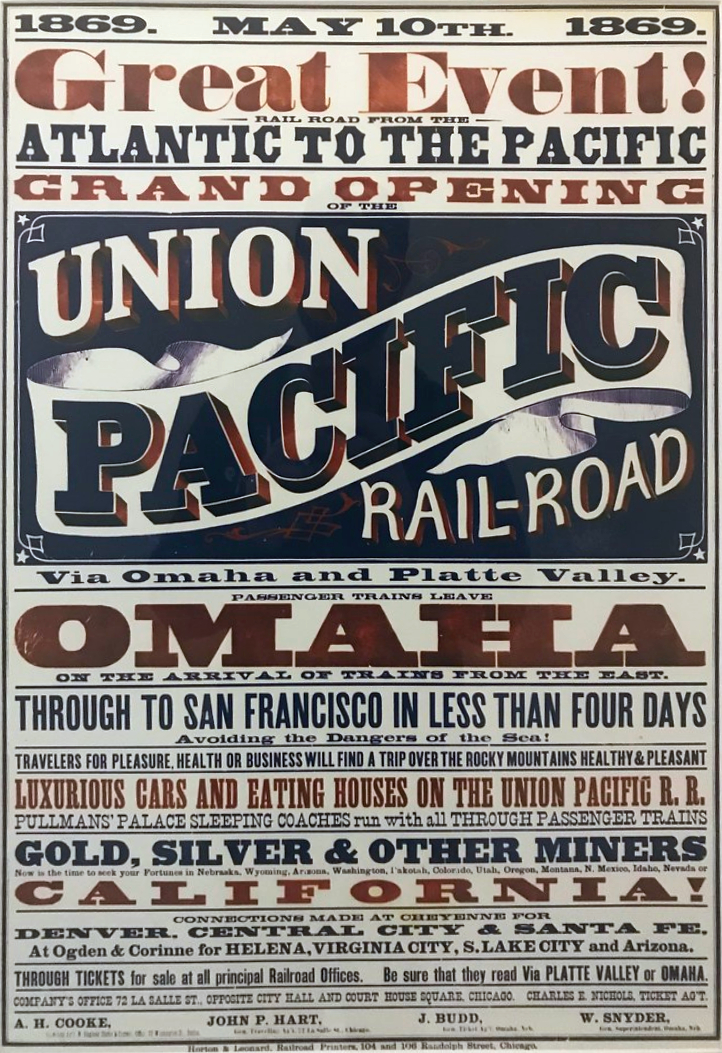
Cartaz do dia de inauguração da Union Pacific Railroad, 1869

A maioria dos trabalhadores manuais do Pacífico Central eram recém-chegados da China. Kraus mostra como esses homens viviam e trabalhavam e como administravam seu dinheiro. Ele conclui que os altos funcionários perceberam rapidamente o alto grau de limpeza e confiabilidade dos chineses. O Pacífico Central empregava mais de 12.000 trabalhadores chineses, 90% da sua força de trabalho manual. Ong explora se os trabalhadores ferroviários chineses foram ou não explorados pela ferrovia, com os brancos em melhores posições. Ele descobre que a ferrovia estabelecia salários diferentes para brancos e chineses e usava estes últimos em trabalhos mais braçais e perigosos, como o manuseio e o derramamento de nitroglicerina. No entanto, a ferrovia também forneceu acampamentos e alimentos que os chineses desejavam e protegeu os trabalhadores chineses das ameaças dos brancos.
A construção da ferrovia exigiu seis atividades principais: levantamento da rota, detonação de uma faixa de domínio, construção de túneis e pontes, limpeza e assentamento do leito da estrada, assentamento de dormentes e trilhos e manutenção e fornecimento de alimentos e ferramentas às tripulações. O trabalho era altamente físico, usando arados e raspadores puxados por cavalos, além de picaretas manuais, machados, marretas e carrinhos de mão. Algumas máquinas movidas a vapor, como pás, foram usadas. Os trilhos eram de ferro (o aço veio alguns anos depois), pesavam 700 pounds (320 kg) e exigiu cinco homens para levantá-lo. Para explodir, eles usaram pólvora negra. As equipes de construção da Union Pacific, em sua maioria irlandeses-americanos, andavam em média cerca de duas milhas (3km) de nova via por dia.
Seis ferrovias transcontinentais foram construídas na Era Dourada (mais duas no Canadá); eles abriram o Oeste para agricultores e pecuaristas. De norte a sul, eram o Pacífico Norte, Milwaukee Road e Great Northern ao longo da fronteira Canadá-EUA; a União Pacífico/Pacífico Central no meio, e ao sul a Santa Fé, e o Pacífico Sul. Todos, exceto o Grande Norte de James J. Hill, dependiam de concessões de terras. As histórias financeiras eram muitas vezes complexas. Por exemplo, o Pacífico Norte recebeu a sua maior concessão de terras em 1864. O financista Jay Cooke (1821–1905) esteve no comando até 1873, quando faliu. Os tribunais federais, no entanto, mantiveram em operação as ferrovias falidas. Em 1881, Henry Villard (1835–1900) assumiu e finalmente completou a linha para Seattle. Mas a linha faliu no Pânico de 1893 e Hill assumiu o controle. Ele então fundiu várias linhas com financiamento do J.P. Morgan, mas o presidente Theodore Roosevelt as desfez em 1904.
No primeiro ano de operação, 1869-70, 150.000 passageiros fizeram a longa viagem. Os colonos foram encorajados com promoções para virem para o Oeste em viagens gratuitas de reconhecimento para comprar terrenos ferroviários em condições fáceis, distribuídas ao longo de vários anos. As ferrovias tinham "Departamentos de Imigração" que anunciavam pacotes de negócios de baixo custo, incluindo passagens e terras em condições fáceis para agricultores na Alemanha e na Escandinávia. As pradarias, prometeram-lhes, não significavam um trabalho árduo porque “estabelecer-se na pradaria pronta para o arado é diferente de mergulhar numa região coberta de madeira”. Os colonos eram clientes das ferrovias, transportando suas colheitas e gado e trazendo produtos manufaturados. Todos os fabricantes se beneficiaram dos custos mais baixos de transporte e do raio de negócios muito maior.
White conclui com um veredicto misto. Os transcontinentais abriram o Oeste à colonização, trouxeram muitos milhares de trabalhadores e gestores de alta tecnologia e altamente remunerados, criaram milhares de vilas e cidades, orientaram a nação num eixo leste-oeste e revelaram-se altamente valiosos para a nação como um todo. Por outro lado, muitos foram construídos e muito antes da demanda real. O resultado foi uma bolha que deixou pesadas perdas para os investidores e levou a práticas de gestão inadequadas. Em contraste, como observa White, as linhas no Centro-Oeste e no Leste, apoiadas por uma base populacional muito grande, fomentaram a agricultura, a indústria e a mineração, ao mesmo tempo que geravam lucros constantes e recebiam poucos benefícios governamentais.

#### Migração após a Guerra Civil

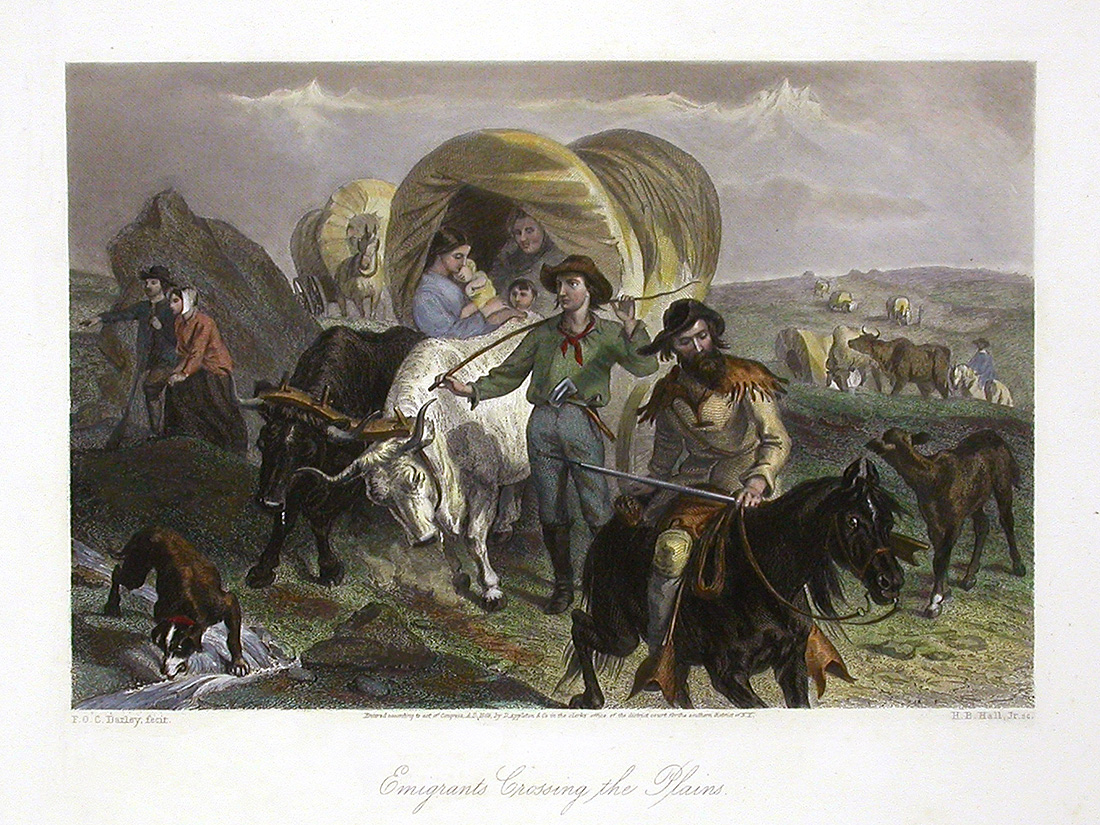
Emigrants Crossing the Plains, 1872, mostra colonos atravessando as Grandes Planícies. Por F.O.C. Darley e gravado por H.B. Hall.

Após a Guerra Civil, muitos da Costa Leste e da Europa foram atraídos para o oeste por relatos de parentes e por extensas campanhas publicitárias prometendo "as melhores terras de pradaria", "preços baixos", "grandes descontos em dinheiro" e "melhores condições do que nunca". !". As novas ferrovias proporcionaram aos migrantes a oportunidade de sair e dar uma olhada, com ingressos familiares especiais, cujo custo poderia ser aplicado na compra de terrenos oferecidos pelas ferrovias. Cultivar nas planícies era de fato mais difícil do que no leste. A gestão da água era mais crítica, os relâmpagos eram mais prevalentes, o clima era mais extremo e as chuvas eram menos previsíveis.
Os verdadeiros migrantes olharam para além do medo do desconhecido. A sua principal motivação para se mudarem para oeste foi encontrar uma vida económica melhor do que a que tinham. Os agricultores procuravam terras maiores, mais baratas e mais férteis; comerciantes e comerciantes buscavam novos clientes e novas oportunidades de liderança. Os trabalhadores queriam empregos com salários mais elevados e melhores condições. À medida que os colonos se deslocavam para oeste, tiveram de enfrentar desafios ao longo do caminho, como a falta de madeira para habitação, o mau tempo, como nevascas e secas, e tornados temíveis. Nas pradarias sem árvores, os proprietários construíram casas de grama. Uma das maiores pragas que atingiu os colonos foi a Praga dos Gafanhotos de 1874, que devastou as Grandes Planícies. Esses desafios fortaleceram esses colonos na tarefa de domesticar a fronteira.

#### Compra do Alasca
Após a derrota do Império Russo na Guerra da Crimeia, o czar Alexandre II da Rússia decidiu vender o território russo-americano do Alasca aos Estados Unidos. A decisão foi motivada em parte pela necessidade de dinheiro e em parte pelo reconhecimento do Estado russo de que a Grã-Bretanha poderia facilmente capturar o Alasca em qualquer conflito futuro entre as duas nações. O Secretário de Estado dos EUA, William Seward, negociou com os russos a aquisição da enorme extensão de terra do Alasca, uma área com aproximadamente um quinto do tamanho do resto dos Estados Unidos. Em 30 de março de 1867, os EUA compraram o território dos russos por US$ 7,2 milhões (US$ 157 milhões em dólares de 2023). A cerimônia de transferência foi concluída em Sitka em 18 de outubro de 1867, quando os soldados russos entregaram o território ao Exército dos Estados Unidos.
Os críticos da época consideraram a compra uma "loucura de Seward", argumentando que não havia recursos naturais no novo território e ninguém se incomodaria em viver em um clima tão frio e gelado. Embora o desenvolvimento e a colonização do Alasca tenham crescido lentamente, a descoberta de minas de ouro durante a Corrida do Ouro de Klondike em 1896, a Corrida do Ouro de Nome em 1898 e a Corrida do Ouro de Fairbanks em 1902 trouxeram milhares de mineiros para o território, impulsionando assim a prosperidade do Alasca nas próximas décadas. As principais descobertas de petróleo no final do século XX enriqueceram o estado.

#### Corrida pela terra de Oklahoma
Em 1889, Washington abriu 2.000.000 acres (8.100 km2) de terras desocupadas no território de Oklahoma. Em 22 de abril, mais de 100.000 colonos e pecuaristas (conhecidos como "boomers")  alinharam-se na fronteira e, quando as armas e clarins do exército deram o sinal, começaram uma corrida louca para reivindicar suas reivindicações na Land Run de 1889. Uma testemunha escreveu: “Os cavaleiros levaram a melhor desde o início. Foi uma bela corrida por alguns minutos, mas logo os cavaleiros começaram a se espalhar como um leque e, quando chegaram ao horizonte, estavam espalhados. até onde a vista alcança". Em um único dia, as cidades de Oklahoma City, Norman e Guthrie passaram a existir. Da mesma forma, milhões de acres de terras adicionais foram abertos e colonizados nos quatro anos seguintes.

### Guerras Indígenas

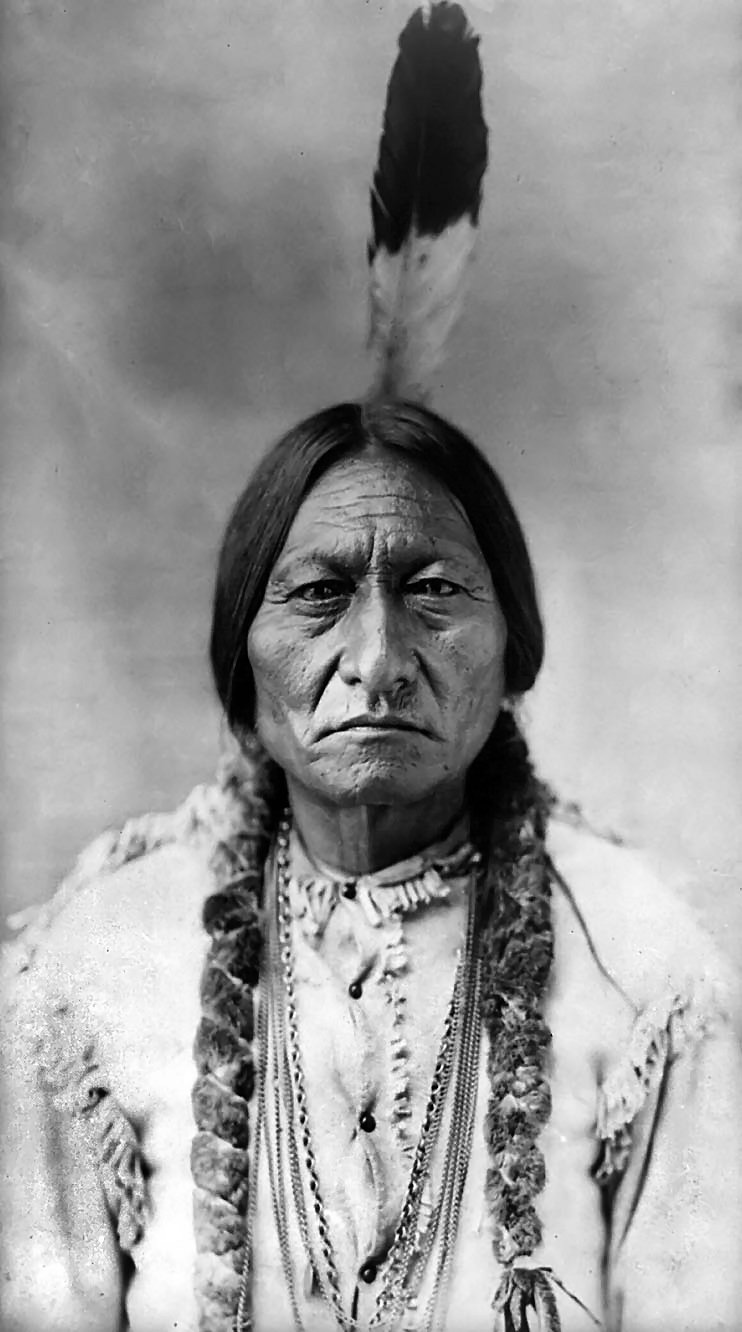
Touro Sentado, Chefe Sioux

As guerras indígenas ocorreram nos Estados Unidos, embora os conflitos sejam geralmente separados em duas categorias; as guerras indígenas a leste do rio Mississippi e as guerras indígenas a oeste do Mississippi. O Bureau of the Census dos EUA (1894) forneceu uma estimativa de mortes:

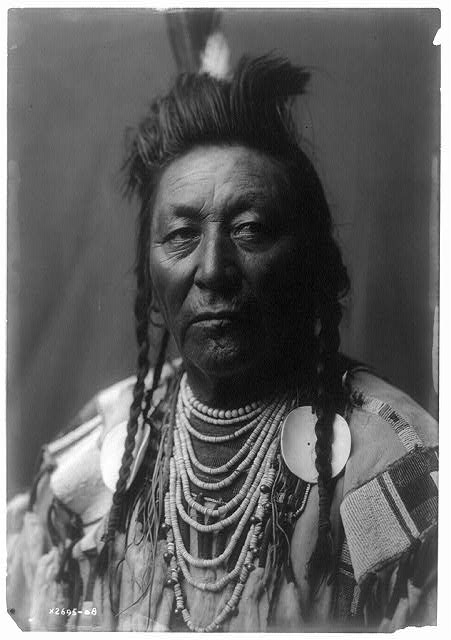
Muitos Golpes, Chefe da tribo Crows

As guerras “indígenas” sob o governo dos Estados Unidos foram em número superior a 40. Custaram a vida de cerca de 19 mil homens, mulheres e crianças brancas, incluindo os mortos em combates individuais, e a vida de cerca de 30 mil índios. O número real de índios mortos e feridos deve ser muito maior do que o dado... Cinquenta por cento a mais seria uma estimativa segura...
O historiador Russell Thornton estima que de 1800 a 1890, a população nativa diminuiu de 600.000 para apenas 250.000. O despovoamento foi causado principalmente por doenças e também pela guerra. Muitas tribos do Texas, como os Karankawan, Akokisa, Bidui e outras, foram extintas devido a conflitos com colonos texanos. O rápido despovoamento dos nativos americanos após a Guerra Civil alarmou o governo dos EUA, e o Comitê Doolittle foi formado para investigar as causas, bem como fornecer recomendações para a preservação da população. As soluções apresentadas pelo comité, como a criação de cinco conselhos de inspecção para prevenir os abusos dos nativos, tiveram pouco efeito à medida que a grande migração ocidental começou.

#### Guerras Indígenas a leste do Mississippi

##### Trilha das Lágrimas
A expansão da migração para o sudeste dos Estados Unidos nas décadas de 1820 a 1830 forçou o governo federal a lidar com a "questão indígena". Os nativos estavam sob controle federal, mas eram independentes dos governos estaduais. As legislaturas estaduais e os juízes estaduais não tinham autoridade sobre suas terras e os estados exigiam o controle. Politicamente, o novo Partido Democrata do presidente Andrew Jackson exigiu a remoção dos nativos dos estados do sudeste para novas terras no oeste, enquanto o Partido Whig e as igrejas protestantes se opuseram à remoção. A Democracia Jacksoniana provou ser irresistível, ao vencer as eleições presidenciais de 1828, 1832 e 1836. Em 1837, começou a "política de remoção de índios", para implementar o ato do Congresso assinado por Andrew Jackson em 1830. Muitos historiadores atacaram duramente Jackson. A lei de 1830 previa teoricamente a remoção voluntária e tinha salvaguardas para os direitos dos nativos, mas na realidade, a remoção foi salvaguarda involuntária, brutal e ignorada. Jackson justificou suas ações afirmando que os nativos não tinham “nem a inteligência, a indústria, os hábitos morais, nem o desejo de melhorias”.
A marcha forçada de cerca de vinte tribos incluiu as "Cinco Tribos Civilizadas" (Cherokee, Chickasaw, Choctaw, Creek e Seminole). Para motivar os nativos relutantes em se mudarem, o governo federal também prometeu rifles, cobertores, tabaco e dinheiro. Em 1835, os Cherokee, a última nação nativa do Sul, assinaram o tratado de remoção e se mudaram para Oklahoma. Todas as tribos receberam novas terras no "Território Indígena" (que mais tarde se tornou Oklahoma). Dos aproximadamente 70.000 nativos removidos, cerca de 18.000 morreram de doenças, fome e exposição na rota. Este êxodo ficou conhecido como Trilha das Lágrimas (em Cherokee "Nunna dual Tsuny", "A Trilha Onde Eles Choraram"). O impacto das remoções foi severo. As tribos transplantadas tiveram dificuldades consideráveis de adaptação ao novo ambiente e às vezes entraram em conflito com as tribos nativas da região.
A única maneira de um nativo permanecer e evitar a remoção era aceitar a oferta federal de 640 acres (2,6 km2) ou mais de terra (dependendo do tamanho da família) em troca de deixar a tribo e tornar-se cidadão do estado sujeito às leis estaduais e federais. No entanto, muitos nativos que aceitaram a oferta foram fraudados por "especuladores vorazes" que roubaram suas reivindicações e venderam suas terras aos brancos. Somente no Mississippi, as reivindicações fraudulentas atingiram 3.800.000 acres (15.000 km2). Das cinco tribos, os Seminole ofereceram a maior resistência, escondendo-se nos pântanos da Florida e travando uma guerra que custou ao Exército dos EUA 1.500 vidas e 20 milhões de dólares.

#### Guerras indígenas a oeste do Mississippi

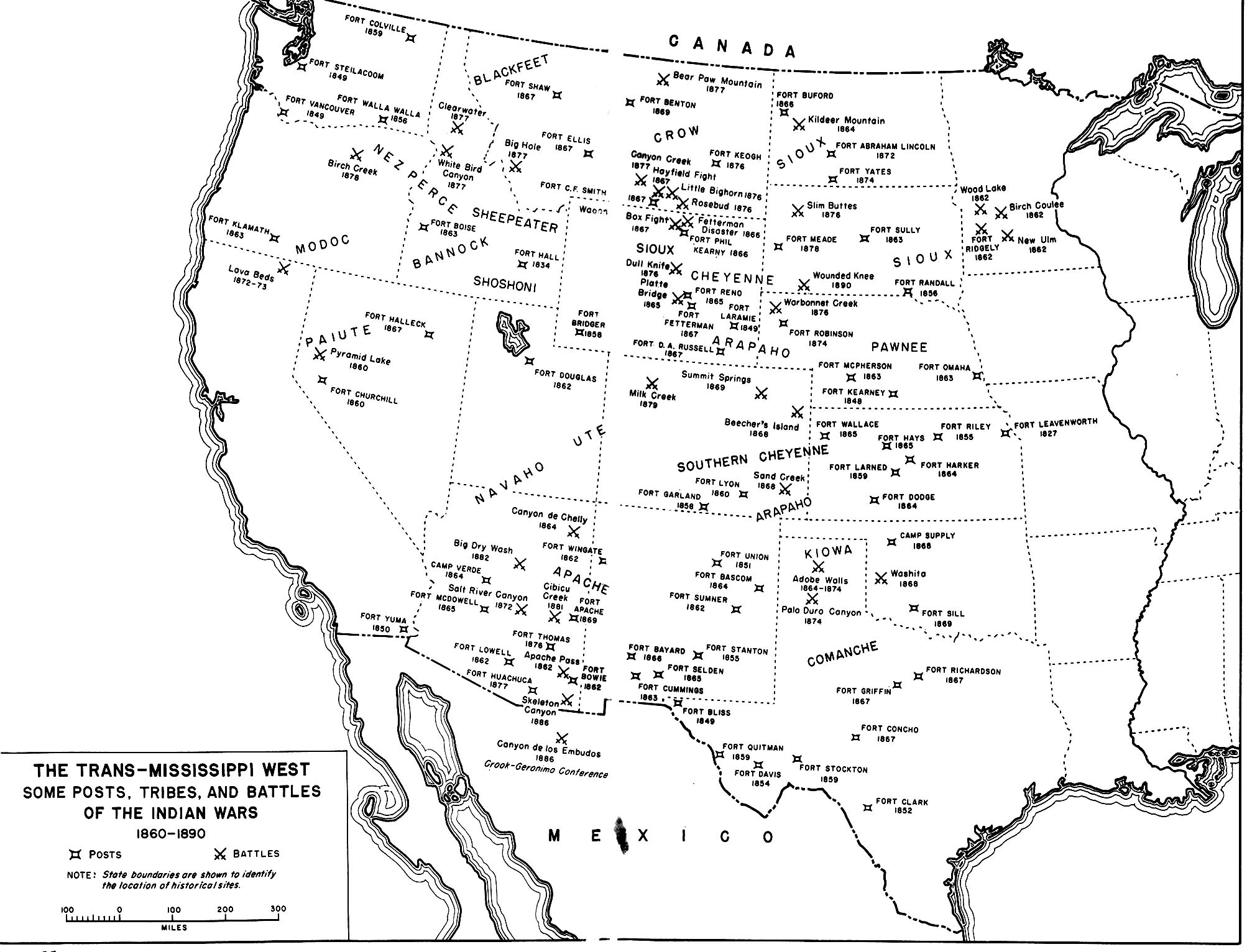
Batalhas indígenas no Oeste Trans Mississippi (1860-1890)

Os guerreiros nativos do Oeste, utilizando o seu estilo tradicional de guerra limitada e orientada para a batalha, confrontaram o Exército dos EUA. Os nativos enfatizavam a bravura no combate, enquanto o Exército colocava sua ênfase não tanto no combate individual, mas na construção de redes de fortes, no desenvolvimento de um sistema logístico e no uso do telégrafo e das ferrovias para coordenar e concentrar suas forças. A guerra intertribal das planícies indianas não tinha nenhuma semelhança com a guerra “moderna” praticada pelos americanos ao longo das linhas europeias, utilizando as suas vastas vantagens em população e recursos. Muitas tribos evitaram a guerra e outras apoiaram o Exército dos EUA. As tribos hostis ao governo continuaram a prosseguir o seu tipo tradicional de luta e, portanto, não conseguiram ter qualquer sucesso permanente contra o Exército.
As guerras indígenas foram travadas nas regiões ocidentais, com mais conflitos nos estados que fazem fronteira com o México do que nos estados do interior. O Arizona ficou em primeiro lugar, com 310 batalhas conhecidas travadas dentro das fronteiras do estado entre americanos e nativos. O Arizona ficou em primeiro lugar em mortes na guerra, com 4.340 mortos, incluindo soldados, civis e nativos americanos. Isso foi mais que o dobro do que ocorreu no Texas, o segundo estado com melhor classificação. A maioria das mortes no Arizona foram causadas pelos Apaches. Michno também diz que cinquenta e um por cento das batalhas de guerra indianas entre 1850 e 1890 ocorreram no Arizona, Texas e Novo México, bem como trinta e sete por cento das vítimas no condado a oeste do rio Mississippi. O Comanche travou uma série de conflitos contra os exércitos espanhóis e, posteriormente, mexicanos e americanos. O poder dos comanches atingiu o pico na década de 1840, quando eles conduziram ataques em grande escala a centenas de quilômetros do próprio México, ao mesmo tempo em que guerreavam contra os anglo-americanos e os tejanos que se estabeleceram no Texas independente.
Uma das guerras indígenas mais mortíferas travadas foi a Guerra das Cobras em 1864-1868, que foi conduzida por uma confederação de nativos americanos Paiute do Norte, Bannock e Shoshone, chamados de "Índios Cobra" contra o Exército dos Estados Unidos nos estados de Oregon, Nevada, Califórnia e Idaho, que correm ao longo do rio Snake. A guerra começou quando surgiu a tensão entre os nativos locais e os comboios pioneiros das inundações que invadiam as suas terras, o que resultou numa competição por alimentos e recursos. Os nativos incluídos neste grupo atacaram e assediaram grupos de emigrantes e mineiros que atravessavam o Vale do Rio Snake, o que resultou em novas retaliações dos assentamentos brancos e na intervenção do exército dos Estados Unidos. A guerra resultou em um total de 1.762 homens mortos, feridos e capturados de ambos os lados. Ao contrário de outras guerras indianas, a Guerra das Cobras foi amplamente esquecida na história dos Estados Unidos devido à cobertura limitada da guerra.
A Guerra do Colorado travada por Cheyenne, Arapaho e Sioux, foi travada nos territórios do Colorado até Nebraska. O conflito foi travado em 1863-1865 enquanto a Guerra Civil Americana ainda estava em andamento. Causada pela dissolução entre os nativos e os colonos brancos da região, a guerra ficou famosa pelas atrocidades cometidas entre as duas partes. Milícias brancas destruíram aldeias nativas e mataram mulheres e crianças nativas, como o sangrento massacre de Sand Creek, e os nativos também invadiram ranchos, fazendas e mataram famílias brancas, como o massacre de American Ranch e a Invasão ao Rancho Godfrey.
Nas Guerras Apache, o Coronel Christopher "Kit" Carson forçou o Mescalero Apache a entrar em uma reserva em 1862. Em 1863–1864, Carson usou uma política de terra arrasada na Campanha Navajo, queimando campos e casas Navajo, e capturando ou matando seu gado. Ele foi auxiliado por outras tribos nativas com inimizade de longa data contra os Navajos, principalmente os Utes. Outro conflito proeminente desta guerra foi a luta de Gerônimo contra os assentamentos no Texas na década de 1880. Os apaches sob seu comando conduziram emboscadas a cavalarias e fortes dos EUA, como o ataque a Cibecue Creek, ao mesmo tempo que invadiam fazendas e ranchos proeminentes, como o infame ataque ao Empire Ranch que matou três cowboys. Os EUA finalmente induziram o último bando Apache hostil sob o comando de Gerônimo a se render em 1886.
Durante a Campanha Comanche, a Guerra do Rio Vermelho foi travada em 1874-1875 em resposta à diminuição do suprimento de búfalos dos Comanches, bem como à recusa de alguns bandos em serem introduzidos nas reservas. Os Comanches começaram a atacar pequenos assentamentos no Texas, o que levou à Batalha de Buffalo Wallow e à Segunda Batalha de Adobe Walls travada por caçadores de búfalos, e à Batalha de Lost Valley contra os Texas Rangers. A guerra finalmente terminou com um confronto final entre os Comanches e a Cavalaria dos EUA em Palo Duro Canyon. O último chefe de guerra Comanche, Quanah Parker, rendeu-se em junho de 1875, o que finalmente encerraria as guerras travadas por texanos e nativos.

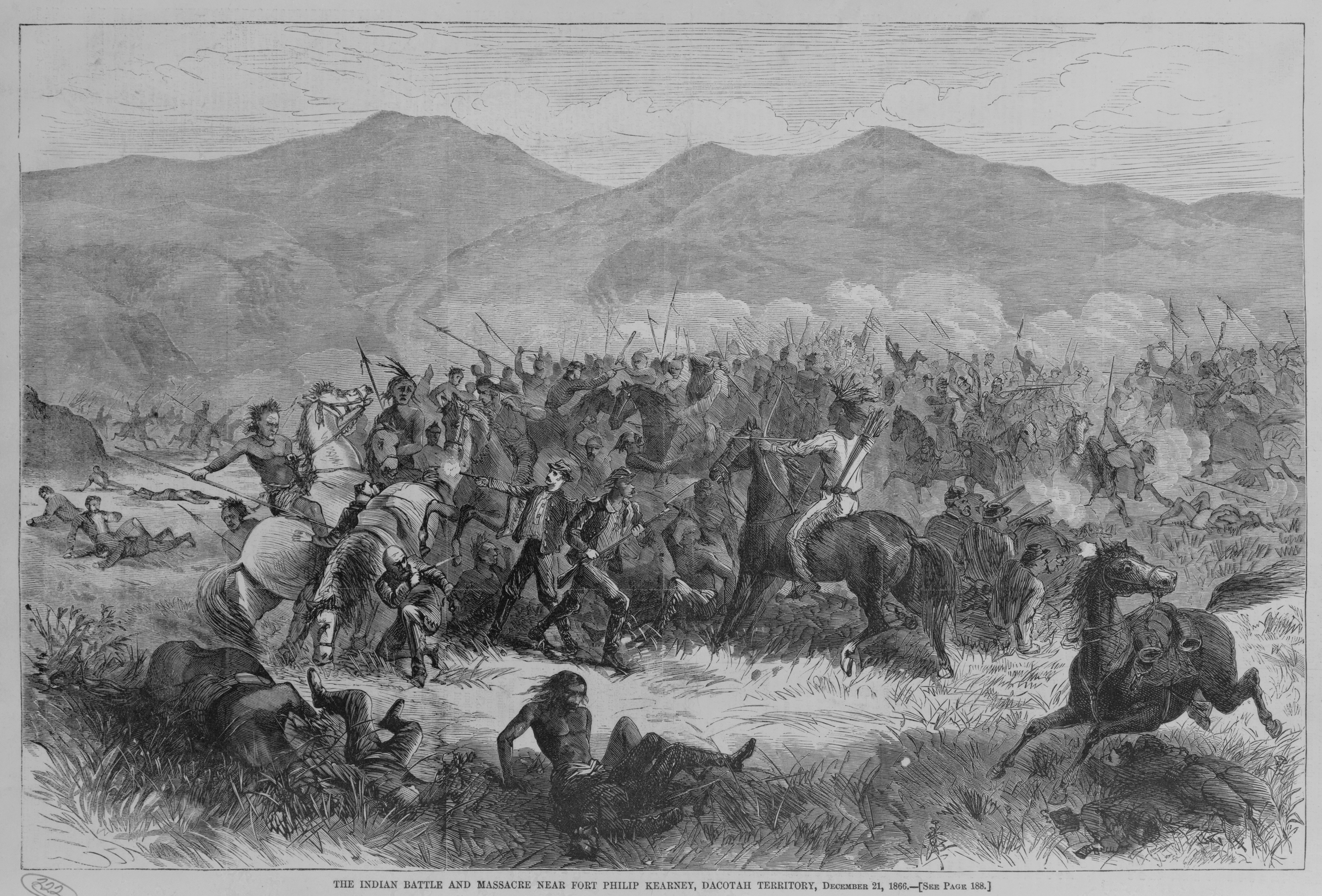
A batalha perto de Fort Phil Kearny, Território de Dakota, 21 de dezembro de 1866

A Guerra da Nuvem Vermelha foi liderada pelo chefe dacota Nuvem Vermelha contra os militares que estavam erguendo fortes ao longo da Trilha Bozeman. Foi a campanha de maior sucesso contra os EUA durante as Guerras Indígenas. Pelo Tratado de Fort Laramie (1868), os EUA concederam uma grande reserva aos Lakota, sem presença militar; incluía toda Black Hills. O Capitão Jack era um chefe da tribo Modoc Nativa Americana da Califórnia e Oregon, e foi seu líder durante a Guerra Modoc. Com 53 guerreiros Modoc, o Capitão Jack deteve 1.000 homens do Exército dos EUA durante 7 meses. Capitão Jack matou Edward Canby.

Cadáver escalpelado de caçador de búfalos encontrado após um encontro em 1868 com Cheyennes perto de Fort Dodge, Kansas

Em junho de 1877, na Guerra Nez Perce, os Nez Perce sob o comando do Chefe Joseph, não querendo desistir de suas terras tradicionais e se mudar para uma reserva, empreenderam uma viagem de 1.200 milhas (2.000km) lutando contra a retirada de Oregon para perto do Canadá-EUA. Fronteira S. em Montana. Numerando apenas 200 guerreiros, os Nez Perce "lutaram contra cerca de 2.000 regulares americanos e voluntários de diferentes unidades militares, juntamente com seus auxiliares nativos de muitas tribos, em um total de dezoito combates, incluindo quatro grandes batalhas e pelo menos quatro escaramuças ferozmente contestadas". Os Nez Perce foram finalmente cercados na Batalha de Bear Paw e se renderam. A Grande Guerra Sioux de 1876 foi conduzida pelos Lakota sob o comando de Touro Sentado e Cavalo Louco. O conflito começou após repetidas violações do Tratado de Fort Laramie (1868), quando ouro foi descoberto nas colinas. Uma de suas famosas batalhas foi a Batalha de Little Bighorn, na qual as forças combinadas Sioux e Cheyenne derrotaram a 7ª Cavalaria, liderada pelo General George Armstrong Custer. A Guerra Ute, travada pelo povo Ute contra os colonos em Utah e Colorado, levou a duas batalhas; o massacre de Meeker, que matou 11 agentes nativos, e o massacre de Pinhook, que matou 13 fazendeiros e cowboys armados. Os conflitos de Ute finalmente terminaram após os eventos da Guerra Posey em 1923, que foi travada contra os colonos e as autoridades.
O fim das principais guerras indianas veio no massacre de Wounded Knee em 29 de dezembro de 1890, onde a 7ª Cavalaria tentou desarmar um homem Sioux e precipitou um massacre no qual cerca de 150 homens, mulheres e crianças Sioux foram mortos. Apenas treze dias antes, Sitting Bull havia sido morto com seu filho Crow Foot em um tiroteio com um grupo de policiais nativos enviado pelo governo americano para prendê-lo. Porém, conflitos e incidentes adicionais, como a Guerra do Blefe (1914-1915) e a Guerra Posey, ocorreriam no início da década de 1920. O último combate entre soldados do Exército dos EUA e nativos americanos ocorreu na Batalha de Bear Valley em 9 de janeiro de 1918.

#### Fortes e postos avançados
À medida que a fronteira se movia para oeste, o estabelecimento de fortes militares dos EUA movia-se com ela, representando e mantendo a soberania federal sobre novos territórios. As guarnições militares geralmente não tinham paredes defensáveis, mas raramente eram atacadas. Eles serviram como bases para tropas em ou perto de áreas estratégicas, especialmente para neutralizar a presença nativa. Por exemplo, Fort Bowie protegeu Apache Pass no sul do Arizona ao longo da rota postal entre Tucson e El Paso e foi usado para lançar ataques contra Cochise e Gerônimo. Fort Laramie e Fort Kearny ajudaram a proteger os imigrantes que cruzavam as Grandes Planícies e uma série de postos na Califórnia protegeram os mineiros. Fortes foram construídos para lançar ataques contra os Sioux. À medida que as reservas indígenas surgiram, os militares estabeleceram fortes para protegê-las. Os fortes também protegiam a Union Pacific e outras linhas ferroviárias. Outros fortes importantes foram Fort Sill, Oklahoma, Fort Smith, Arkansas, Fort Snelling, Minnesota, Fort Union, Novo México, Fort Worth, Texas, e Fort Walla Walla em Washington. Fort Omaha, Nebraska, abrigou o Departamento de Platte e foi responsável por equipar a maioria dos postos ocidentais por mais de 20 anos após sua fundação no final da década de 1870. Fort Huachuca, no Arizona, também era originalmente um posto de fronteira e ainda está em uso pelo Exército dos Estados Unidos.

#### Reservas indígenas

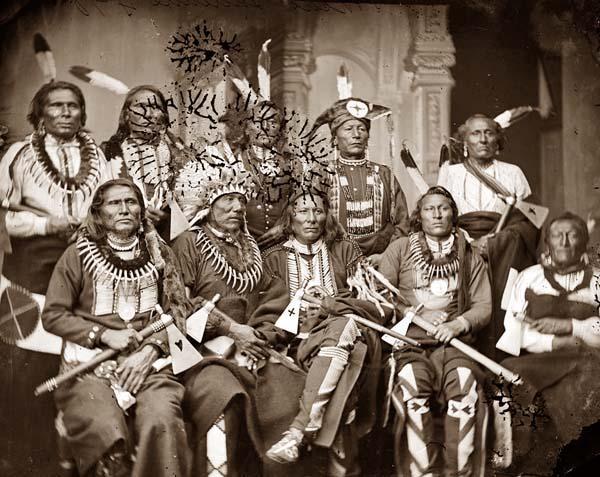
Chefes nativos americanos, 1865

Os colonos que viajavam por terra para Oregon e Califórnia tornaram-se alvos de ameaças nativas. Robert L. Munkres leu 66 diários de grupos que viajaram pela trilha do Oregon entre 1834 e 1860 para estimar os perigos reais que enfrentaram com os ataques dos nativos em Nebraska e Wyoming. A grande maioria dos diaristas não relatou quaisquer ataques armados. No entanto, muitos relataram assédio por parte dos nativos que imploravam ou exigiam pedágios e roubavam cavalos e gado. Madsen relata que as tribos Shoshoni e Bannock ao norte e oeste de Utah eram mais agressivas com os comboios de carroções. O governo federal tentou reduzir as tensões e criar novas fronteiras tribais nas Grandes Planícies com dois novos tratados no início de 1850. O Tratado de Fort Laramie estabeleceu zonas tribais para os Sioux, Cheyennes, Arapahos, Crows e outros, e permitiu a construção de estradas e postos através das terras tribais. Um segundo tratado garantiu a passagem segura ao longo da Trilha de Santa Fé para trens de vagões. Em troca, as tribos receberiam, durante dez anos, uma compensação anual pelos danos causados pelos migrantes. Os territórios de Kansas e Nebraska também se tornaram áreas controversas à medida que o governo federal procurava essas terras para a futura ferrovia transcontinental. No Extremo Oeste, os colonos começaram a ocupar terras no Oregon e na Califórnia antes que o governo federal garantisse o título das tribos nativas, causando atritos consideráveis. Em Utah, os mórmons também se mudaram antes que a propriedade federal fosse obtida.
Uma nova política de estabelecimento de reservas tomou forma gradualmente depois que as fronteiras do "Território Indígena" começaram a ser ignoradas. Ao prever as reservas indígenas, o Congresso e o Escritório de Assuntos Indígenas esperavam destribalizar os nativos americanos e prepará-los para a integração com o resto da sociedade americana, a "incorporação final no grande corpo da nossa população cidadã". Isso permitiu o desenvolvimento de dezenas de cidades ribeirinhas ao longo do rio Missouri no novo Território de Nebraska, que foi separado do restante da Compra da Louisiana após a Lei Kansas-Nebraska. Cidades pioneiras influentes incluíam Omaha, Nebraska City e St. Joseph.
As atitudes americanas em relação aos nativos durante este período variaram da malevolência ("o único índio bom é um índio morto") ao humanitarismo mal direcionado (os índios vivem em sociedades "inferiores" e pela assimilação na sociedade branca podem ser redimidos) até um tanto realista (os nativos americanos e os colonos poderiam coexistir em sociedades separadas, mas iguais, dividindo as restantes terras ocidentais). Lidar com tribos nômades complicou a estratégia de reserva e o poder tribal descentralizado dificultou a celebração de tratados entre os índios das planícies. Os conflitos eclodiram na década de 1850, resultando em várias guerras indígenas. Nestes tempos de conflito, os nativos tornam-se mais rigorosos com a entrada de homens brancos em seu território. Como no caso de Oliver Loving, eles às vezes atacavam vaqueiros e seu gado se fossem pegos cruzando as fronteiras de suas terras. Eles também atacariam o gado se a comida fosse escassa em tempos difíceis. No entanto, a relação entre cowboys e nativos americanos era mais mútua do que é retratada, e os primeiros ocasionalmente pagavam uma multa de 10 centavos por vaca para os últimos, para permitir-lhes viajar por suas terras. Os nativos também atacavam diligências que viajavam na fronteira em busca de cavalos e objetos de valor.

Após a Guerra Civil, à medida que os exércitos voluntários se dispersaram, os regimentos de cavalaria do exército regular aumentaram em número de seis para dez, entre eles o 7º Regimento de Cavalaria dos EUA de Custer, famoso por Little Bighorn, e o 9º Regimento de Cavalaria dos EUA afro-americano e o 10º Regimento de Cavalaria dos EUA. As unidades negras, junto com outras (cavalaria e infantaria), ficaram conhecidas coletivamente como Buffalo Soldier. De acordo com Robert M. Utley:
O exército fronteiriço era uma força militar convencional que tentava controlar, através de métodos militares convencionais, um povo que não se comportava como inimigo convencional e, na verdade, muitas vezes nem sequer era inimigo. Esta é a mais difícil de todas as missões militares, seja na África, na Ásia ou no oeste americano.

### História social

#### Sociedade democrática

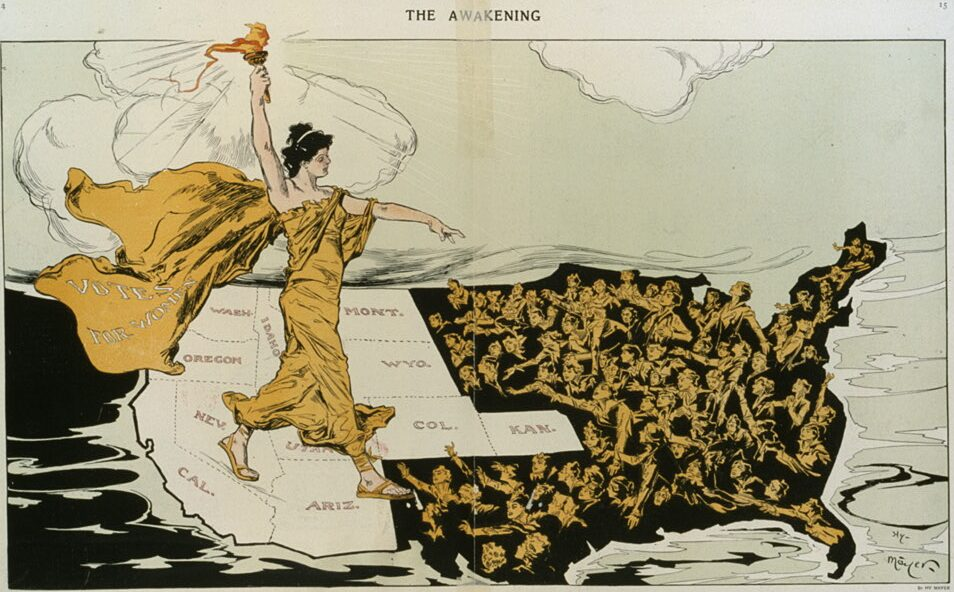
As sufragistas do "Despertar" tiveram sucesso no Oeste; sua tocha desperta as mulheres que lutam no Norte e no Sul neste desenho animado de Henry Mayer em Puck, 20 de fevereiro de 1915.

Os ocidentais estavam orgulhosos da sua liderança no movimento pela democracia e pela igualdade, um tema importante para Frederick Jackson Turner. Os novos estados de Kentucky, Tennessee, Alabama e Ohio eram mais democráticos do que os estados-mãe do Leste em termos de política e sociedade. Os estados ocidentais foram os primeiros a dar às mulheres o direito de voto. Em 1900, o Oeste, especialmente a Califórnia e o Oregon, liderou o movimento Progressista.
Os estudiosos examinaram a história social do Oeste em busca do caráter americano. A história do Kansas, argumentou o historiador Carl L. Becker há um século, reflete os ideais americanos. Ele escreveu: "O espírito do Kansas é o espírito americano duplamente destilado. É um novo produto enxertado do individualismo americano, do idealismo americano, da intolerância americana. Kansas é a América em microcosmo."
Os estudiosos compararam o surgimento da democracia na América com outros países, no que diz respeito à experiência de fronteira. Selwyn Troen fez a comparação com Israel. Os homens da fronteira americanos confiaram no esforço individual, no contexto de grandes quantidades de terras não povoadas com inimigos externos fracos. Israel, pelo contrário, operava numa zona geográfica muito pequena, rodeada por vizinhos mais poderosos. O pioneiro judeu não estava a construir uma empresa individual ou familiar, mas era um participante consciente na construção da nação, com alta prioridade em assentamentos planeados colectivos e cooperativos. Os pioneiros israelitas trouxeram especialistas americanos em irrigação e agricultura para prestarem aconselhamento técnico. No entanto, rejeitaram o modelo de fronteira americano em favor de um modelo europeu que apoiasse as suas preocupações políticas e de segurança.

#### Fronteira urbana
As cidades desempenharam um papel essencial no desenvolvimento da fronteira, como centros de transporte, centros financeiros e de comunicações e fornecedoras de mercadorias, serviços e entretenimento. À medida que as ferrovias avançaram para o oeste, em direção ao território instável depois de 1860, elas construíram cidades de serviços para atender às necessidades das equipes de construção ferroviária, das equipes de trem e dos passageiros que faziam refeições em paradas programadas. Na maior parte do Sul, havia muito poucas cidades de qualquer tamanho num raio de quilômetros, e esse padrão também se aplicava ao Texas, de modo que as ferrovias só chegaram na década de 1880. Eles então despacharam o gado e as movimentações de gado tornaram-se assuntos de curta distância. No entanto, os comboios de passageiros eram frequentemente alvo de gangues armadas.
A economia de Denver antes de 1870 estava enraizada na mineração; em seguida, cresceu expandindo seu papel nas ferrovias, no comércio atacadista, na manufatura, no processamento de alimentos e na manutenção do crescente interior agrícola e pecuário. Entre 1870 e 1890, a produção industrial disparou de US$ 600.000 para US$ 40 milhões, e a população cresceu 20 vezes, para 107.000. Denver sempre atraiu mineiros, trabalhadores, prostitutas e viajantes. Saloons e casas de jogo surgiram durante a noite. Os presidentes da cidade gabavam-se dos seus belos teatros, especialmente da Grande Ópera Tabor, construída em 1881. Em 1890, Denver havia crescido e se tornado a 26ª maior cidade da América e a quinta maior cidade a oeste do rio Mississippi. Os tempos de boom atraíram milionários e suas mansões, bem como traficantes, pobreza e crime. Denver ganhou notoriedade regional com sua variedade de casas obscenas, desde os suntuosos bairros de senhoras renomadas até os miseráveis "berços" localizados a poucos quarteirões de distância. Os negócios iam bem; os visitantes gastaram muito e depois deixaram a cidade. Desde que as senhoras conduzissem os seus negócios de forma discreta e as "meninas do berço" não anunciassem a sua disponibilidade de forma demasiado grosseira, as autoridades aceitavam os seus subornos e olhavam para o outro lado. Limpezas e repressões ocasionais satisfizeram as exigências de reforma.
Com sua gigantesca montanha de cobre, Butte, Montana, era o maior, mais rico e mais turbulento campo de mineração da fronteira. Era um reduto étnico, com os católicos irlandeses no controle da política e dos melhores empregos na principal empresa mineira Anaconda Copper. Os impulsionadores da cidade abriram uma biblioteca pública em 1894. Ring argumenta que a biblioteca era originalmente um mecanismo de controle social, "um antídoto para a tendência dos mineiros para beber, se prostituir e jogar". Também foi projetada para promover os valores da classe média e convencer os orientais de que Butte era uma cidade cultivada.

#### Raça e etnia

##### Imigrantes europeus

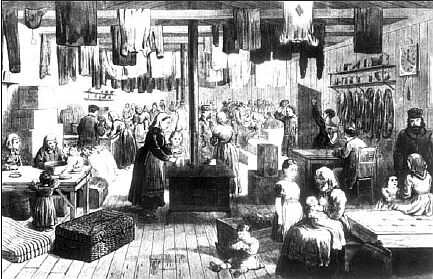
Alojamentos temporários para alemães do Volga no centro do Kansas, 1875

Os imigrantes europeus construíram frequentemente comunidades de origens religiosas e étnicas semelhantes. Por exemplo, muitos finlandeses foram para Minnesota e Michigan, suecos e noruegueses para Minnesota e Dakotas, irlandeses para centros ferroviários ao longo das linhas transcontinentais, alemães do Volga para Dakota do Norte, ingleses convertidos à Igreja dos Santos dos Últimos Dias foram para Utah, incluindo imigrantes ingleses que se estabeleceram em os estados das Montanhas Rochosas (Colorado, Wyoming e Idaho) e judeus alemães para Portland, Oregon.

##### Afro-americanos

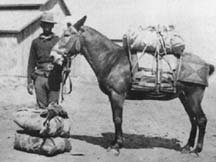
Um Buffalo Soldier. O apelido foi dado aos soldados negros pelas tribos nativas que controlavam.

Os afro-americanos mudaram-se para o Oeste como soldados, bem como cowboys, trabalhadores rurais, trabalhadores de bares, cozinheiros e bandidos. Os Buffalo Soldiers eram soldados do 9º e 10º Regimentos de Cavalaria, totalmente negros, e dos 24º e 25º Regimentos de Infantaria do Exército dos EUA. Eles tinham oficiais brancos e serviram em vários fortes ocidentais.
Cerca de 4.000 negros vieram para a Califórnia na época da Corrida do Ouro. Em 1879, após o fim da Reconstrução no Sul, vários milhares de libertos mudaram-se dos estados do Sul para o Kansas. Conhecidos como Exodusters, eles foram atraídos pela perspectiva de terras boas e baratas da Homestead Law e de melhor tratamento. A cidade totalmente negra de Nicodemus, Kansas, fundada em 1877, era um assentamento organizado que antecede os Exodusters, mas é frequentemente associado a eles.

##### Asiáticos
A corrida do ouro na Califórnia incluiu milhares de chegadas de mexicanos e chineses. Os migrantes chineses, muitos dos quais eram camponeses empobrecidos, forneceram a maior parte da força de trabalho para a construção da porção do Pacífico Central da ferrovia transcontinental. A maioria deles voltou para casa em 1870, quando a ferrovia foi concluída. Os que permaneceram trabalharam na mineração, na agricultura e abriram pequenos comércios como mercearias, lavanderias e restaurantes. A hostilidade contra os chineses permaneceu elevada nos estados/territórios ocidentais, como visto no episódios do Massacre da Enseada Chinesa e no massacre de Rock Springs. Os chineses foram geralmente forçados a "Chinatowns" autossuficientes em cidades como São Francisco, Portland, Seattle e Los Angeles. Em Los Angeles, o último grande motim anti-chinês ocorreu em 1871, após o qual a aplicação da lei local ficou mais forte. No final do século 19, as Chinatowns eram favelas miseráveis, conhecidas por seu vício, prostituição, drogas e batalhas violentas entre "tenças". Na década de 1930, porém, as Chinatowns tornaram-se destinos turísticos limpos, seguros e atraentes.
Os primeiros japoneses chegaram aos EUA em 1869, com a chegada de 22 pessoas de famílias de samurais, estabelecendo-se no condado de Placer, na Califórnia, para estabelecer a Colônia de Fazenda de Chá e Seda Wakamatsu. Os japoneses foram recrutados para trabalhar nas plantações no Havaí, a partir de 1885. No final do século 19, mais japoneses emigraram para o Havaí e para o continente americano. Os Issei, ou imigrantes japoneses de primeira geração, não foram autorizados a se tornarem cidadãos dos EUA porque não eram "uma pessoa branca livre", de acordo com a Lei de Naturalização dos Estados Unidos de 1790. Isto não mudou até a aprovação da Lei de Imigração e Nacionalidade de 1952, conhecida como Lei McCarran-Walter, que permitiu que imigrantes japoneses se tornassem cidadãos norte-americanos naturalizados.
Em 1920, os agricultores nipo-americanos produziam 67 milhões de dólares em colheitas, mais de dez por cento do valor total das colheitas da Califórnia. Havia 111.000 nipo-americanos nos EUA, dos quais 82.000 eram imigrantes e 29.000 nasceram nos EUA. O Congresso aprovou a Lei de Imigração de 1924, encerrando efetivamente toda a imigração japonesa para os EUA. Os filhos dos Issei nascidos nos EUA eram cidadãos, de acordo com a 14ª Emenda da Constituição dos Estados Unidos.

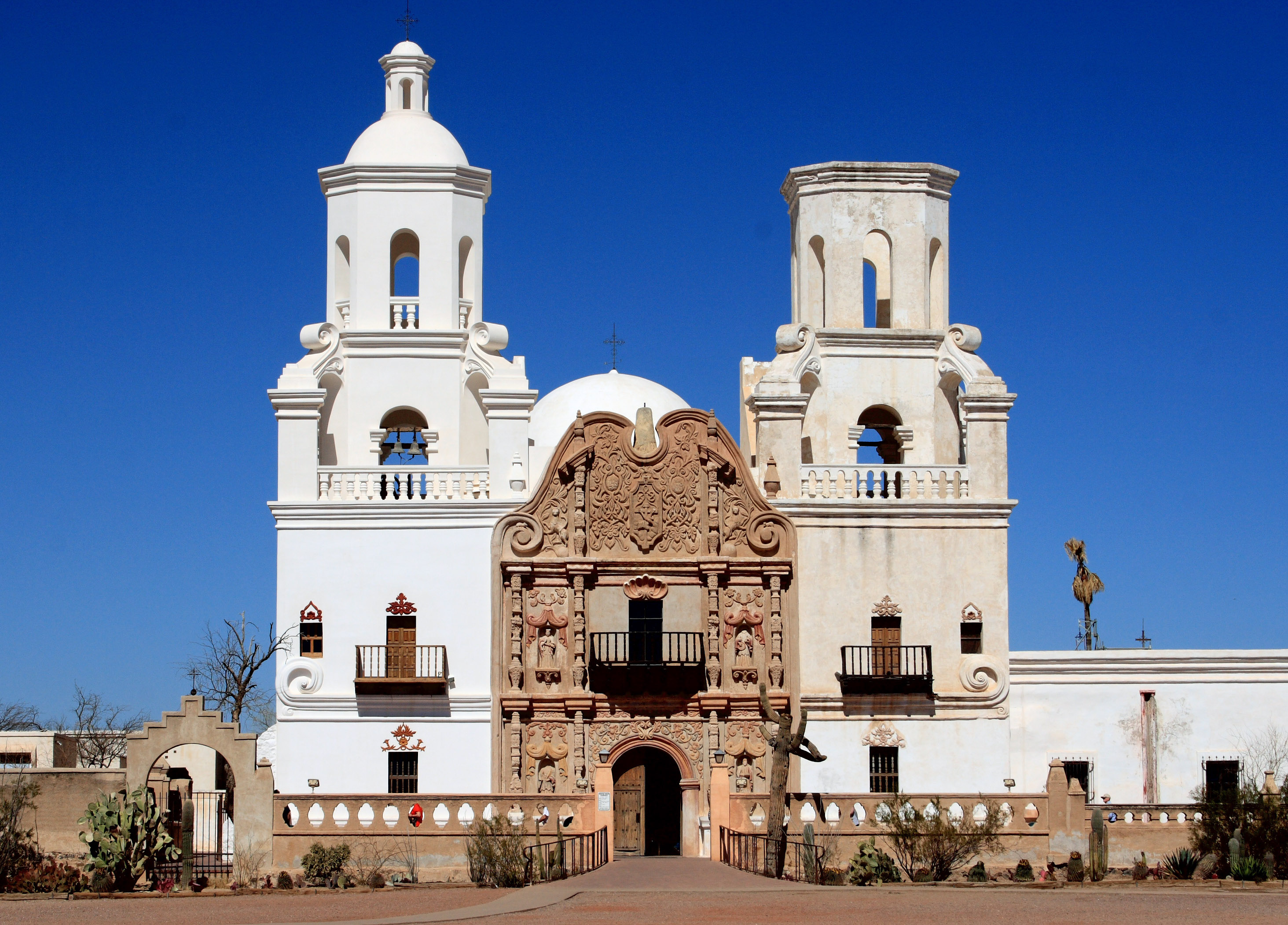
A missão espanhola de San Xavier del Bac, perto de Tucson, fundada em 1700

##### Hispânicos
A grande maioria dos hispânicos que viviam nos antigos territórios da Nova Espanha permaneceram e tornaram-se cidadãos americanos em 1848. Os cerca de 10.000 californianos também se tornaram cidadãos dos EUA. Eles viviam no sul da Califórnia e depois de 1880 foram ofuscados pelas centenas de milhares de recém-chegados dos estados do leste. Aqueles no Novo México dominaram cidades e vilarejos que pouco mudaram até meados do século XX. Chegaram recém-chegados do México, especialmente depois que a Revolução de 1911 aterrorizou milhares de aldeias em todo o México. A maioria dos refugiados foi para o Texas ou para a Califórnia, e logo surgiram bairros pobres em muitas cidades fronteiriças. O "Robin Hood" californiano, Joaquín Murietta, liderou uma gangue na década de 1850 que queimou casas, matou mineiros exploradores, roubou diligências de proprietários de terras e lutou contra a violência e a discriminação contra os latino-americanos. No Texas, Juan Cortina liderou uma campanha de 20 anos contra os Anglos e os Texas Rangers, começando por volta de 1859.

#### Vida familiar
Nas Grandes Planícies, muito poucos homens solteiros tentaram administrar uma fazenda ou rancho; os agricultores compreenderam claramente a necessidade de uma esposa trabalhadora e de numerosos filhos para cuidar das muitas tarefas, incluindo a criação dos filhos, a alimentação e o vestuário da família, a gestão do trabalho doméstico e a alimentação dos trabalhadores contratados. Durante os primeiros anos de colonização, as mulheres agricultoras desempenharam um papel fundamental na garantia da sobrevivência da família, trabalhando ao ar livre. Após cerca de uma geração, as mulheres deixaram cada vez mais os campos, redefinindo assim os seus papéis dentro da família. Novas conveniências, como máquinas de costura e de lavar roupa, encorajaram as mulheres a dedicarem-se a funções domésticas. O movimento científico de gestão doméstica, promovido em todo o país pelos meios de comunicação social e pelos agentes de extensão governamentais, bem como as feiras municipais que apresentavam realizações na culinária caseira e nas conservas, colunas de aconselhamento para mulheres nos jornais agrícolas e cursos de economia doméstica nas escolas, todos contribuíram para esta tendência.
Embora a imagem oriental da vida agrícola nas pradarias enfatize o isolamento do agricultor solitário e da vida agrícola, na realidade, a população rural criou para si uma rica vida social. Freqüentemente, eles patrocinavam atividades que combinavam trabalho, alimentação e entretenimento, como criação de celeiros, cascas de milho, colchas de abelhas, reuniões em granjas, atividades da igreja e funções escolares. As mulheres organizaram refeições partilhadas e eventos festivos, bem como visitas prolongadas entre famílias.

##### Infância
A infância na fronteira americana é um território contestado. Um grupo de estudiosos, seguindo o exemplo dos romancistas Willa Cather e Laura Ingalls Wilder, argumenta que o ambiente rural foi benéfico para a educação da criança. Os historiadores Katherine Harris e Elliott West escrevem que a educação rural permitiu que as crianças se libertassem das hierarquias urbanas de idade e gênero, promoveu a interdependência familiar e, no final, produziu crianças mais autossuficientes, móveis, adaptáveis, responsáveis, independentes e mais em contacto com a natureza do que os seus homólogos urbanos ou orientais. Por outro lado, as historiadoras Elizabeth Hampsten e Lillian Schlissel oferecem um retrato sombrio da solidão, da privação, do abuso e da exigência de trabalho físico desde tenra idade. Riney-Kehrberg assume uma posição intermediária.

#### Prostituição e jogos de azar
Os empresários abriram lojas e negócios para atender aos mineiros. Mundialmente famosas eram as casas de prostituição encontradas em todos os campos de mineração do mundo. A prostituição era uma indústria em crescimento que atraía profissionais do sexo de todo o mundo, atraídas pelo dinheiro, apesar das duras e perigosas condições de trabalho e do baixo prestígio. As mulheres chinesas eram frequentemente vendidas pelas suas famílias e levadas para os campos como prostitutas; eles tiveram que devolver seus ganhos para a família na China. Em Virginia City, Nevada, uma prostituta, Julia Bulette, foi uma das poucas que alcançou o status de "respeitável". Ela cuidou de vítimas de uma epidemia de gripe; isso deu-lhe aceitação na comunidade e o apoio do xerife. Os habitantes da cidade ficaram chocados quando ela foi assassinada em 1867; eles deram a ela um funeral luxuoso e rapidamente julgaram e enforcaram seu agressor. Até a década de 1890, as mulheres dirigiam predominantemente os negócios, após o que os cafetões do sexo masculino assumiram o controle, e o tratamento dispensado às mulheres geralmente diminuiu. Não era incomum que os bordéis nas cidades ocidentais funcionassem abertamente, sem o estigma das cidades da Costa Leste. O jogo e a prostituição eram fundamentais para a vida nestas cidades ocidentais, e só mais tarde – à medida que a população feminina aumentava, os reformadores se instalavam e outras influências civilizatórias chegavam – é que a prostituição se tornou menos flagrante e menos comum. Depois de cerca de uma década, as cidades mineiras atraíram mulheres respeitáveis que administravam pensões, organizaram sociedades religiosas, trabalharam como lavadeiras e costureiras e lutaram por status independente.
Sempre que um novo assentamento ou campo de mineração começava, um dos primeiros edifícios ou tendas erguidas seria um salão de jogos. À medida que a população crescia, as salas de jogos eram normalmente os edifícios maiores e mais ricamente decorados de qualquer cidade e muitas vezes abrigavam um bar, palco para entretenimento e quartos de hotel para os hóspedes. Estes estabelecimentos foram uma força motriz da economia local e muitas cidades mediram a sua prosperidade pelo número de salas de jogo e jogadores profissionais que possuíam. As cidades que eram amigáveis ao jogo eram normalmente conhecidas pelos esportes como "totalmente despertas" ou "totalmente abertas". Cidades pecuárias no Texas, Oklahoma, Kansas e Nebraska tornaram-se famosos centros de jogos de azar. Os cowboys vinham acumulando seus salários e adiando seus prazeres até finalmente chegarem à cidade com dinheiro para apostar. Abilene, Dodge City, Wichita, Omaha e Kansas City tinham uma atmosfera favorável aos jogos. Tal atmosfera também provocava problemas e essas cidades também desenvolveram reputações como lugares perigosos e sem lei.

#### Lei e ordem

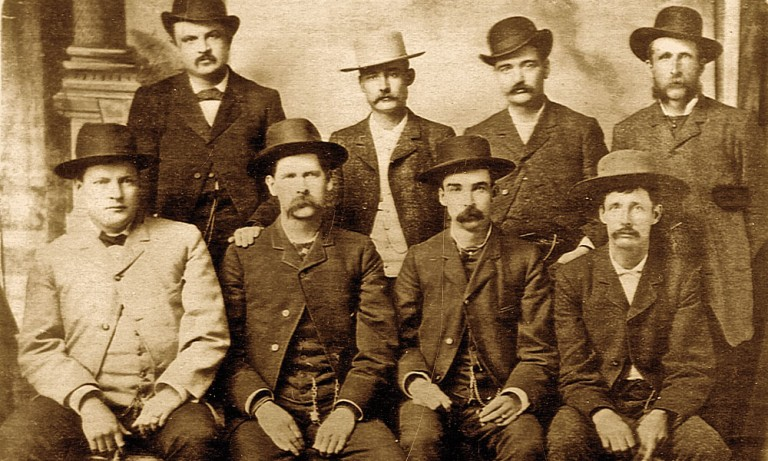
A "Comissão de Paz de Dodge City", 10 de junho de 1883. (Em pé a partir da esquerda) William H. Harris (1845–1895), Luke Short (1854–1893), William "Bat" Masterson (1853–1921), William F. Petillon (1846–1917), (sentado a partir da esquerda) Charlie Bassett (1847–1896), Wyatt Earp (1848–1929), Michael Francis “Frank” McLean (1854–1902), Cornelius “Neil” Brown (1844–1926). Foto de Charles A. Conkling.
O historiador Waddy W. Moore usa registros judiciais para mostrar que na fronteira escassamente povoada do Arkansas, a ilegalidade era comum. Ele distinguiu dois tipos de crimes: não profissionais (duelos, crimes de embriaguez, venda de uísque aos indígenas, corte de árvores em terras federais) e profissionais (furto, roubo em rodovias, falsificação). Os criminosos encontraram muitas oportunidades para roubar os bens das famílias pioneiras, enquanto os poucos homens da lei com recursos insuficientes tiveram grande dificuldade em detectar, prender, deter e condenar os transgressores. Os bandidos, normalmente em grupos de dois ou três, raramente atacavam diligências com um guarda carregando uma espingarda de cano duplo serrado; revelou-se menos arriscado roubar carroceiros, pessoas a pé e cavaleiros solitários, enquanto os próprios assaltos a bancos eram mais difíceis de realizar devido à segurança do estabelecimento. Segundo o historiador Brian Robb, a primeira forma de crime organizado na América nasceu das gangues do Velho Oeste.
Quando os criminosos eram condenados, a punição era severa. Além do ocasional xerife e marechal ocidental, havia outras agências de aplicação da lei em toda a fronteira americana, como os Texas Rangers. Estes homens da lei não foram apenas fundamentais para manter a paz, mas também para proteger os habitantes locais das ameaças nativas e mexicanas na fronteira. A aplicação da lei tendeu a ser mais rigorosa nas cidades do que nas áreas rurais. A aplicação da lei enfatizou mais a manutenção da estabilidade do que o combate armado, concentrando-se na embriaguez, desarmando cowboys que violaram decretos de controle de armas e lidando com violações flagrantes das leis de jogo e prostituição.

Dykstra argumenta que a imagem violenta das cidades pecuárias no cinema e na ficção é em grande parte um mito. A verdadeira Dodge City, diz ele, era a sede do comércio de peles de búfalo das Planícies do Sul e uma das principais cidades pecuárias do Oeste, um ponto de venda e embarque do gado que chegava do Texas. Ele afirma que existe uma "segunda Dodge City" que pertence ao imaginário popular e prospera como uma metáfora cultural para a violência, o caos e a depravação. Para o vaqueiro que chegava com o dinheiro na mão depois de dois meses de trilha, a cidade era emocionante. Uma testemunha ocular contemporânea de Hays City, Kansas, pinta uma imagem vívida desta cidade pecuária:
Hays City à luz do lampião era notavelmente animada, mas não muito moral. As ruas brilhavam com o reflexo dos bares, e uma olhada lá dentro mostrava andares lotados de dançarinos, as mulheres alegremente vestidas se esforçando para se esconder com fitas e pintar as linhas terríveis que aquele artista sombrio, Dissipação, adora desenhar em tais rostos... Para a música dos violinos e o bater dos pés a dança continuou, e vimos no vertiginoso labirinto velhos que deviam estar fazendo piruetas bem na beira de seus túmulos.
Foi reconhecido que a representação popular de Dodge City no cinema e na ficção carrega um toque de verdade, já que o crime com armas de fogo era galopante na cidade antes do estabelecimento de um governo local. Contudo, pouco depois de os residentes da cidade estabelecerem oficialmente o seu primeiro governo municipal, foi promulgada uma lei que proíbe armas de fogo escondidas e a criminalidade foi reduzida pouco depois. Leis semelhantes foram aprovadas em outras cidades fronteiriças para reduzir também a taxa de crimes com armas de fogo. Como observou Adam Wrinkler, professor de direito da UCLA:
O porte de armas dentro dos limites de uma cidade fronteiriça era geralmente proibido. Leis que proibiam as pessoas de portar armas eram comuns, de Dodge City a Tombstone. Quando os residentes de Dodge City formaram seu governo municipal, uma das primeiras leis promulgadas foi a proibição do transporte oculto. A proibição foi logo depois expandida para transporte aberto também. A imagem hollywoodiana do pistoleiro marchando pela cidade com dois Colts na cintura é apenas isso: uma imagem hollywoodiana, criada por seu efeito dramático.
Tombstone, Arizona, foi uma cidade mineira turbulenta que floresceu por mais tempo do que a maioria, de 1877 a 1929. A prata foi descoberta em 1877 e em 1881 a cidade tinha uma população de mais de 10.000 habitantes. Em 1879, os recém-chegados irmãos Earp compraram ações na mina Vizina, direitos de água e concessões de jogos de azar, mas Virgil, Wyatt e Morgan Earp obtiveram cargos em momentos diferentes como legisladores federais e locais. Depois de mais de um ano de ameaças e rixas, eles, junto com Doc Holliday, mataram três bandidos no Tiroteio no O.K. Corral, o tiroteio mais famoso do Velho Oeste. Na sequência, Virgil Earp foi mutilado em uma emboscada e Morgan Earp foi assassinado enquanto jogava bilhar. Wyatt e outros, incluindo seus irmãos James Earp e Warren Earp, perseguiram aqueles que acreditavam serem responsáveis em uma vingança extralegal e mandados foram emitidos para sua prisão no assassinato de Frank Stilwell. Os Cochise County Cowboys foram um dos primeiros sindicatos do crime organizado nos Estados Unidos, e sua morte veio nas mãos de Wyatt Earp.
Contadores de histórias e cineastas ocidentais apresentaram o tiroteio em muitas produções ocidentais. O romance Tombstone (1927), de Walter Noble Burns, tornou Earp famoso. Hollywood celebrou os dias da lápide de Earp com My Darling Clementine de John Ford (1946), Gunfight at the O.K. Corral de John Sturges (1957) e Hour of the Gun (1967), Doc de Frank Perry (1971), Tombstone de George Cosmatos (1993) e Lawrence Wyatt Earp de Kasdan (1994). Eles solidificaram a reputação moderna de Earp como o atirador mais mortal do Velho Oeste.

##### Banditismo
O principal tipo de banditismo foi conduzido pelos infames bandidos do Oeste, incluindo a gangue James-Younger, Billy the Kid, a Quadrilha dos Dalton, Black Bart, Sam Bass, Butch Cassidy's Wild Bunch e centenas de outros que atacavam bancos, trens, diligências e, em alguns casos, até transportes governamentais armados, como o Roubo de Wham Paymaster e o Roubo de Skeleton Canyon. Alguns dos bandidos, como Jesse James, foram produtos da violência da Guerra Civil (James viajou com os Quantrill's Raiders) e outros tornaram-se bandidos durante tempos difíceis na indústria pecuária. Muitos eram desajustados e vagabundos que vagavam pelo Oeste evitando a lei. Nas áreas rurais Joaquín Murietta, Jack Powers, Augustine Chacon e outros bandidos aterrorizaram o estado. Quando gangues de bandidos estavam próximos, as cidades ocasionalmente formavam um destacamento para expulsá-los ou capturá-los. Vendo que a necessidade de combater os bandidos era uma oportunidade de negócio crescente, Allan Pinkerton ordenou que a sua Agência Nacional de Detetives, fundada em 1850, abrisse filiais no Oeste, e eles entraram no negócio de perseguir e capturar bandidos. Para se refugiarem da lei, os bandidos usariam as vantagens do campo aberto, das passagens remotas e das badlands para se esconder. Embora alguns assentamentos e cidades na fronteira também abriguem bandidos e criminosos, que eram chamados de "cidades fora da lei".
O banditismo foi um grande problema na Califórnia depois de 1849, quando milhares de jovens separados da família ou da comunidade se mudaram para uma terra com poucos mecanismos de aplicação da lei. Para combater isso, o Comitê de Vigilância de São Francisco foi criado para dar julgamentos e sentenças de morte a infratores conhecidos. Como tal, outros assentamentos anteriores criaram as suas agências privadas para proteger as comunidades devido à falta de estabelecimentos de manutenção da paz. Esses comitês de vigilância refletiam diferentes ocupações na fronteira, como clubes de terras, associações de pecuaristas e acampamentos de mineração. Comitês de vigilância semelhantes também existiam no Texas, e seu principal objetivo era acabar com a ilegalidade e livrar as comunidades de bandidos e ladrões. Esses comitês às vezes formavam o governo da multidão para grupos privados de vigilantes, mas geralmente eram compostos por cidadãos responsáveis que queriam apenas manter a ordem. Os criminosos capturados por estes comités de vigilância foram tratados cruelmente; muitas vezes enforcado ou fuzilado sem qualquer forma de julgamento.
Os civis também pegaram em armas para se defenderem no Velho Oeste, às vezes aliando-se a homens da lei (Assalto a Banco de Coffeyville) ou aliando-se a bandidos (Batalha de Ingalls). Na fronteira pós-Guerra Civil, mais de 523 brancos, 34 negros e 75 outros foram vítimas de linchamento. No entanto, os casos de linchamento no Velho Oeste não foram causados principalmente pela ausência de um sistema legal, mas também pela classe social. O historiador Michael J. Pfeifer escreve: "Ao contrário do entendimento popular, os primeiros linchamentos territoriais não resultaram da ausência ou distância da aplicação da lei, mas sim da instabilidade social das primeiras comunidades e da sua disputa por propriedade, estatuto e definição de direitos sociais."

##### Vendetas

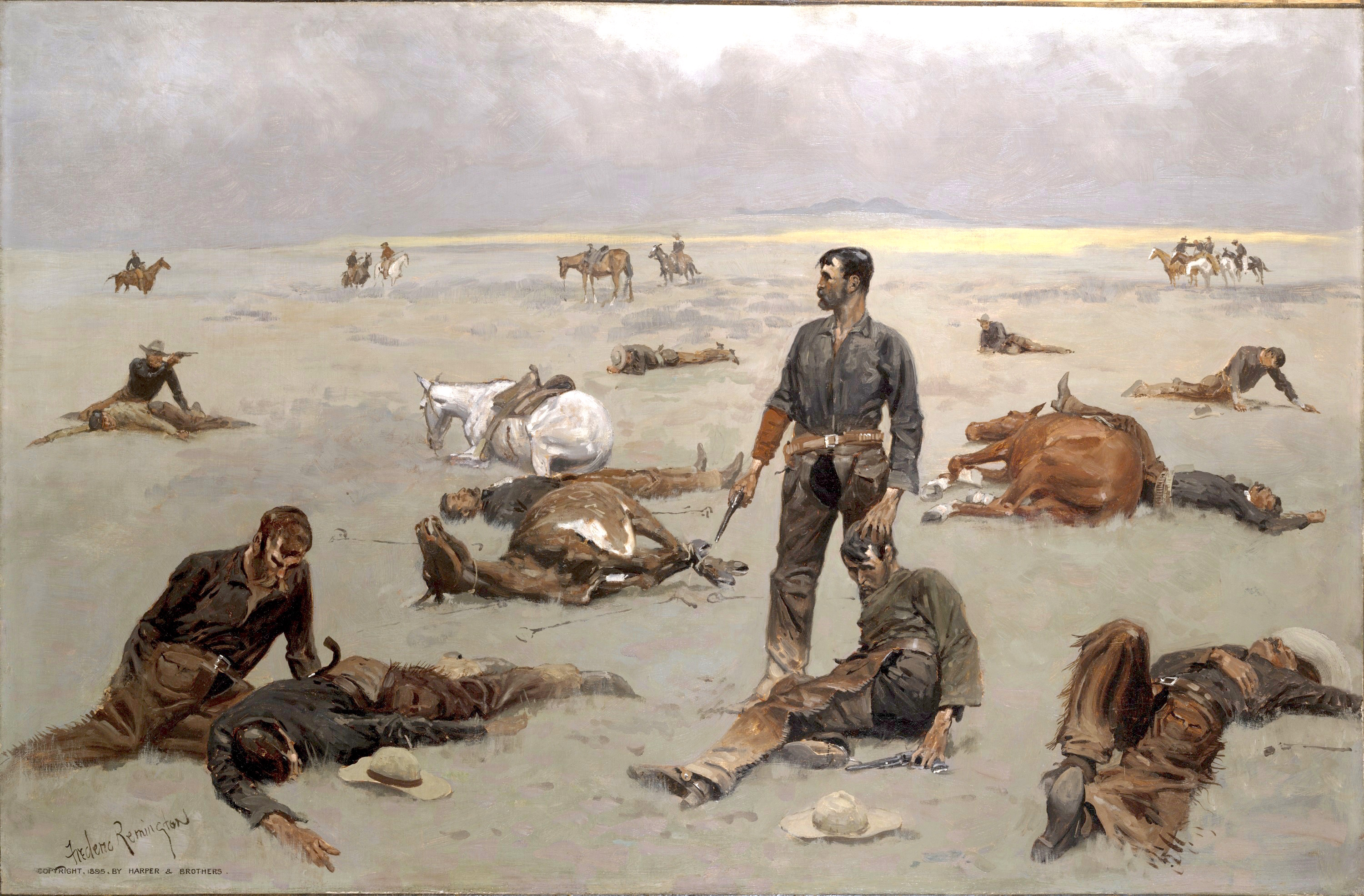
What An Unbranded Cow Has Cost, de Frederic Remington, que retrata as consequências de uma guerra entre cowboys e supostos ladrões. 1895

As Range wars foram conflitos armados infames que ocorreram no "campo aberto" da fronteira americana. O tema destes conflitos foi o controle de terras livremente utilizadas para agricultura e pastagem de gado que deu nome ao conflito. As guerras de alcance tornaram-se mais comuns no final da Guerra Civil Americana, e vários conflitos foram travados, como a Guerra de Pleasant Valley, Guerra do Condado de Johnson, Guerra de Pecos, Guerra do Condado de Mason, Guerra do Condado de Colorado, Guerra de Corte de Cerca, Guerra do Condado de Colfax, Guerra de Castaic Range, Ataque de Spring Creek, Porum Range War, rivalidade Barber-Mizell, Guerra do Sal de San Elizario e outros. Durante uma guerra em Montana, um grupo de vigilantes chamado Stuart's Stranglers, formado por pecuaristas e cowboys, matou até 20 criminosos e invasores somente em 1884. Em Nebraska, o criador de gado Isom Olive liderou uma guerra de alcance em 1878 que matou vários colonos em linchamentos e tiroteios antes de eventualmente levar ao seu próprio assassinato. Outro tipo infame de conflito a céu aberto foram as Guerras das Ovelhas, que foram travadas entre criadores de ovelhas e criadores de gado pelos direitos de pastoreio e ocorreram principalmente no Texas, Arizona e na região fronteiriça de Wyoming e Colorado. Na maioria dos casos, o envolvimento militar formal foi utilizado para pôr rapidamente fim a estes conflitos. Outros conflitos por terras e territórios também foram travados, como a Guerra Regulador-Moderador, Problemas de Cortina, Guerra de Las Cuevas e a Guerra dos Bandidos.
Vendetas envolvendo famílias e linhagens também ocorreram muito na fronteira. Dado que as agências privadas e os comités de vigilância substituem os tribunais adequados, muitas famílias inicialmente dependiam de si próprias e das suas comunidades para a sua segurança e justiça. Essas guerras incluem a Guerra do Condado de Lincoln, a Guerra Tutt-Everett, a Rivalidade Flynn-Doran, a Rivalidade Early-Hasley, a Guerra Brooks-Baxter, a Rivalidade Sutton-Taylor, a Rivalidade Horrell Brothers, a Rivalidade Brooks-McFarland, a Rivalidade Reese-Townsend e a Vendeta de Earp Ride.

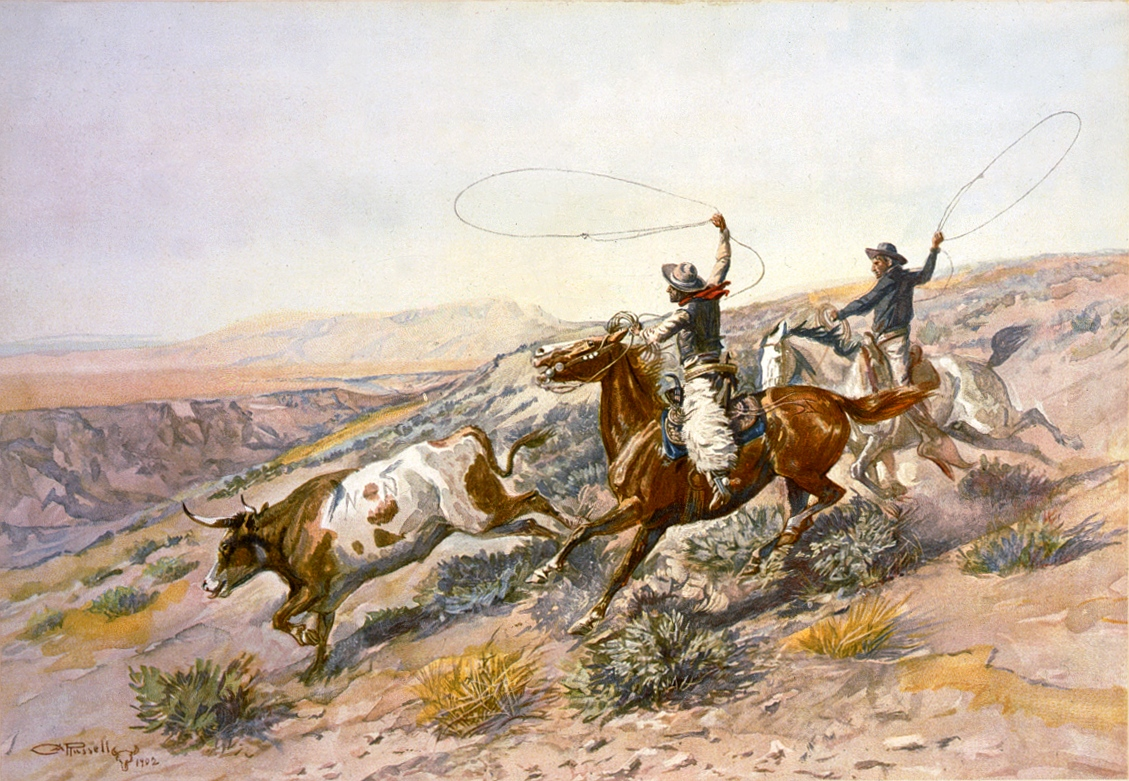
Uma imagem clássica do cowboy americano, retratado por C. M. Russell

#### Gado
O fim dos rebanhos de bisões abriu milhões de acres para a pecuária. Os pecuaristas espanhóis introduziram a pecuária e o gado longhorn no sudoeste no século XVII, e os homens que trabalhavam nas fazendas, chamados de "vaqueros", foram os primeiros "cowboys" no Oeste. Após a Guerra Civil, os fazendeiros do Texas criaram grandes rebanhos de gado longhorn. As estações ferroviárias mais próximas ficavam a 800 ou mais milhas (1300+ km) ao norte em Kansas (Abilene, Kansas City, Dodge City e Wichita). Assim, uma vez engordados, os fazendeiros e seus vaqueiros conduziram os rebanhos para o norte, ao longo das trilhas Western, Chisholm e Shawnee. O gado foi enviado para Chicago, St. Louis e pontos ao leste para abate e consumo nas cidades de rápido crescimento. A Trilha Chisholm, traçada pelo pecuarista Joseph McCoy ao longo de uma antiga trilha marcada por Jesse Chisholm, era a principal artéria do comércio de gado, transportando mais de 1,5 milhões de cabeças de gado entre 1867 e 1871 ao longo das 800 miles (1.300 km) do sul do Texas até Abilene, Kansas. As longas viagens eram traiçoeiras, especialmente atravessando águas como o Brazos e o Rio Vermelho e quando tinham que se defender de nativos e ladrões que procuravam fugir com seu gado. Uma viagem típica levaria de três a quatro meses e conteria duas milhas (3 km) de gado seis lado a lado. Apesar dos riscos, uma campanha bem-sucedida revelou-se muito lucrativa para todos os envolvidos, já que o preço de um novilho era de US$ 4 no Texas e US$ 40 no Leste.
Nas décadas de 1870 e 1880, as fazendas de gado expandiram-se mais ao norte para novas pastagens e substituíram os rebanhos de bisões em Wyoming, Montana, Colorado, Nebraska e no território de Dakota, usando os trilhos para enviar navios para ambas as costas. Muitas das maiores fazendas pertenciam a financiadores escoceses e ingleses. A maior fazenda de gado de todo o Oeste pertencia ao americano John W. Iliff, "rei do gado das planícies", operando no Colorado e Wyoming. Gradualmente, os longhorns foram substituídos pelas raças britânicas Hereford e Angus, introduzidas por colonos do Noroeste. Embora menos resistentes e mais propensas a doenças, essas raças produziam carne bovina com melhor sabor e amadureciam mais rapidamente.
O financiamento para a indústria pecuária veio em grande parte de fontes britânicas, à medida que os investidores europeus se empenhavam numa extravagância especulativa - uma "bolha". Graham conclui que a mania foi fundada em oportunidades genuínas, bem como em "exagero, credulidade, comunicações inadequadas, desonestidade e incompetência". Um inverno rigoroso engolfou as planícies no final de 1886 e até meados de 1887, prendendo a grama da pradaria sob o gelo e a neve com crostas que os rebanhos famintos não conseguiam penetrar. Os britânicos perderam a maior parte do seu dinheiro – tal como fizeram investidores orientais como Theodore Roosevelt, mas os seus investimentos criaram uma grande indústria que continua a passar por períodos de expansão e recessão.
Numa escala muito menor, o pastoreio de ovelhas era popular localmente; as ovelhas eram mais fáceis de alimentar e precisavam de menos água. No entanto, os americanos não comiam carne de carneiro. À medida que os agricultores se deslocavam para áreas abertas, a pecuária chegou ao fim e foi substituída por extensões de arame farpado onde a água, a criação, a alimentação e o pastoreio podiam ser controlados. Isto levou a “guerras de cercas” que eclodiram devido a disputas sobre os direitos da água.

##### Cidades pecuaristas
Ancorando a crescente indústria pecuária das décadas de 1860 e 1870 estavam as cidades pecuárias do Kansas e do Missouri. Assim como as cidades mineiras da Califórnia e de Nevada, cidades pecuárias como Abilene, Dodge City e Ellsworth experimentaram um curto período de expansão e queda que durou cerca de cinco anos. As cidades pecuárias surgiriam à medida que os especuladores de terras se precipitassem à frente de uma linha ferroviária proposta e construíssem uma cidade e os serviços de apoio atraentes para os pecuaristas e os vaqueiros. Se as ferrovias obedecessem, as novas pastagens e a cidade de apoio garantiriam o comércio de gado. No entanto, ao contrário das cidades mineiras que em muitos casos se tornaram cidades fantasmas e deixaram de existir após o esgotamento do minério, as cidades pecuárias muitas vezes evoluíram da pecuária para a agricultura e continuaram depois de as pastagens se esgotarem.

### Conservação e ambientalismo

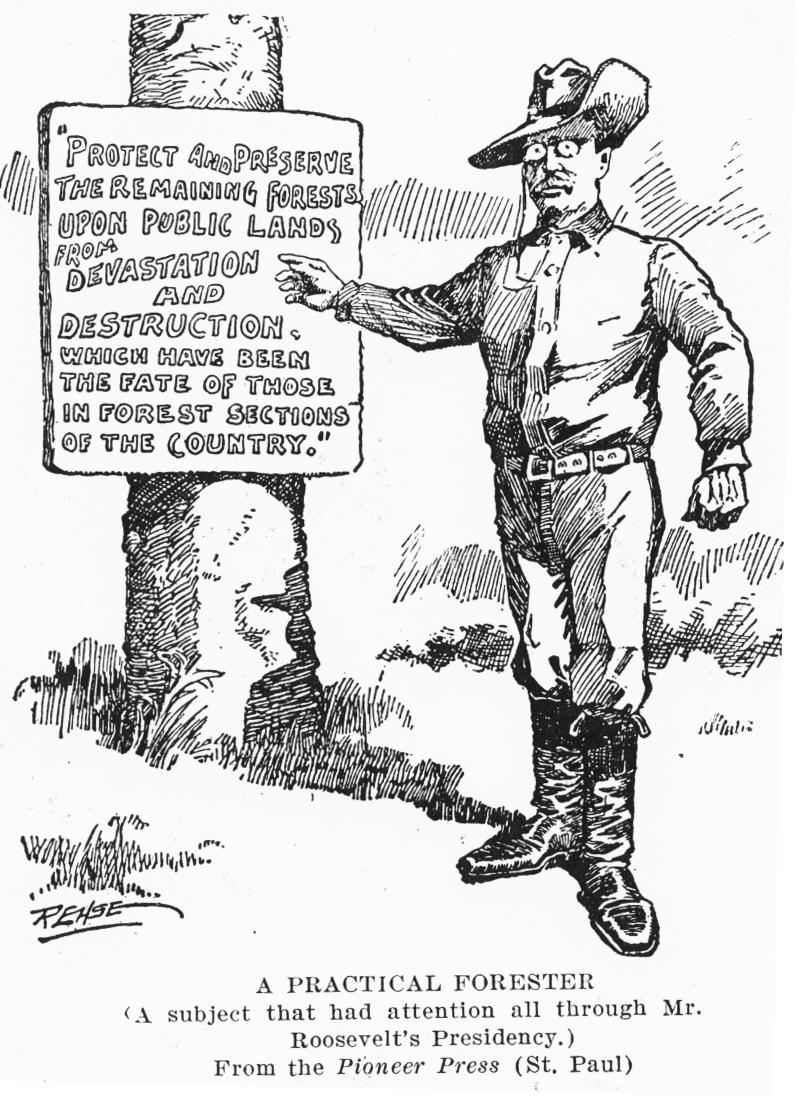
O cartoon editorial de 1908 do presidente Theodore Roosevelt apresenta sua personalidade de cowboy e sua cruzada pela conservação.

A preocupação com a proteção do meio ambiente tornou-se uma questão nova no final do século XIX, opondo diferentes interesses. Por um lado estavam as empresas madeireiras e carboníferas que apelavam à exploração máxima dos recursos naturais para maximizar o emprego, o crescimento económico e o seu próprio lucro.
No centro estavam os conservacionistas, liderados por Theodore Roosevelt e sua coalizão de praticantes de atividades ao ar livre, esportistas, observadores de pássaros e cientistas. Eles queriam reduzir o desperdício; enfatizou o valor da beleza natural para o turismo e da ampla vida selvagem para os caçadores; e argumentou que uma gestão cuidadosa não só melhoraria estes objectivos, mas também aumentaria os benefícios económicos a longo prazo para a sociedade através da colheita planeada e da protecção ambiental. Roosevelt trabalhou toda a sua carreira para colocar a questão no topo da agenda nacional. Ele estava profundamente comprometido com a conservação dos recursos naturais. Ele trabalhou em estreita colaboração com Gifford Pinchot e usou a Lei de Recuperação de Newlands de 1902 para promover a construção federal de barragens para irrigar pequenas fazendas e colocou 230 milhões de acres (360.000 mi2 ou 930.000 km2) sob proteção federal. Roosevelt reservou mais terras federais, parques nacionais e reservas naturais do que todos os seus antecessores juntos.

Roosevelt explicou sua posição em 1910:
Conservação significa tanto desenvolvimento quanto proteção. Reconheço o direito e o dever desta geração de desenvolver e utilizar os recursos naturais da nossa terra, mas não reconheço o direito de desperdiçá-los, ou de roubar, através de um uso desperdiçado, as gerações que virão depois de nós.
O terceiro elemento, inicialmente mais pequeno, mas que cresceu rapidamente depois de 1870, foram os ambientalistas que honraram a natureza por si mesma e rejeitaram o objectivo de maximizar os benefícios humanos. Seu líder era John Muir (1838–1914), um autor amplamente lido, naturalista e pioneiro defensor da preservação da natureza selvagem por si só, e fundador do Sierra Club. Muir, um escocês-americano radicado na Califórnia, começou em 1889 a organizar apoio para preservar as sequóias no Vale de Yosemite; O Congresso aprovou o projeto de lei do Parque Nacional de Yosemite (1890). Em 1897, o presidente Grover Cleveland criou treze florestas protegidas, mas os interesses madeireiros fizeram o Congresso cancelar a mudança. Muir, assumindo a personalidade de um profeta do Antigo Testamento, fez uma cruzada contra o madeireiro, retratando-o como uma disputa "entre a justiça da paisagem e o diabo". Um mestre publicitário, os artigos da revista Muir, no Harper's Weekly (5 de junho de 1897) e no Atlantic Monthly mudaram a maré do sentimento público. Ele mobilizou a opinião pública para apoiar o programa de Roosevelt de reservar monumentos nacionais, reservas florestais nacionais e parques nacionais. No entanto, Muir rompeu com Roosevelt e especialmente com o presidente William Howard Taft na barragem Hetch Hetchy, que foi construída no Parque Nacional de Yosemite para fornecer água a São Francisco. O biógrafo Donald Worster diz: “Salvar a alma americana de uma rendição total ao materialismo foi a causa pela qual ele lutou”.

#### Búfalo

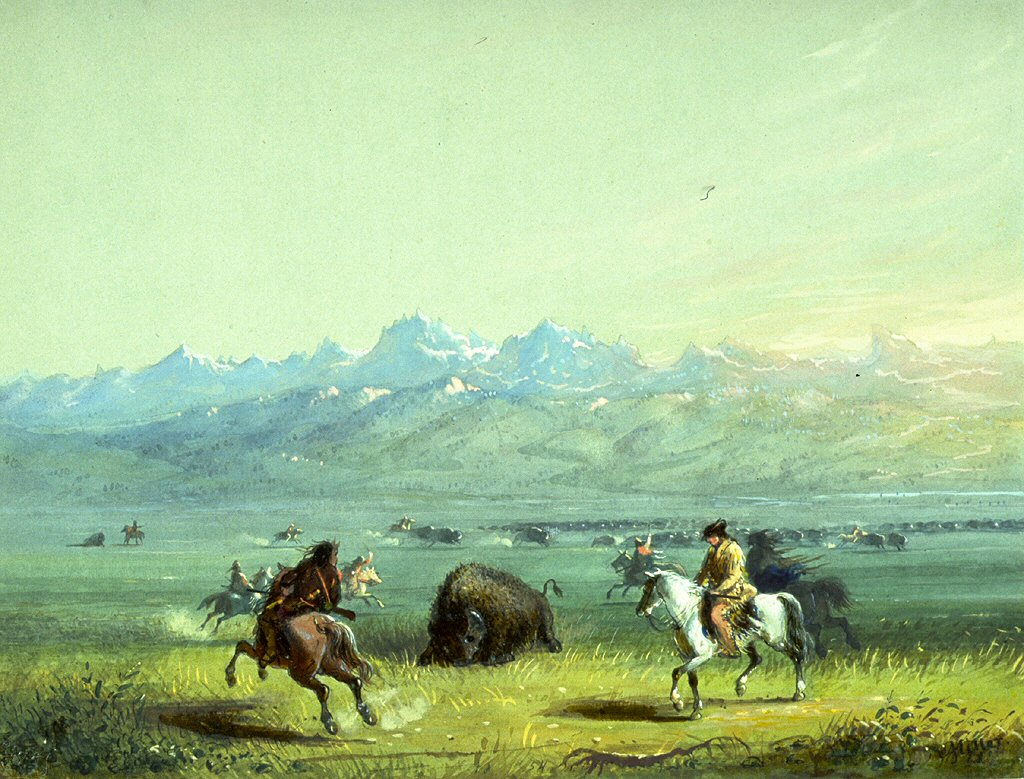
Wounded buffalo, de Alfred Jacob Miller

A ascensão da indústria pecuária e do vaqueiro está diretamente ligada ao desaparecimento dos enormes rebanhos de bisões - geralmente chamados de "búfalos". Depois de numerar mais de 25 milhões nas Grandes Planícies, os rebanhos herbívoros eram um recurso animal vital para os índios das planícies, fornecendo comida, peles para roupas e abrigo, e ossos para implementos. A perda de habitat, as doenças e a caça excessiva reduziram continuamente os rebanhos ao longo do século XIX, ao ponto de quase extinção. Os últimos 10-15 milhões morreram na década de 1872-1883; apenas 100 sobreviveram. As tribos que dependiam dos búfalos não tiveram outra escolha senão aceitar a oferta do governo de reservas, onde o governo as alimentaria e abasteceria. Os conservacionistas fundaram a American Bison Society em 1905; pressionou o Congresso para estabelecer rebanhos públicos de bisões. Vários parques nacionais nos EUA e no Canadá foram criados, em parte para fornecer um santuário para bisões e outros animais selvagens de grande porte. A população de bisões atingiu 500.000 em 2003.

### Fim da fronteira americana
Após o censo dos EUA de 1890, o superintendente anunciou que não havia mais uma linha clara de avanço da colonização e, portanto, não havia mais uma fronteira contígua no território continental dos Estados Unidos. Porém, ao examinar os resultados da distribuição da população do censo dos EUA de 1900, a linha de fronteira contígua permanece. Mas, de acordo com o censo dos EUA de 1910, apenas zonas da fronteira permanecem sem uma linha clara para oeste, permitindo viajar através do continente sem nunca cruzar uma linha de fronteira.
Terras agrícolas virgens eram cada vez mais difíceis de encontrar depois de 1890 – embora as ferrovias anunciassem algumas no leste de Montana. Bicha mostra que quase 600.000 agricultores americanos procuraram terras baratas mudando-se para a fronteira das pradarias no oeste canadense de 1897 a 1914. No entanto, cerca de dois terços deles ficaram desiludidos e regressaram aos EUA. Apesar disso, os homesteaders reivindicaram mais terras nas primeiras duas décadas do século XX do que no século XIX. Os Homestead Acts e a proliferação de ferrovias são frequentemente considerados factores importantes na redução da fronteira, ao trazerem de forma eficiente os colonos e a infra-estrutura necessária. O aumento do tamanho das concessões de terras de 160 para 320 acres em 1909 e depois das pastagens para 640 acres em 1916 acelerou esse processo. O arame farpado também visa reduzir o alcance aberto tradicional. Além disso, a crescente adoção de automóveis e sua necessária rede de estradas adequadas, primeiro subsidiada pelo governo federal pela Lei de Ajuda Rodoviária Federal de 1916, solidificou o fim da fronteira.
A admissão de Oklahoma como estado em 1907, após a combinação do Território de Oklahoma e do último Território Indígena remanescente, e dos territórios do Arizona e do Novo México como estados em 1912, marca o fim da história da fronteira para muitos estudiosos. Porém, devido às suas populações baixas e desiguais durante este período, o território fronteiriço permaneceu entretanto. É claro que alguns episódios típicos de fronteira ainda aconteceram, como o último roubo de diligência ocorrido na fronteira restante de Nevada em dezembro de 1916. Um período conhecido como "A Guerra Civil Ocidental de Incorporação", que muitas vezes foi violento, durou de 1850 a 1919.
A Revolução Mexicana também levou a um conflito significativo que atravessou a fronteira entre os EUA e o México, que ainda estava principalmente dentro do território fronteiriço, conhecido como Guerra da Fronteira Mexicana (1910-1919). Os pontos críticos incluíram a Batalha de Colombo (1916) e a Expedição Punitiva (1916–1917). A Guerra dos Bandidos (1915–1919) envolveu ataques direcionados contra colonos texanos. Além disso, escaramuças envolvendo nativos aconteceram tão tarde quanto a Guerra do Blefe (1914–1915) e a Guerra Posey (1923).
O Alasca não foi admitido como estado até 1959. O espírito e o enredo da “fronteira americana” haviam chegado ao fim.

## Povo da fronteira americana

### Cowboys

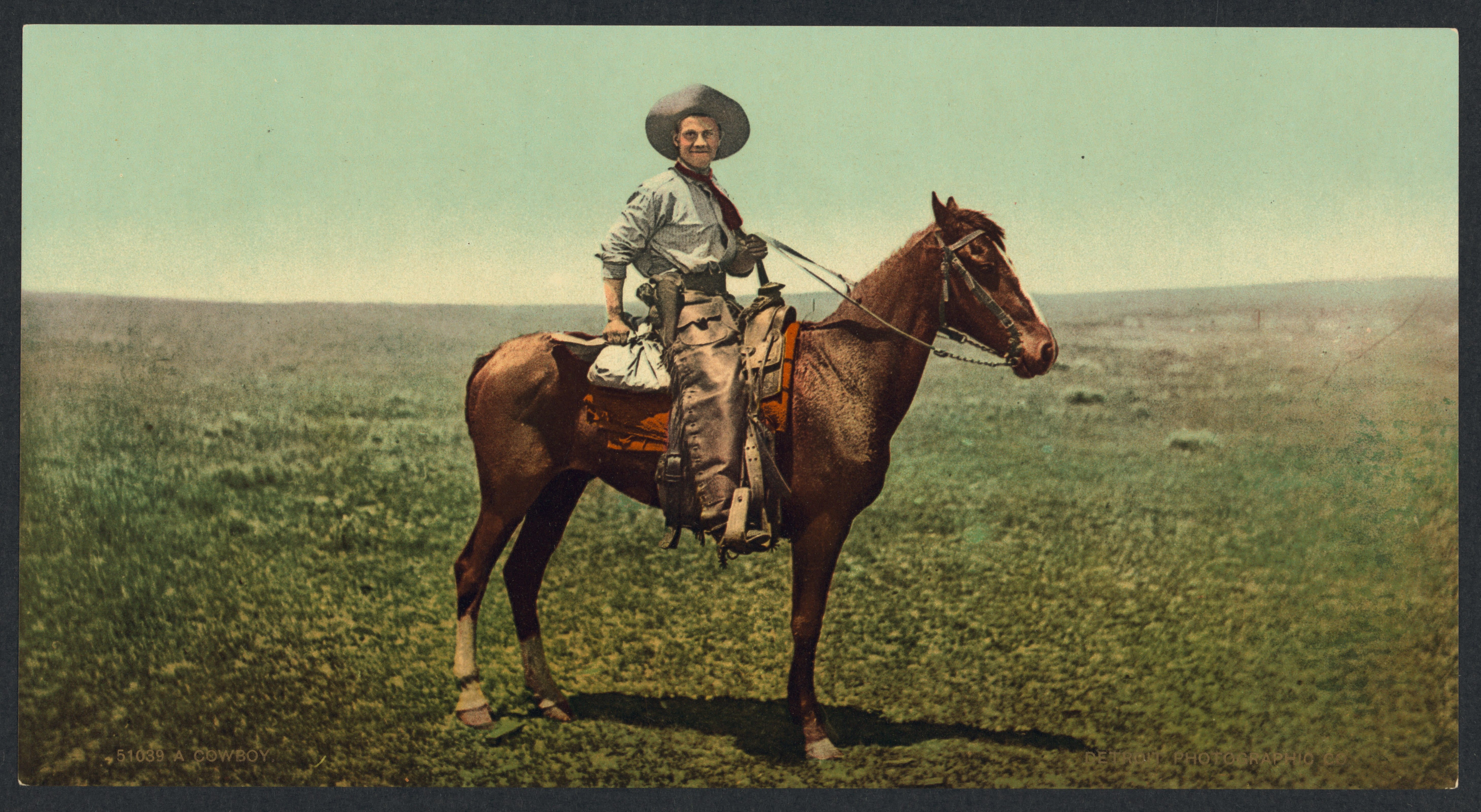
Um típico cowboy americano c. 1898-1905

No centro do mito e da realidade do Oeste está o cowboy americano. Na verdade, a vida de um cowboy era difícil e girava em torno de duas rondas anuais, na primavera e no outono, as subsequentes idas ao mercado e o tempo livre nas cidades pecuárias, gastando o dinheiro suado em comida, roupas, armas de fogo, jogos de azar e prostituição. Durante o inverno, muitos vaqueiros alugavam-se em fazendas próximas às cidades pecuárias, onde reparavam e mantinham equipamentos e edifícios. Trabalhar o gado não era apenas um trabalho rotineiro, mas também um estilo de vida que exultava na liberdade do ar livre a cavalo. Longas viagens contrataram um vaqueiro por cerca de 250 cabeças de gado. Os bares eram onipresentes (fora do Mormonismo), mas na trilha os cowboys eram proibidos de beber álcool. Freqüentemente, os vaqueiros contratados eram treinados e conhecedores de seu ofício, como pastorear, pecuária e proteger o gado. Para proteger seu rebanho de animais selvagens, nativos hostis e ladrões, os cowboys carregavam consigo seu armamento icônico, como a faca Bowie, o laço, o chicote, revólveres, rifles e espingardas.
Muitos dos cowboys eram veteranos da Guerra Civil; um grupo diversificado, incluía negros, hispânicos, nativos americanos e imigrantes de muitas terras. Os primeiros cowboys do Texas aprenderam seu ofício, adaptaram suas roupas e adotaram o jargão dos vaqueros ou "buckaroos" mexicanos, herdeiros dos pecuaristas espanhóis do centro-sul da Espanha. Chaps, as pesadas calças protetoras de couro usadas pelos cowboys, receberam o nome do espanhol "chaparreras", e o laço, ou corda, foi derivado de "la reata". Todas as roupas distintas do cowboy - botas, selas, chapéus, calças, polainas, capas impermeáveis, bandanas, luvas e camisas sem gola - eram práticas e adaptáveis, projetadas para proteção e conforto. O chapéu de cowboy rapidamente desenvolveu a capacidade, mesmo nos primeiros anos, de identificar quem o usava como alguém associado ao Oeste; passou a simbolizar a fronteira. A moda mais duradoura adaptada do cowboy, popular hoje em quase todo o mundo, são os "blue jeans", originalmente feitos pela Levi Strauss para os mineiros em 1850.
Antes de um passeio, as funções do vaqueiro incluíam passear pelo campo e reunir o gado disperso. O melhor gado seria selecionado, amarrado e marcado, e a maior parte do gado macho era castrado. O gado também precisava ser descornado, examinado e tratado para detectar infecções. Nas longas viagens, os vaqueiros tinham que manter o gado em movimento e alinhado. O gado tinha que ser vigiado dia e noite, pois era propenso a debandadas e extravios. Ao acampar todas as noites, os cowboys costumavam cantar para o rebanho para mantê-los calmos. A jornada de trabalho geralmente durava quatorze horas, com apenas seis horas de sono. Foi um trabalho cansativo e empoeirado, com apenas alguns minutos de relaxamento antes e no final de um longo dia. Na trilha, beber, jogar e brigar eram frequentemente proibidos e multados, e às vezes xingamentos também. Era um trabalho monótono e chato, com comida a condizer: bacon, feijão, pão, café, frutos secos e batatas. Em média, os cowboys ganhavam de US$ 30 a US$ 40 por mês. Por causa do pesado desgaste físico e emocional, era incomum um cowboy passar mais de sete anos no campo. À medida que a pecuária ao ar livre e as longas viagens deram lugar a fazendas cercadas na década de 1880, na década de 1890 os dias de glória do cowboy chegaram ao fim e os mitos sobre o cowboy de "vida livre" começaram a surgir.

### Mineiros

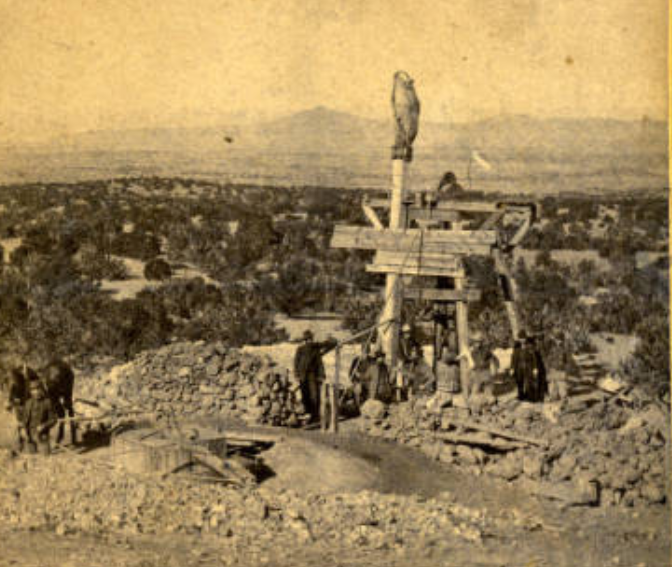
Um grupo de mineiros em Cerrillos Hills no final do século XIX

Em 1849, James W. Marshall estava construindo uma serraria para Sutter's Fort, às margens do American River, quando notou lascas de metal sob a roda d'água. Ele reconheceu que os flocos eram de ouro. Porém, a serraria que ele estava construindo não era dele, o que significa que quando terminasse de construir a serraria, seu cliente John Sutter também notaria. A notícia da existência de ouro no American River se espalhou rapidamente, levando a uma onda de migração para o oeste, para a Califórnia, na esperança de enriquecer. Este foi o início da Corrida do Ouro na Califórnia. A Corrida do Ouro na Califórnia teve benefícios positivos e negativos para a América. Simultaneamente, aumentou a população da Califórnia para quase 100.000 pessoas, o que ajudou na modernização da Califórnia, mas também reduziu a população de outros estados. As suas taxas de emprego também sofreram um impacto, à medida que as pessoas deixavam os seus empregos para poderem embarcar nas suas viagens. A Corrida do Ouro na Califórnia finalmente chegou ao fim em 1855. A extração do ouro do rio era feita por garimpo; com a maior parte da remoção de poeira normalmente feita por garimpeiros.
Mesmo depois da Corrida do Ouro na Califórnia, a mineração ainda era uma ocupação comum. A maioria das cidades nas montanhas provavelmente tinha uma mina. A maioria dos mineiros era pobre, pois a mineração era um trabalho que exigia muita mão-de-obra. Os mineiros usavam picaretas para explorar as montanhas. Eles extraíram ouro, zinco, cobre e outros metais. Esses metais foram vendidos a lojistas e pessoas ricas em troca de moeda. Os mineiros recebiam um salário de US$ 1,70 por dia.
Da mesma forma, outras corridas do ouro aconteceram em outros territórios à medida que outras expedições aconteciam. Eventos como a Corrida do Ouro de Black Hills no Território de Dakota seguindo a Expedição Black Hills. Ou a Corrida do Ouro de Pike's Peak no Território de Nebraska.

### Mulheres

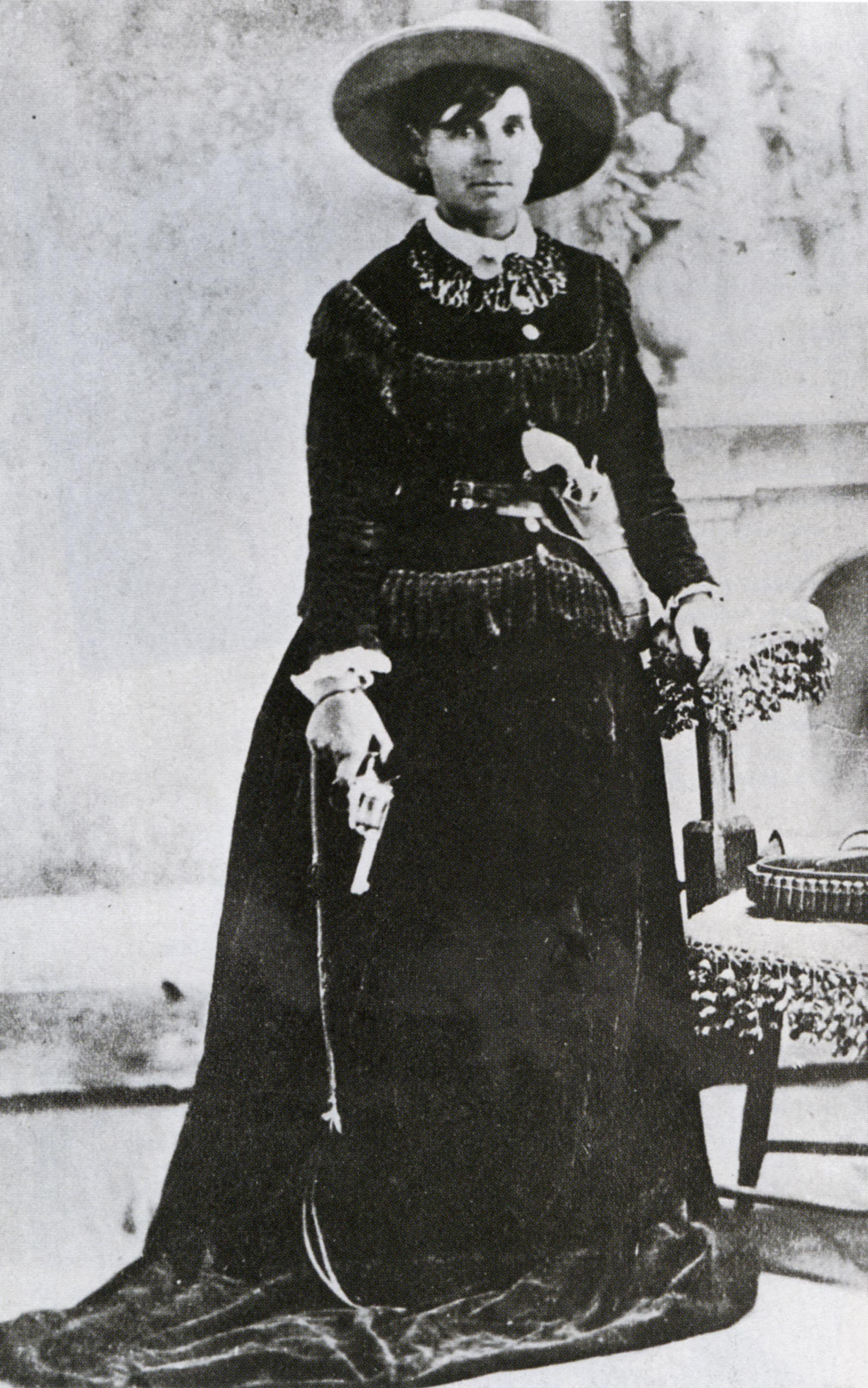
Belle Starr, mulher e fora-da-lei durante a Fronteira Americana. Ela é conhecida por sua morte a tiros.

As leis eram menos restritivas no Oeste para as mulheres brancas. Os estados ocidentais permitiram que as mulheres votassem muito antes dos estados orientais o fazerem e tinham leis de divórcio mais liberais. As mulheres das minorias não experimentaram as mesmas liberdades. As mulheres nativas foram forçadas a permanecer nas reservas, mas ainda assim tentaram manter o seu modo de vida e sustentar as suas famílias. As mulheres chinesas imigraram para trabalhar nas lavanderias, pousadas e salões dos campos de mineração. Alguns foram vendidos para trabalhar em campos de mineração pelas suas famílias empobrecidas na China. Algumas mulheres também foram forçadas a trabalhar na indústria do sexo.
A principal ocupação das mulheres era cuidar da casa e criar os filhos. As tarefas incluíam cozinhar, limpar, confeccionar roupas, jardinagem e ajudar na fazenda. Às vezes, as mulheres eram as únicas operadoras das fazendas. As mulheres também eram empresárias, administrando bares, pensões, lavanderias e pousadas. As mulheres independentes ganhavam a vida através do ensino ou do trabalho sexual. Nas cidades com indústrias dominadas pelos homens, como a exploração madeireira e a mineração, o desequilíbrio de género levou a diferentes papéis para as mulheres. As mulheres eram remuneradas pelo trabalho doméstico que tradicionalmente não era remunerado.
Algumas mulheres também ocupavam cargos predominantemente masculinos; havia vaqueiras, empresárias, pistoleiras e caçadoras de recompensas.
As mulheres tinham menos proteção legal em comparação com os homens.

### Lenhador
Ser lenhador era uma ocupação que exigia muita mão-de-obra. O trabalho era uma ocupação bastante comum nesta época, à semelhança dos mineiros e ferroviários, muitas pessoas seguiram estas carreiras, mas no final das contas era muito perigoso. Os madeireiros recebiam mais do que mineiros e ferroviários juntos, ganhando US$ 3,20 por dia.
Para derrubar árvores, os lenhadores contavam com muitas ferramentas para auxiliá-los no processo. Para derrubar árvores, eles enviavam vários madeireiros dependendo do tamanho da árvore. A partir daí, eles usariam machados de dupla face para cortar a base da árvore. Depois que a árvore desabou, se a árvore fosse grande demais para ser cortada com os machados de dupla face, eles usariam uma serra gigantesca chamada corte transversal. Essas serras podem ter mais de 3,6 metros de comprimento.
E para o transporte, eles flutuavam as toras rio abaixo (uma profissão conhecida como condução de toras) ou usavam uma carregadeira de rodas altas para levantar as toras enormes que eram amarradas com corda. Outra corda era amarrada aos bois, então os bois puxavam as toras para onde precisassem.

### Homens da fronteira
Os homens da fronteira foram os exploradores do Velho Oeste. Em 1803, Thomas Jefferson fechou o acordo de compra da Louisiana por 15 milhões de dólares. Com as 828.000 milhas quadradas de território conquistado. Ele enviou Meriwether Lewis e William Clark junto com outros 45 homens para explorar o novo território. A expedição deles pelo oeste dos Estados Unidos se transformou na famosa Expedição Lewis e Clark. Havia muitos perigos na trilha; eles tiveram que viajar para cima, transportar e atravessar rios, sofrer ferimentos, doenças, fome e defender-se de ursos pardos e tribos nativas americanas hostis. A expedição de Lewis e Clark ocorreu antes da era do Velho Oeste, mas foi um evento importante na história dos Estados Unidos e foi uma das principais razões pelas quais a era do Velho Oeste começou.
Além de Lewis e Clark, a era do Velho Oeste trouxe muitos outros homens da fronteira. Eles eram muito autossuficientes em comparação com os cidadãos normais. Eles limparam suas próprias terras, construíram seus próprios abrigos e cultivaram e procuraram alimentos. Seu estilo de vida nômade era prejudicial para a economia da América, pois o desemprego dificultava a circulação de mais dinheiro e as lojas estavam falindo por falta de clientes. Isto também causou disputas territoriais com os nativos americanos. Por exemplo, a chegada de Charles Bent ao Colorado causou a Revolta de Taos. Bent logo morreu devido a um ataque de vários guerreiros Pueblo.

### Pistoleiros
Os nomes e façanhas dos pistoleiros ocidentais tiveram um papel importante no folclore, na ficção e no cinema americanos. Suas armas e fantasias tornaram-se brinquedos infantis para tiroteios de faz de conta. As histórias tornaram-se imensamente populares na Alemanha e em outros países europeus, que produziram seus romances e filmes sobre a fronteira americana. A imagem de um Velho Oeste repleto de inúmeros tiroteios era um mito baseado em repetidos exageros. Os tiroteios reais no Velho Oeste eram mais episódicos, em vez de algo comum, mas quando os tiroteios ocorriam, a causa de cada um variava. Alguns foram simplesmente o resultado do calor do momento, enquanto outros foram rixas de longa data ou entre bandidos e homens da lei. Embora principalmente romantizado, houve casos de "empate rápido" que ocorreram, embora raramente, como o Duelo Wild Bill Hickok – Davis Tutt e o duelo entre Luke Short e Jim Courtright. Duelos fatais foram travados para defender a honra pessoal no Oeste. Os mais notáveis e conhecidos ocorreram no Arizona, Novo México, Kansas, Oklahoma e Texas. Para evitar tiroteios, cidades como Dodge City e Tombstone proibiram armas de fogo na cidade.

### Lugares aculturados

#### Oeste Espanhol
Em 1848, quando os EUA venceram a Guerra Mexicano-Americana, ganharam sete novos territórios: Califórnia, Arizona, Novo México, Texas, Colorado, Nevada e Utah. Esta foi uma das principais causas da era do Velho Oeste. Quando as pessoas se mudaram para as terras áridas subdesenvolvidas, uma cultura pura foi desenvolvida na América Ocidental. A cultura de Sonora também foi aculturada ao Velho Oeste.

#### Canadenses
Em 13 de junho de 1898, a Lei do Território de Yukon criou Yukon como um território canadense separado. Uma das cidades mais importantes da trilha, Dawson City, dava aos garimpeiros acesso às minas de ouro. causando a Corrida do Ouro de Klondike. A Trilha Klondike era um lugar perigoso; muitos animais silvestres atacaram os garimpeiros e doenças contagiosas se espalharam pela trilha. No total, mais de 1.000 morreram na trilha por diversas causas.

## Fronteira americana na cultura popular

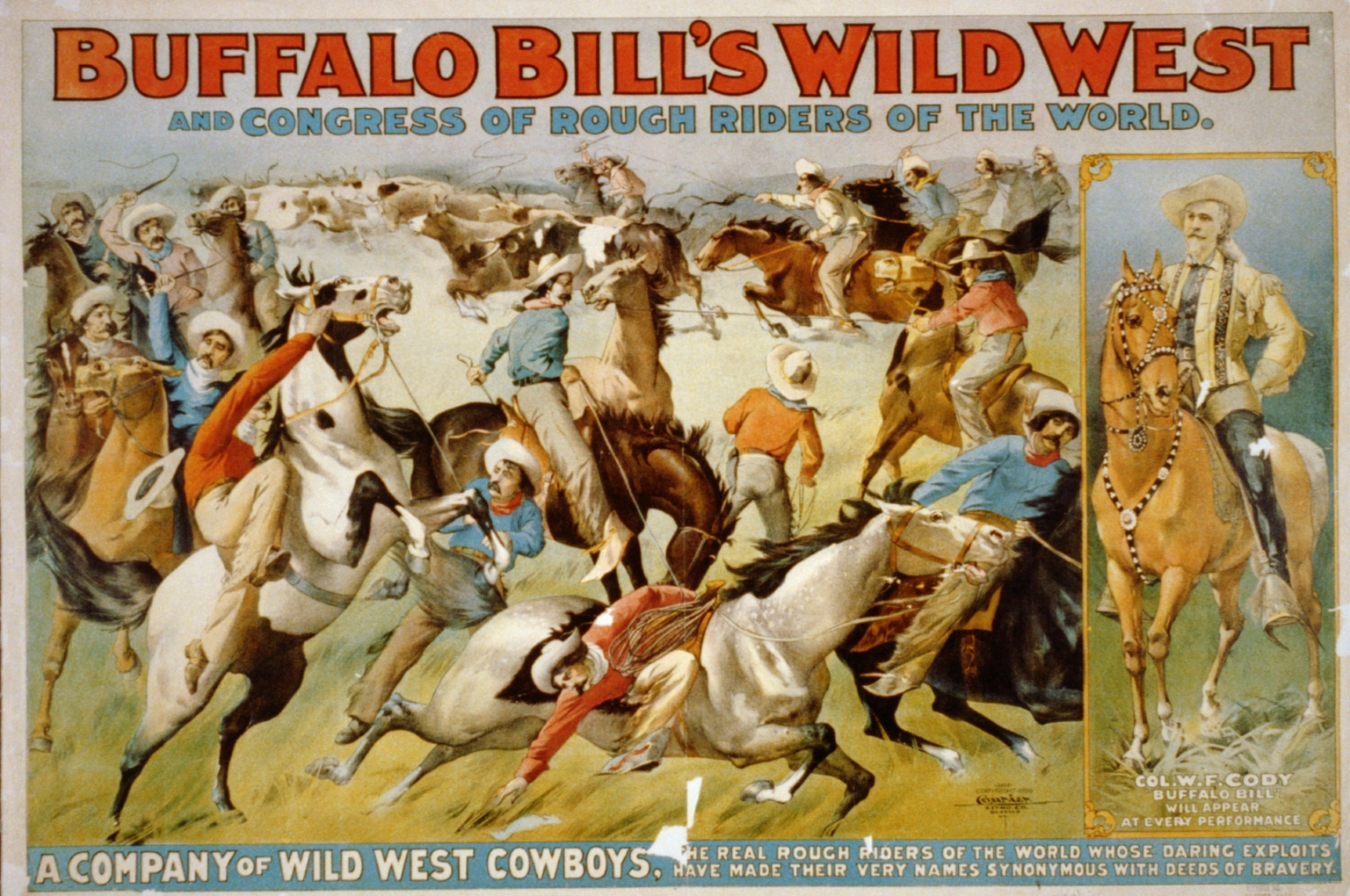
Pôster de um show do Velho Oeste de Buffalo Bill

A exploração, colonização, exploração e conflitos do "Velho Oeste Americano" formam uma tapeçaria única de eventos, que tem sido celebrada tanto por americanos como por estrangeiros - na arte, música, dança, romances, revistas, contos, poesia, teatro, videogames, filmes, rádio, televisão, música e tradição oral - que continua na era moderna. Beth E. Levy argumenta que o Oeste físico e mitológico inspirou os compositores Aaron Copland, Roy Harris, Virgil Thomson, Charles Wakefield Cadman e Arthur Farwell.
Os temas religiosos inspiraram muitos ambientalistas ao contemplarem o Oeste imaculado antes que os homens da fronteira violassem a sua espiritualidade. Na verdade, como demonstrou o historiador William Cronon, o conceito de "deserto" era altamente negativo e a antítese da religiosidade antes do movimento romântico do século XIX.
A Tese da Fronteira do historiador Frederick Jackson Turner, proclamada em 1893, estabeleceu as principais linhas da historiografia que moldaram os estudos por três ou quatro gerações e apareceram nos livros didáticos usados por praticamente todos os estudantes americanos.

### Popularizando a tradição western
A mitologização do Oeste começou com shows de menestréis e música popular na década de 1840. Durante o mesmo período, P. T. Barnum apresentou chefes nativos, danças e outras exposições do Velho Oeste em seus museus. No entanto, a conscientização em grande escala disparou quando o romance barato apareceu em 1859, sendo o primeiro Malaeska, the Indian Wife of the White Hunter. Ao simplificar a realidade e exagerar grosseiramente a verdade, os romances captaram a atenção do público com contos sensacionais de violência e heroísmo e fixaram na mente do público imagens estereotipadas de heróis e vilões - cowboys corajosos e nativos selvagens, homens da lei virtuosos e bandidos implacáveis, colonos corajosos e pecuaristas predadores. Milhões de cópias e milhares de títulos foram vendidos. Os romances dependiam de uma série de fórmulas literárias previsíveis que apelavam ao gosto das massas e muitas vezes eram escritos em poucos dias. O mais bem-sucedido de todos os romances baratos foi Seth Jones (1860), de Edward S. Ellis. As histórias de Ned Buntline glamorizaram Buffalo Bill Cody, e Edward L. Wheeler criou "Deadwood Dick" e "Hurricane Nell" enquanto apresentava Calamity Jane.
Buffalo Bill Cody foi o mais eficaz divulgador do Velho Oeste nos EUA e na Europa. Ele apresentou o primeiro show do "Velho Oeste" em 1883, apresentando uma recriação de batalhas famosas (especialmente Last Stand de Custer), pontaria especializada e demonstrações dramáticas de equitação por cowboys e nativos, bem como a certeira Annie Oakley.

Escritores e artistas de elite orientais do final do século 19 promoveram e celebraram a tradição ocidental. Theodore Roosevelt, usando seu chapéu de historiador, explorador, caçador, fazendeiro e naturalista, foi especialmente produtivo. Seu trabalho apareceu em revistas nacionais de luxo, como Harper's Weekly, com ilustrações dos artistas Frederic Remington, Charles M. Russell e outros. Os leitores compravam histórias cheias de ação de escritores como Owen Wister, transmitindo imagens vívidas do Velho Oeste. Remington lamentou o fim de uma era que ajudou a narrar quando escreveu:
Eu sabia que os cavaleiros selvagens e as terras vazias estavam prestes a desaparecer para sempre... Eu vi o fim vivo e respirante de três séculos americanos de fumaça, poeira e suor.

### Imagens do século XX

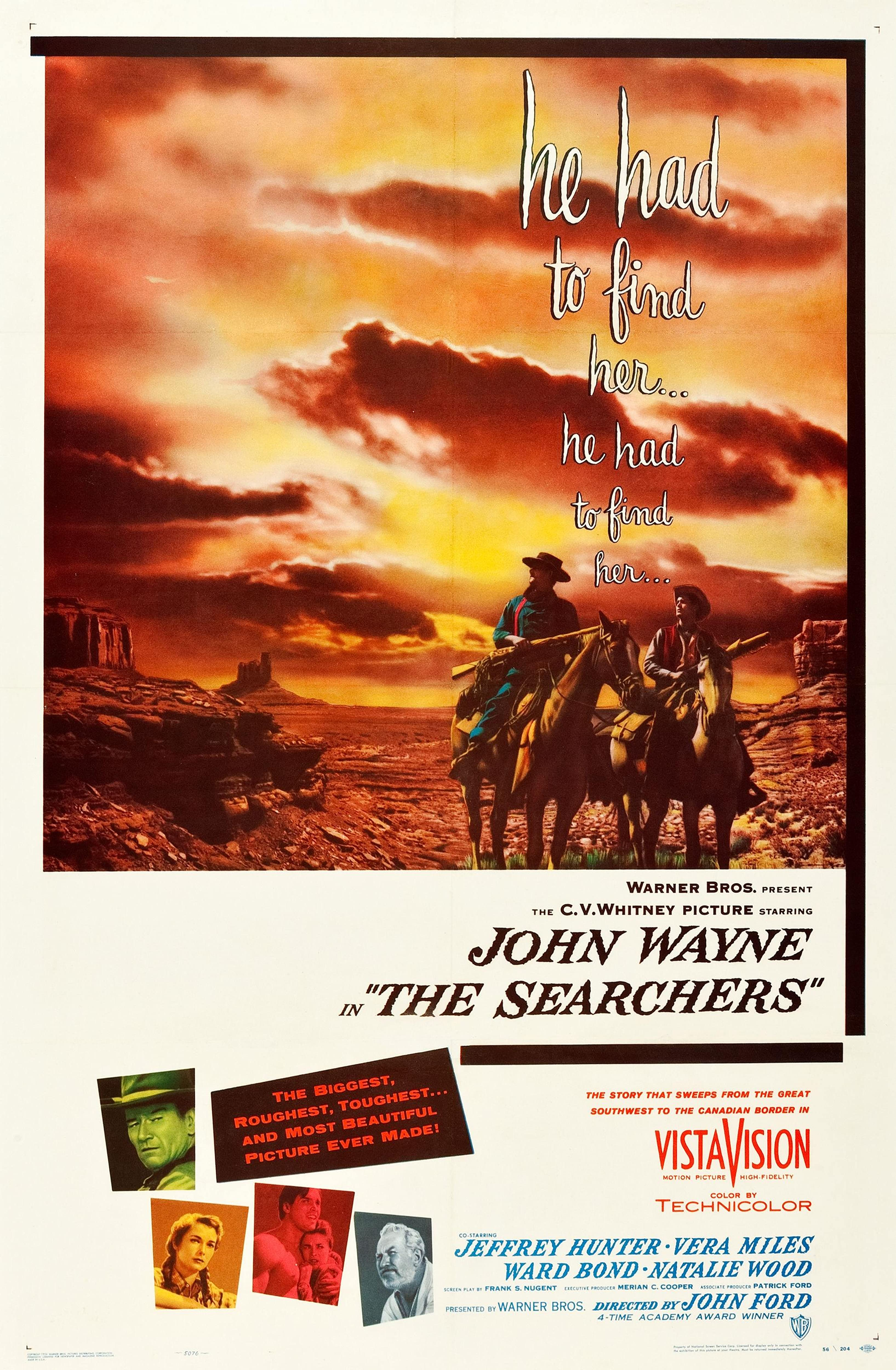
The Searchers, um filme de 1956 que retrata o conflito racial na década de 1860

Theodore Roosevelt escreveu muitos livros sobre o Oeste e a fronteira, e fez referências frequentes a isso como presidente.
A partir do final do século XIX, as ferrovias promoveram o turismo no oeste, com visitas guiadas a locais ocidentais, especialmente parques nacionais como o Parque Nacional de Yellowstone.
Tanto os turistas do Oeste como os ávidos leitores de ficção apreciaram as imagens visuais da fronteira. Depois de 1900, os filmes de faroeste forneceram os exemplos mais famosos, como nos numerosos filmes de John Ford . Ele estava especialmente apaixonado por Monument Valley. O crítico Keith Phipps diz: "suas cinco milhas quadradas [13 quilômetros quadrados] definiram o que os espectadores de décadas pensam quando imaginam o oeste americano". As histórias heróicas que surgiram da construção da ferrovia transcontinental em meados da década de 1860 animaram muitos romances baratos e ilustraram muitos jornais e revistas com a justaposição do ambiente tradicional com o cavalo de ferro da modernidade.

#### Imagens dos Cowboys
O cowboy tem sido há mais de um século uma imagem icônica americana tanto no país quanto no exterior; reconhecido mundialmente e reverenciado pelos americanos.
Heather Cox Richardson defende uma dimensão política para a imagem do cowboy: 
O momento do crescimento da indústria pecuária fez com que as imagens do cowboy passassem a ter um poder extraordinário. Enredados na política viciosa dos anos do pós-guerra, os Democratas, especialmente os da antiga Confederação, imaginaram o Oeste como uma terra intocada pelos políticos republicanos que odiavam. Eles desenvolveram uma imagem dos cowboys como homens que trabalhavam duro, brincavam duro, viviam de acordo com um código de honra, protegiam-se e não pediam nada ao governo. Nas mãos dos editores de jornais democratas, as realidades da vida de cowboy – a pobreza, o perigo, as horas debilitantes – tornaram-se românticas. Os cowboys personificavam virtudes que os democratas acreditavam que os republicanos estavam destruindo ao criar um governo gigante que atendia a ex-escravos preguiçosos. Na década de 1860, as movimentações de gado eram uma característica da paisagem das planícies e os democratas tinham feito dos cowboys um símbolo de independência individual, algo que insistiam que os republicanos estavam a destruir.
Os divulgadores mais famosos da imagem incluíram o cowboy de meio período e presidente "Rough Rider" Theodore Roosevelt (1858–1919), um republicano que tornou "cowboy" sinônimo internacionalmente do americano impetuoso e agressivo. Ele foi seguido pelo trapaceiro Will Rogers (1879–1935), o principal humorista da década de 1920.
Roosevelt conceituou o pastor (cowboy) como um estágio de civilização distinto do agricultor sedentário – um tema bem expresso no sucesso de Hollywood de 1944, Oklahoma! que destaca o conflito duradouro entre cowboys e agricultores. Roosevelt argumentou que a masculinidade tipificada pelo cowboy – e as atividades ao ar livre e os esportes em geral – era essencial para que os homens americanos quisessem evitar a suavidade e a podridão produzidas por uma vida fácil na cidade.
Will Rogers, filho de um juiz Cherokee em Oklahoma, começou com truques com cordas e passeios extravagantes, mas em 1919 descobriu que seu público estava ainda mais encantado com sua inteligência em sua representação da sabedoria do homem comum.
Outros que contribuíram para melhorar a imagem romântica do cowboy americano incluem Charles Siringo (1855–1928)  e Andy Adams (1859–1935). Cowboy, detetive Pinkerton e autor de faroeste, Siringo foi o primeiro autobiógrafo autêntico de cowboys. Adams passou a década de 1880 na indústria pecuária no Texas e a década de 1890 na mineração nas Montanhas Rochosas. Quando a representação dos texanos em uma peça de 1898 indignou Adams, ele começou a escrever peças, contos e romances baseados em suas próprias experiências. Seu The Log of a Cowboy (1903) tornou-se um romance clássico sobre o negócio do gado, especialmente a movimentação do gado. Ele descreveu uma viagem fictícia do rebanho Circle Dot do Texas a Montana em 1882 e se tornou uma fonte importante sobre a vida dos cowboys; os historiadores refizeram o seu caminho na década de 1960, confirmando a sua precisão básica. Seus escritos são aclamados e criticados pela fidelidade realista aos detalhes, por um lado, e pelas fracas qualidades literárias, por outro. Muitos consideram Red River (1948), dirigido por Howard Hawks e estrelado por John Wayne e Montgomery Clift, como uma autêntica representação de movimentação de gado.
As habilidades únicas dos vaqueiros ganham destaque no rodeio . Tudo começou de forma organizada no Oeste na década de 1880, quando várias cidades ocidentais deram sequência a shows itinerantes do Velho Oeste e organizaram celebrações que incluíam atividades de rodeio. O estabelecimento de grandes competições de cowboys no Leste na década de 1920 levou ao crescimento dos esportes de rodeio. Cowboys de trilha que também eram conhecidos como pistoleiros como John Wesley Hardin, Luke Short e outros, eram conhecidos por sua destreza, velocidade e habilidade com suas pistolas e outras armas de fogo. Suas escapadas violentas e reputações transformaram-se ao longo do tempo na imagem estereotipada de violência sofrida pelo "herói cowboy".

### Código do Oeste
Os historiadores do Oeste americano escreveram sobre o Oeste mítico; o oeste da literatura, da arte ocidental e das memórias compartilhadas das pessoas. O fenômeno é “o Oeste Imaginado”. O "Código do Oeste" era um conjunto de leis informais não escritas e socialmente acordadas que moldavam a cultura cowboy do Velho Oeste. Com o tempo, os cowboys desenvolveram uma cultura pessoal própria, uma mistura de valores que reteve até vestígios de cavalheirismo. Esse trabalho perigoso em condições isoladas também gerou uma tradição de autodependência e individualismo, com grande valor atribuído à honestidade pessoal, exemplificada em canções e poesia de cowboy. O código também incluía o pistoleiro, que às vezes seguia uma forma de código de duelo adotada do Velho Sul, para resolver disputas e duelos. A justiça extrajudicial vista durante os tempos de fronteira como linchamento, vigilantismo e tiroteios, por sua vez popularizados pelo gênero ocidental, seria mais tarde conhecida nos tempos modernos como exemplos de justiça da fronteira.

## Historiografia
Dezenas de alunos de Frederick Jackson Turner tornaram-se professores em departamentos de história nos estados ocidentais e ministraram cursos na fronteira influenciados por suas ideias. Os estudiosos desmascararam muitos dos mitos da fronteira, mas mesmo assim eles sobrevivem nas tradições comunitárias, no folclore e na ficção. Na década de 1970, eclodiu uma guerra de alcance historiográfico entre os estudos tradicionais de fronteira, que enfatizam a influência da fronteira em toda a história e cultura americanas, e a "Nova História do Oeste", que estreita a estrutura geográfica e temporal para se concentrar na trans- Mississippi Oeste depois de 1850. Evita a palavra “fronteira” e enfatiza a interação cultural entre a cultura branca e grupos como nativos e hispânicos. O professor de história William Weeks, da Universidade de San Diego, argumenta que nesta abordagem da "Nova História Oeste":
É fácil dizer quem são os bandidos – eles são quase invariavelmente brancos, homens e de classe média ou melhor, enquanto os mocinhos são quase invariavelmente não-brancos, não-homens ou não-classe média.... A civilização anglo-americana....é representada como patriarcal, racista, genocida e destrutiva do meio ambiente, além de trair hipocritamente os ideais sobre os quais supostamente está construída.
Em 2005, Steven Aron argumenta que os dois lados "alcançaram um equilíbrio em seus argumentos retóricos e críticas". Desde então, porém, o campo da fronteira americana e da história regional ocidental tornou-se cada vez mais inclusivo. O foco mais recente do campo foi capturado na linguagem da Chamada de Artigos de 2024 da Western History Association:
A Western History Association já foi uma organização dominada por estudiosos brancos do sexo masculino que normalmente escreviam narrativas triunfalistas. Não somos mais essa organização. Produzimos agora estudos inovadores feitos por e sobre os membros de muitas comunidades anteriormente excluídas das histórias tradicionais de expansão. Este novo trabalho e as pessoas que o escreveram transformaram a WHA, a história do Oeste dos EUA e a profissão de forma mais ampla.
Entretanto, a história ambiental emergiu, em grande parte, da historiografia fronteiriça, daí a sua ênfase na vida selvagem. Ele desempenha um papel cada vez mais importante nos estudos de fronteira. Os historiadores abordaram o meio ambiente como fronteira ou regionalismo. O primeiro grupo enfatiza a atuação humana no meio ambiente; a segunda analisa a influência do meio ambiente. William Cronon argumentou que o famoso ensaio de Turner de 1893 era a história ambiental em forma embrionária. Enfatizou o vasto poder das terras livres para atrair e remodelar os colonos, fazendo uma transição da vida selvagem para a civilização.
O jornalista Samuel Lubell viu semelhanças entre a americanização dos imigrantes na fronteira que Turner descreveu e a ascensão social dos imigrantes posteriores nas grandes cidades à medida que se mudavam para bairros mais ricos. Ele comparou os efeitos da abertura da ferrovia nas terras ocidentais aos sistemas de transporte urbano e ao automóvel, e a "fome de terra" dos colonos ocidentais aos residentes pobres das cidades em busca de status social. Tal como o Partido Republicano beneficiou do apoio de “antigos” grupos de imigrantes que se estabeleceram em explorações agrícolas fronteiriças, os “novos” imigrantes urbanos formaram uma parte importante da coligação Democrática do New Deal que começou com a vitória de Franklin Delano Roosevelt nas eleições presidenciais de 1932.
Desde a década de 1960, um centro ativo é o departamento de história da Universidade do Novo México, juntamente com a University of New Mexico Press. Os principais historiadores incluem Gerald D. Nash, Donald C. Cutter, Richard N. Ellis, Richard Etulain, Ferenc Szasz, Margaret Connell-Szasz, Paul Hutton, Virginia Scharff e Samuel Truett. O departamento tem colaborado com outros departamentos e enfatiza o regionalismo do Sudoeste, as minorias do Sudoeste e a historiografia.

### Pesquisas
- Billington, Ray Allen, and Martin Ridge. Westward Expansion: A History of the American Frontier (5th ed. 2001); 892 pp; textbook with 160 –pp of detailed annotated bibliographies older edition online; also online 2001 abridged edition to borrow
- Billington, Ray Allen. The Far Western frontier, 1830–1860 (1962), Wide-ranging scholarly survey; online free
- Clark, Thomas D. The rampaging frontier: Manners and humors of pioneer days in the South and the middle West (1939).
- Deverell, William, ed. A Companion to the American West (Blackwell Companions to American History) (2004); 572 pp excerpt and text search
- Hawgood, John A. America's Western Frontiers (1st ed. 1967); 234 pp; textbook covering pre-Columbian era through the mid-twentieth century
- Heard, J. Norman. Handbook of the American Frontier (5 vol Scarecrow Press, 1987–98); Covers 1: The Southeastern Woodlands, 2: The Northeastern Woodlands, 3: The Great Plains, 4: The Far West and vol. 5: Chronology, Bibliography, Index. Compilation of Indian-white contacts & conflicts
- Hine, Robert V., and John Mack Faragher. The American West: A New Interpretive History (Yale University Press, 2000). 576 pp.; textbook
- Josephy, Alvin. The American heritage book of the pioneer spirit (1965)
- Lamar, Howard, ed. The New Encyclopedia of the American West (1998); this is a revised version of Reader's Encyclopedia of the American West ed. by Howard Lamar (1977)
- Michno, F. Gregory (2009). Encyclopedia of Indian wars: Western battles and skirmishes 1850–1890. Missoula: Mountain Press Publishing Company. ISBN 978-0878424689
- Milner, Clyde, Carol O'Connor, and Martha Sandweiss, eds. The Oxford History of the American West (1994) long essays by scholars; online free
- Paxson, Frederic Logan. History of the American frontier, 1763–1893 (1924), an old survey by leading authority; Pulitzer Prize
- Paxson, Frederic Logan. The Last American Frontier (1910) online free
- Snodgrass, Mary Ellen, ed. Settlers of the American West: The Lives of 231 Notable Pioneers, (2015) McFarland & Company, ISBN 978-0786497355
- Utley, Robert M. The Story of The West (2003)
- White, Richard. "It's Your Misfortune and None of My Own": A New History of the American West (1991), textbook focused on the post-1890 far west

### Grandes Planícies e política de terras
- Gates, Paul W. "An overview of American land policy". Agricultural History (1976): 213–29. in JSTOR
- Gates, Paul W. "Homesteading in the High Plains". Agricultural History (1977): 109–33. in JSTOR
- Otto, John Solomon. The Southern Frontiers, 1607–1860: The Agricultural Evolution of the Colonial and Antebellum South (ABC-CLIO, 1989).
- Swierenga, Robert P. "Land Speculation and Its Impact on American Economic Growth and Welfare: A Historiographical Review". Western Historical Quarterly (1977) 8#3 pp: 283–302. in JSTOR
- Unruh, John David. The Plains Across: The Overland Emigrants and the Trans-Mississippi West, 1840–1860 (1993)
- Van Atta, John R. Securing the West: Politics, Public Lands, and the Fate of the Old Republic, 1785–1850 (2014) xiii + 294 pp. online review
- Wishart, David J., ed. (2004). Encyclopedia of the Great Plains. [S.l.]: University of Nebraska Press. ISBN 0803247877

### Historiografia
- Billington, Ray Allen. America's Frontier Heritage (1984), a favorable analysis of Turner's theories about social sciences and historiography online
- Etulain, Richard W., "Clio's Disciples on the Rio Grande: Western History at the University of New Mexico", New Mexico Historical Review 87 (Summer 2012), 277–98.
- Etulain, Richard W., ed. (2002). Writing Western History: Essays On Major Western Historians. [S.l.]: U. of Nevada Press. ISBN 978-0874175172
- Hurtado, Albert L., "Bolton and Turner: The Borderlands and American Exceptionalism", Western Historical Quarterly, (Spring 2013) 44#1 pp. 5–20.
- Limerick, Patricia. The Legacy of Conquest: The Unbroken Past of the American West (1987), attacks Turner and promotes the New Western History
- Smith, Stacey L. "Beyond North and South: Putting the West in the Civil War and Reconstruction", Journal of the Civil War Era (Dec 2016) 6#4 pp. 566–91. doi:10.1353/cwe.2016.0073 excerpt
- Spackman, S. G. F. "The Frontier and Reform in the United States." Historical Journal 13#2  (1970): 333–39. online.
- Weber, David J. "The Spanish Borderlands, Historiography Redux." The History Teacher, 39#1 (2005), pp. 43–56., online.
- Witschi, Nicolas S., ed. (2011). A Companion to the Literature and Culture of the American West. [S.l.]: John Wiley & Sons. ISBN 978-1444396577

### Imagens e memória
- Brégent-Heald Dominique. "Primitive Encounters: Film and Tourism in the North American West", Western Historical Quarterly (2007) 38#1 (Spring, 2007), pp. 47–67 in JSTOR
- Etulain, Richard W. Re-imagining the Modern American West: A Century of Fiction, History, and Art (1996)
- Hausladen, Gary J. (2006). Western Places, American Myths: How We Think About The West. [S.l.]: U. of Nevada Press. ISBN 978-0874176629
- Hyde, Anne Farrar. An American Vision: Far Western Landscape and National Culture, 1820–1920 (New York University Press, 1993)
- Mitchell, Lee Clark (1998). Westerns: Making the Man in Fiction and Film. [S.l.]: U. of Chicago Press. ISBN 978-0226532356
- Prown, Jules David, Nancy K. Anderson, and William Cronon, eds. Discovered Lands, Invented Pasts: Transforming Visions of the American West (1994)
- Rothman, Hal K. Devil's Bargains: Tourism and the Twentieth-Century American West (University of Kansas Press, 1998)
- Slotkin, Richard (1998). The Fatal Environment: The Myth of the Frontier in the Age of Industrialization, 1800–1890. [S.l.]: University of Oklahoma Press
- Slotkin, Richard (1960). Gunfighter Nation: The Myth of the Frontier in Twentieth-Century America. [S.l.]: University of Oklahoma Press
- Smith, Henry Nash (1950). Virgin Land: The American West as Symbol and Myth. Cambridge: Harvard University Press
- Tompkins, Jane (1993). West of Everything: The Inner Life of Westerns. [S.l.]: Oxford University Press. ISBN 978-0195073058
- Wrobel, David M. Global West, American Frontier: Travel, Empire, and Exceptionalism from Manifest Destiny to the Great Depression (University of New Mexico Press, 2013) 312 pp.; evaluates European and American travelers' accounts